# Bergen (Norvège)
Vous lisez un « article de qualité » labellisé en 2007.
Pour les articles homonymes, voir Bergen.

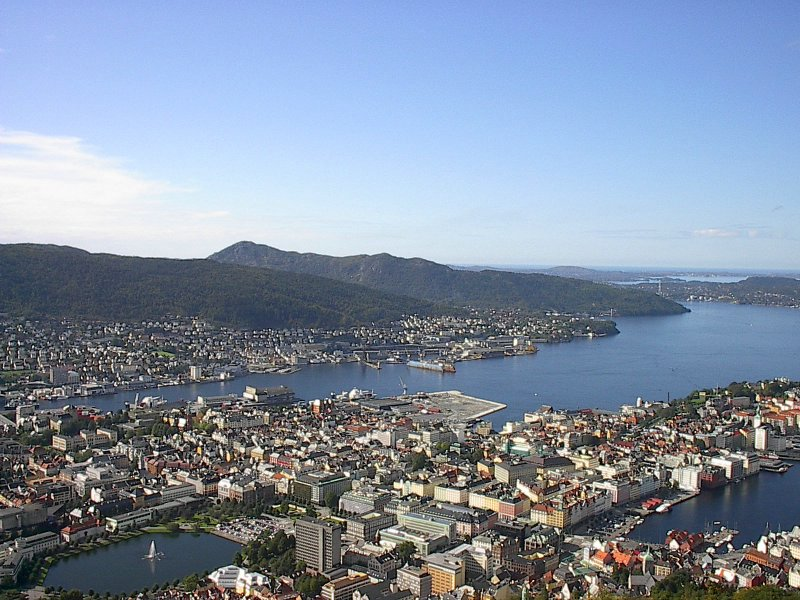
Lille Lungegårdsvannet au premier plan à gauche. Vågen à droite. Le Puddefjord au second plan

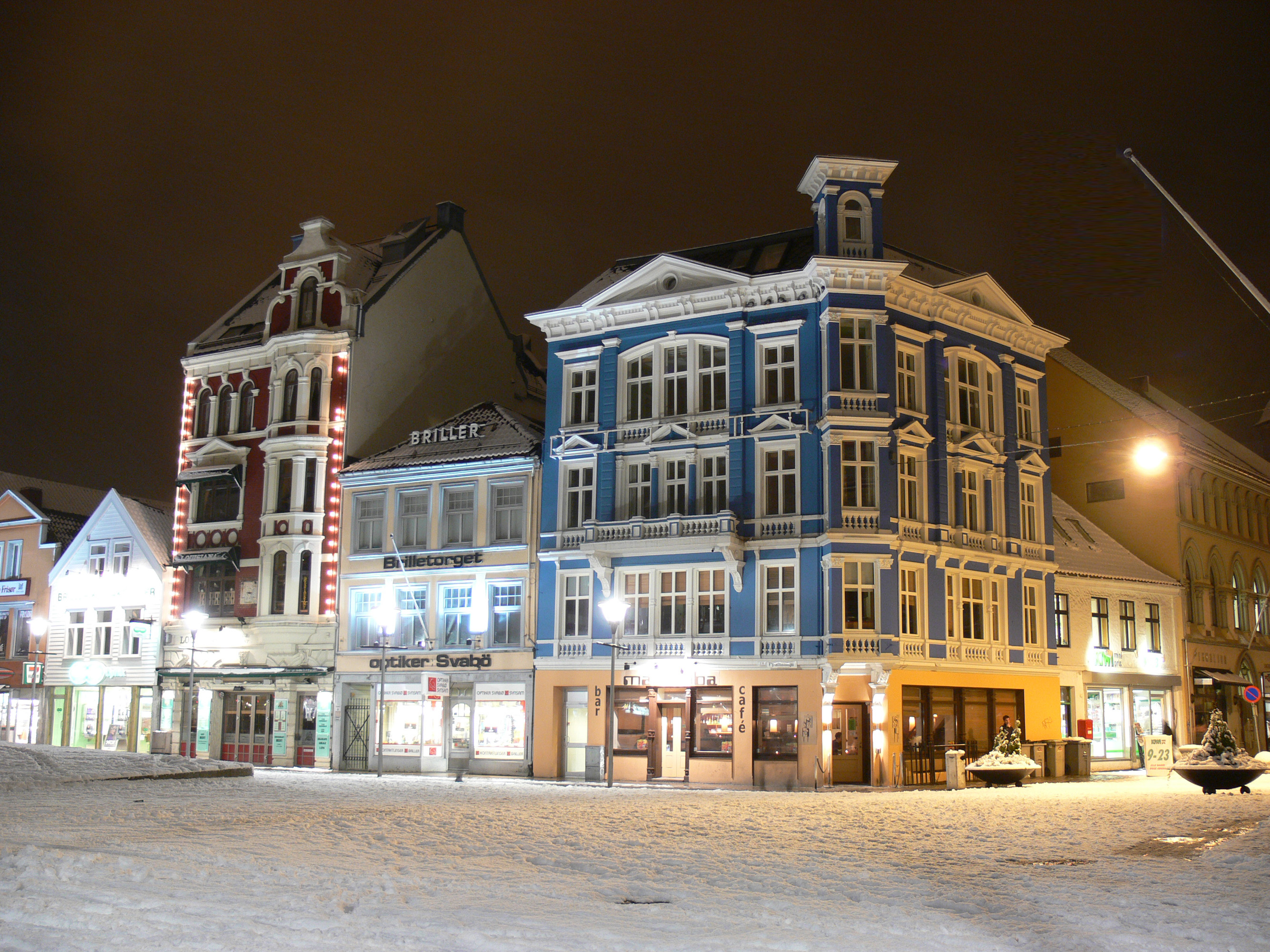
Vågsallmenningen

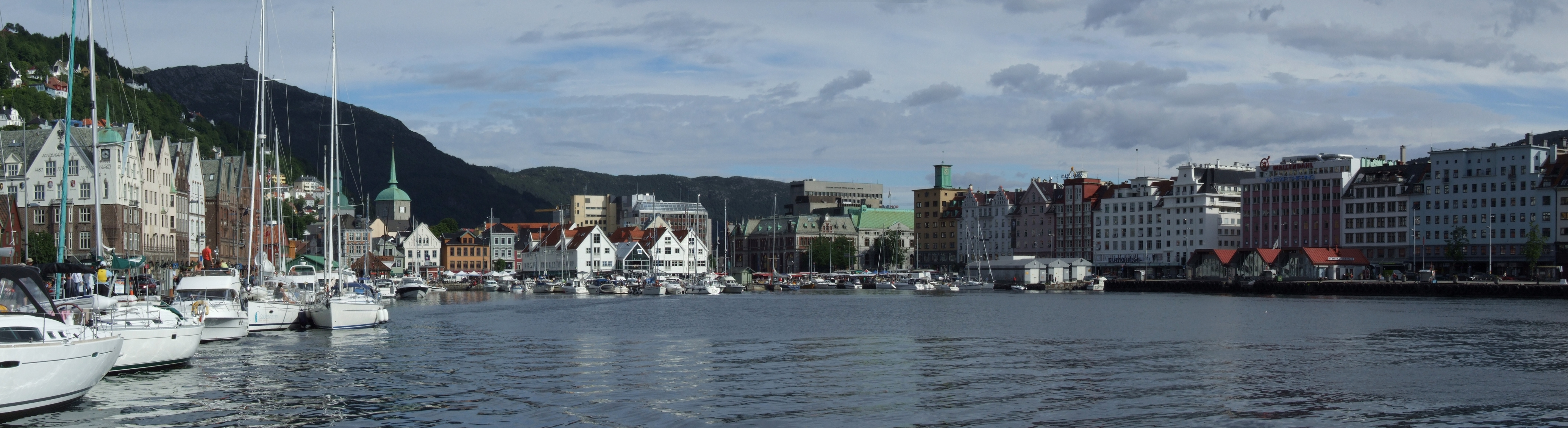
Torget

Bergen (/ˈbæ̀rɡn̩/ ) est une ville du Sud-Ouest de la Norvège, capitale du comté de Vestland. Bergen est la deuxième ville du pays avec 278 121 habitants. C'est également une ville portuaire donnant sur la mer du Nord, une ville universitaire et un évêché.
La cité est divisée en huit bydeler (districts de la ville), équivalents administratifs de gros quartiers : Arna, Bergenhus, Fana, Fyllingsdalen, Laksevåg, Ytrebygda, Årstad et Åsane. Le centre-ville occupe le bydel de Bergenhus, c’est-à-dire la ville historique qui compte environ 35 000 habitants, les autres n'étant affiliées à la kommune de Bergen qu'administrativement.
Il convient aussi de signaler que beaucoup de Bergenois tiennent compte des anciennes appellations non administratives, les strøk, quartiers traditionnels qui ont hérité le plus souvent du nom du domaine agricole présent sur place auparavant. Bergen fait partie du district historique (non administratif) de Midhordland.
Les communes limitrophes de Bergen sont Lindås, Osterøy, Vaksdal, Samnanger, Os, Austevoll, Sund, Fjell, Askøy et Meland. Elles couvrent à elles seules la majeure partie du Hordaland (ancien comté fusionné en 2020 avec le comté de Sogn og Fjordane, mais sans la municipalité de Hornindal) et six d'entre elles sont des communes insulaires. La commune de Bergen est délimitée dans sa majeure partie par des fjords : le Sørfjord et le Byfjord au nord et le Raunefjord et le Grimstadfjord à l'ouest.

## Toponymie
Bergen (prononcé en français : /bɛʁ.gɛn/ ; norvégien : [ˈbærɡən] ) est d'abord appelée Björgen, Bergvin, ou Björgvinn (graphie moderne : Bjørgvin). Bjørg signifiant montagne et vin signifiant prairie ou pâture. Le nom signifie donc prairie entre les montagnes, aussi de nos jours, avec les mots Berg et engen. Bjørgvin était à l'origine une ferme dépendant de la ferme royale Alrekstad, où ont été jetées les premières fondations de la ville là où se situe aujourd'hui la rue Øvregaten, le long de la baie Vågen.
Le nom a probablement changé en raison de l'influence des Allemands et Hollandais au XVe siècle. Aujourd'hui le nom Bjørgvin est celui de l'évêché de Bergen, compromis qui a été trouvé avec les mouvements régionalistes qui désiraient supprimer l'appellation Bergen.

## Sceau

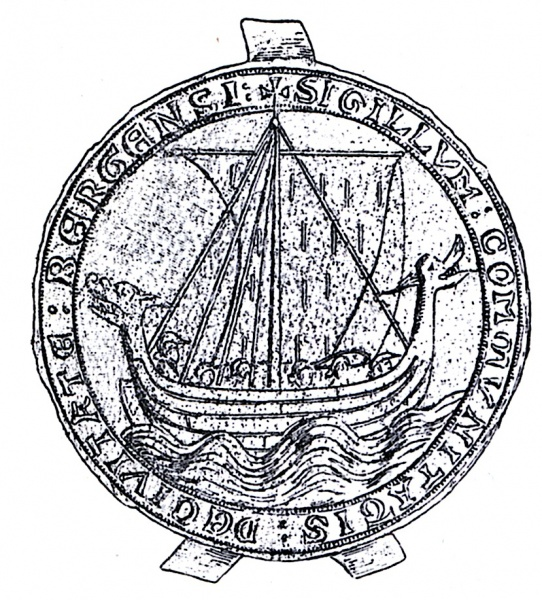
Sceau de 1299
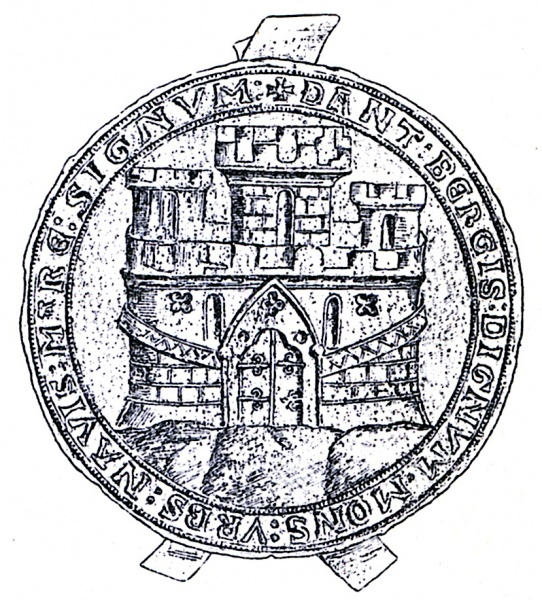
Sceau de 1299
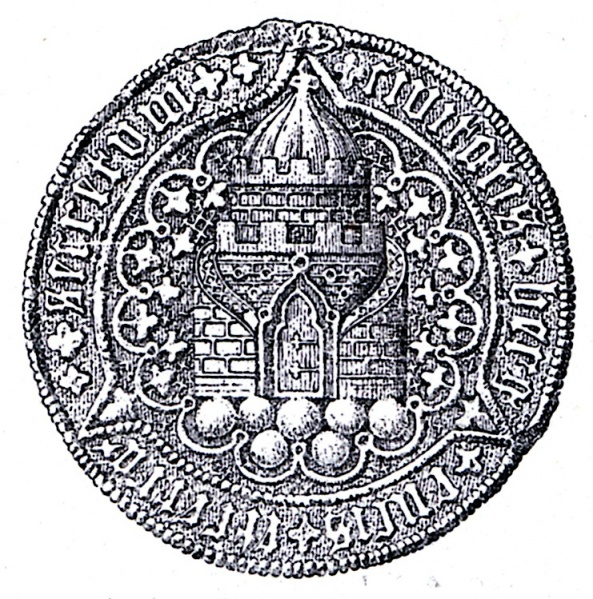
Sceau de 1531
Sceau moderne

Le sceau de Bergen (Bergens Byvåpen en norvégien) est dérivé du plus vieux sceau connu de la ville, utilisé au moins dès 1293. À l'époque ce sceau représentait un château à trois tours sur sept rochers sur une face, ainsi qu'un bateau viking sur l'autre, faisant un sceau à deux côtés, ce qui est atypique. L'inscription latine « SIGILLVM COMMVNITATIS DE CIVITATE BERGENSI » entoure le bateau et « DANT BERGEIS DIGNUM MONS VRBS NAVIS MARE » entoure le château. À partir du XIVe siècle, seul le côté représentant le château est utilisé. En 1531 le sceau change : le château n'a qu'une tour et repose sur sept points.
Bergen fut la première ville de Norvège à utiliser un sceau mais bien que ville la plus importante de Scandinavie, elle a été précédée par Copenhague en 1254 et Stockholm en 1281.
Le sceau moderne représente une version modernisée du premier sceau avec son château sur sept collines, entouré de « SIGILLVM COMMVNITATIS DE CIVITATE BERGENSI » qui figurait à l'origine sur l'autre face.

## Histoire

### Au crépuscule de l'ère Viking
La cité fut fondée en 1070 par le roi Olaf III, dit « le Tranquille » car son règne ne fut troublé ni par des querelles intestines ni par des guerres. Cependant on pense que les premières traces d'installation datent du IVe siècle, à la ferme d'Alrekstad, au pied d'Ulriken, qui aurait servi de résidence à un roitelet local, Alfred. Au début du XIIe siècle, l'imposteur Harald IV s'empare de Bergen et fait enfermer et aveugler le roi légitime, Magnus IV. À sa mort, son fils Sigurd II est nommé roi à l'âge de trois ans mais sera assassiné en 1155 à Bergen. Magnus V est élu roi de Norvège en 1162, puis couronné par les évêques en 1164, à Bergen. C'est le premier roi norvégien à être couronné. La ville est désormais confirmée capitale du royaume de Norvège.

### L'avènement de Sverre

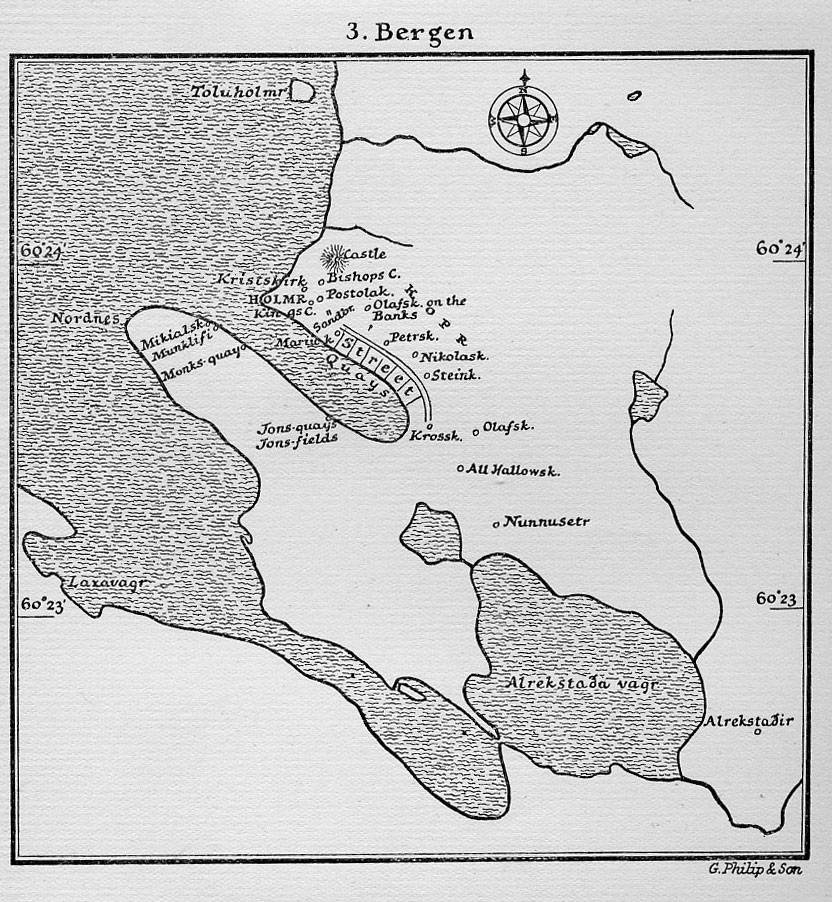
Bergen au XIII.

En 1176, un prétendant au trône commence à faire parler de lui : Sverre Sigurdsson (1151-1202). Il est soutenu par une partie de la population et par certains évêques et roitelets. Les principaux soutiens de Magnus V sont quant à eux des aristocrates. Après huit ans de guerre civile et de prises successives de villes, dont Bergen, Magnus est tué lors de la bataille de Fimreite dans l'Inner Sogn, près de la ville actuelle de Sogndal. Sverre Sigurdsson a enfin éliminé son plus grand adversaire mais ne mate tous ses opposants et tous les autres prétendants que dix ans plus tard. Il se fait construire une forteresse, Sverresborg, sur les hauteurs d'Holmen, « l'ilot ». Il est couronné le 29 juin 1194 à Bergen. En 1197, ses opposants, les Baglers, brûlent Bergen. L'année suivante, un de leurs chefs, Thorstein Kugad, tue Karl Sverkerson, gendre et jarl de Sverre et à qui la ville avait été confiée. À sa mort en 1202, Sverre est enterré dans l'église du Christ à Bergen (Kristkirken på Holmen), aujourd'hui disparue. Son unique fils Håkon III est couronné seul roi de Norvège. Son règne n'a été troublé que par son décès brutal en 1204, là où celui de son père n'avait engendré que divisions et ruine dans tout le pays. La mort de Sverre n'apporte pas la paix. En 1207, les Baglers prennent Bergen par deux fois et détruisent Sverresborg. Le 29 juillet 1223, une assemblée réunie à Bergen confirme définitivement le droit héréditaire au trône d'Håkon IV (1217-1263). La paix revient en Norvège. Il noue des relations cordiales avec plusieurs nations d’Europe occidentale et méridionale. À l'intérieur, il remet de l'ordre dans les finances, rétablit le calme, puis cherche à apaiser la discorde entre l'État et la Papauté. Bergen voit son rôle de capitale renforcé par la construction vers 1260 d'une gigantesque halle, Håkonshallen, où se marie son fils Magnus VI Lagabøte en 1261. Celui-ci construit plus tard un donjon qui devient par la suite Rozenkrantårnet.
Bergen reste capitale jusqu'en 1299, quand Håkon V établit sa résidence permanente à Oslo et que Bergen est trop éloignée des autres pays scandinaves au temps des unions. Bergen avait déjà pris le dessus sur Trondheim peu de temps après sa fondation, étant beaucoup plus proche de l'Europe pour les échanges.

### Bergen à l'époque de laHanse
Dès le XIIe siècle, des marchands allemands, principalement de Lübeck, s'installent à Bergen et copient la Hanse, qui n'est encore qu'embryonnaire. La ville compte environ 7 000 habitants en 1300, tout comme Oslo, qui ne devient plus peuplée qu'à partir de 1850. À la même période, à titre de comparaison, Lübeck compte 40 000 habitants.
Une description des soldats norvégiens et danois datée de 1191 montre la place flagrante du commerce pour la ville, dès ses débuts :

« Cette ville est la plus célèbre dans le pays, embellie avec une forteresse royale et avec les reliques de nombreuses vierges ; le corps de sainte Sunniva repose ici, sur une élévation dans la cathédrale. De plus, il y a plusieurs monastères et couvents. Un très grand nombre de personnes vit dans la ville, qui est riche, et débordante de marchandises. Il y a du poisson séché en nombre impressionnant. Navires et hommes arrivent de partout ; il y a des Islandais, des Allemands, des Danois, des Anglais, des Groenlandais, des Suédois, des Gotlandais et d'autres nations trop nombreuses pour les mentionner. Toutes les nations peuvent être trouvées ici si quelqu'un prend la peine de regarder. Il y a aussi beaucoup de vin, de miel, de farine, de beaux vêtements, d'argent et d'autres produits, et pour chacun des échanges affairés. »

Dans la Saga de Sverre, ce dernier remercie les Anglais pour le miel et la farine qu'ils amènent à Bergen, mais peste contre les Allemands qui selon lui viennent trop nombreux et encouragent l'ivresse en amenant trop de vin.
Au XIIIe siècle, la ville compte vingt églises et chapelles, deux hospices, cinq monastères.

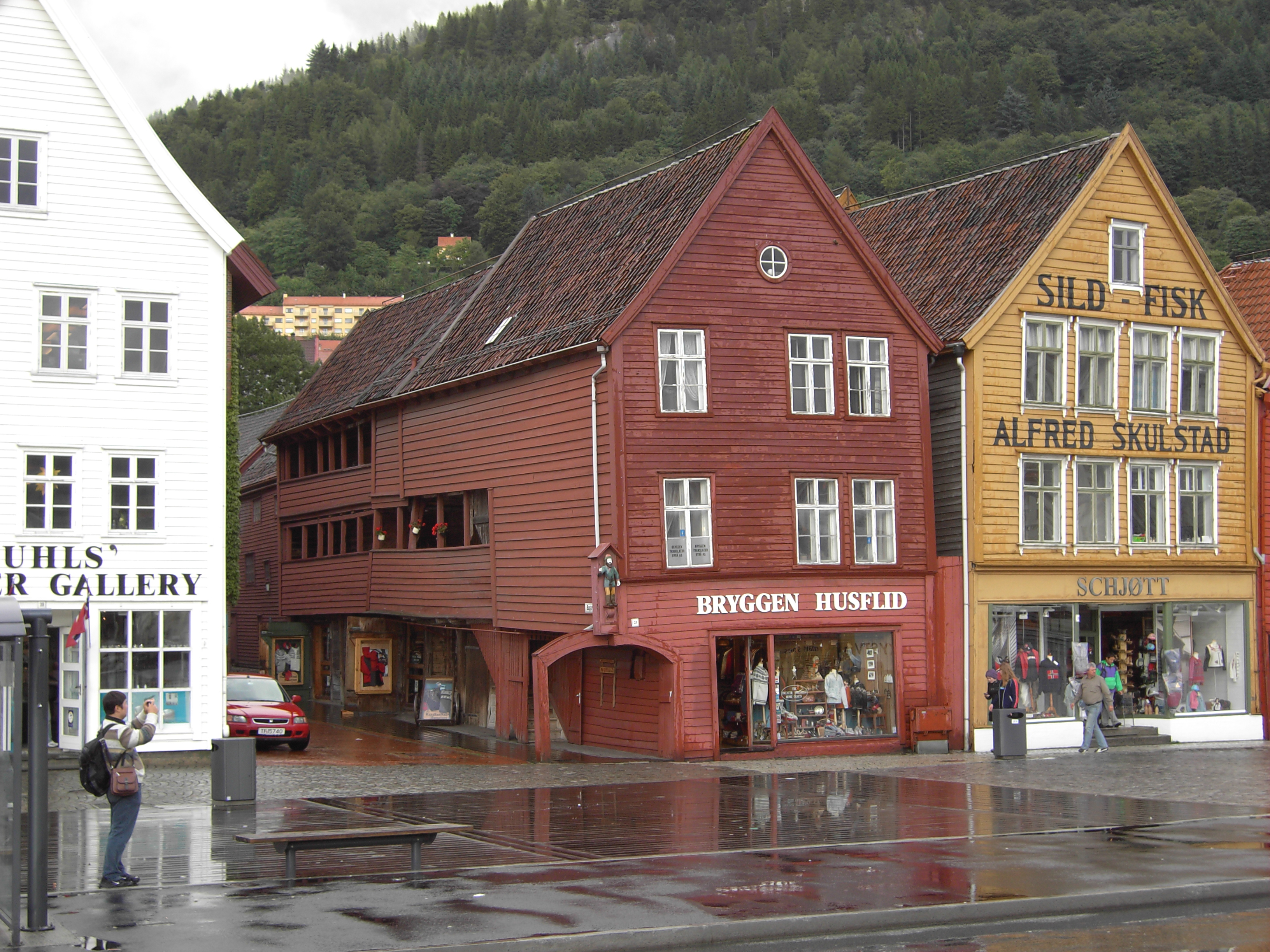
Bryggen.

En 1240, les Hanséates obtiennent une lettre de privilège. Ils ont le monopole du transport des céréales entre l'Allemagne, puis la Pologne et la Norvège. En 1248 Le roi Håkon IV supplie les Lübeckois d’envoyer rapidement des grains à Bergen pour parer à une disette. Deux ans plus tard les Hanséates obtiennent une seconde lettre de privilège à Bergen, et en 1278 un premier comptoir commercial est créé.
En 1282, l'ordonnance de Bergen (septembre) stipule que les marchands étrangers qui n'auraient pas livré du blé, de l'orge et du malt ne pourraient pas effectuer en Norvège des achats en hiver (8 septembre - 3 mai) ni parcourir les campagnes pour acquérir du beurre, des peaux ou du bétail sur pied. Les Hanséates refusent de s’incliner. À l'instigation de Lübeck, la ligue des villes Wendes interdit le commerce avec la Norvège. De 1282 à 1285 la Hanse inflige un blocus à la Norvège. Le Traité de Tönsberg, signé le 6 juillet 1294 par Erik Magnusson, accorde aux marchands Allemands un droit de séjour y compris hors du trimestre d'été (15 mai au 15 août) et des exemptions douanières à condition que les marchands ne cherchent pas à fréquenter la côte au nord de Bergen, ce qui a pour effet de ruiner l'économie marchande de Trondheim. Ce monopole n'est levé qu'en 1789.
En 1316, une réaction éclate pour établir une règlementation minutieuse ainsi que des droits de sortie, mais tout cela échoue après des violences de part et d'autre. La même année lors des ravages causés en Europe par une famine, la Hanse et Bergen privilégient leurs échanges de grains et de viande en contrepartie des privilèges sus-cités.

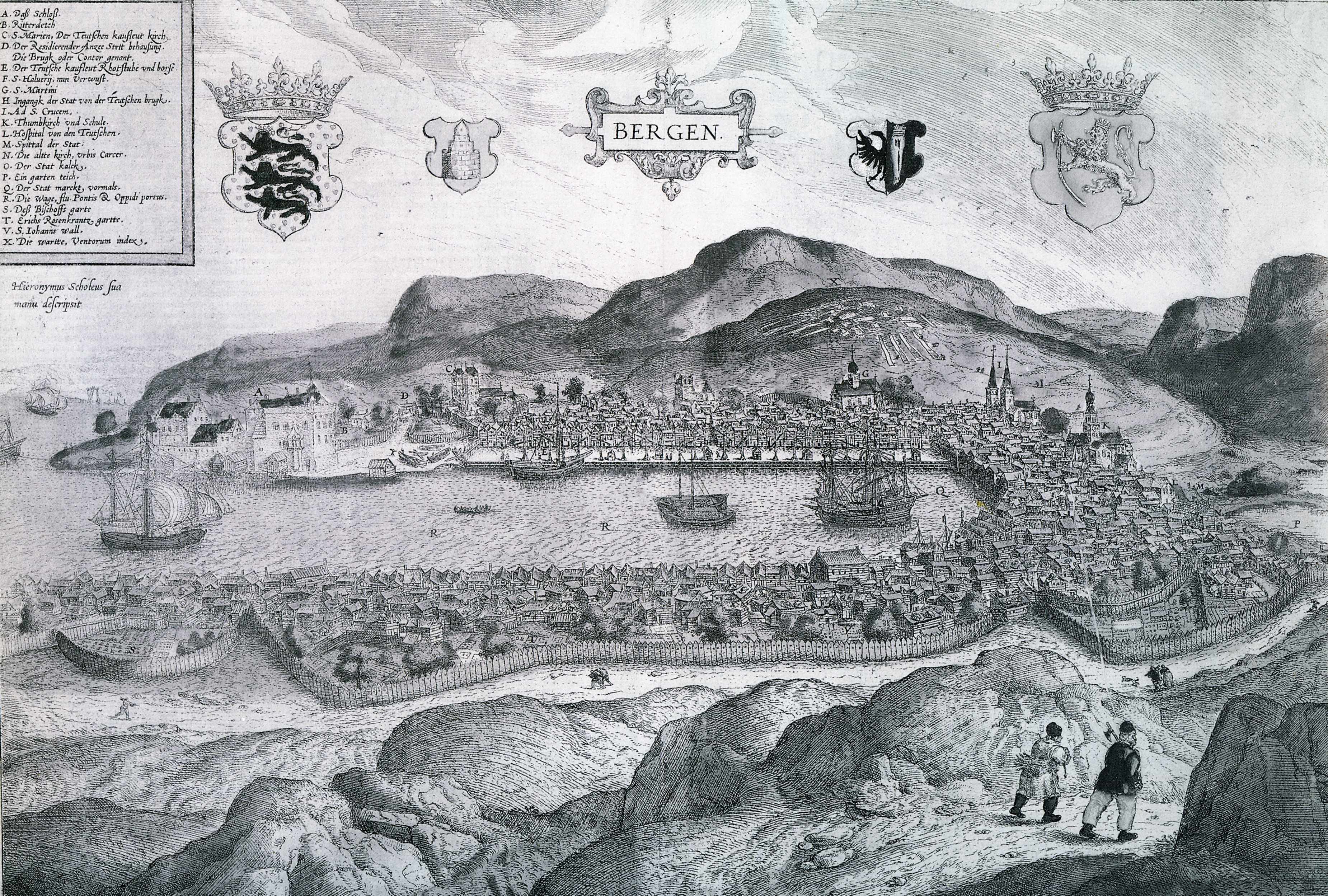
Bergen en 1580.

Les rois norvégiens, poussés par l'aristocratie, résistent à la pression hanséatique jusqu'à la création du comptoir de Bergen, le Kontor, en 1343, par Magnus IV de Suède qui consent universis mercatoribus de Hansa Theutonicorum la pleine jouissance des droits accordés en 1294. Bergen devient alors économiquement dépendante du commerce hanséatique, plus particulièrement de Lübeck. Les marchands allemands qui s'étaient vus déjà attribuer des privilèges comme des exemptions de taxes douanières par exemple obtiennent alors une justice spécifique et des privilèges fiscaux. Un comptoir indépendant du roi se développe, situé sur la rive nord de Vågen, le long du Tyskebryggen, le quai allemand, renommé simplement Bryggen après la Seconde Guerre mondiale.
La peste noire, qui arrive par un bateau anglais en été 1349, décime la ville et oblige les Norvégiens à se montrer plus conciliants avec la Hanse qui leur apporte l'indispensable grain polonais.
Parallèlement entre 25 et 40 % des fermes de la région furent désertées après la peste.
Les occupants de la maison du chapitre de Bergen fuient la ville pour Tusededal pour reconstruire une ville mais le mal les poursuit et les tue tous. On raconte que seule une petite fille a survécu et qu'on l'a retrouvée à l'état semi-sauvage quelques années plus tard. Elle est surnommée Rype (lagopède) pour cette raison, et après son retour à la civilisation elle hérite de tout le domaine de Tusededal.
En 1453, le bailli royal Olav Nielsson impose aux corporations allemandes taxes et prix de vente fixes pour protéger les artisans locaux, les prend sous sa juridiction. Devant le mécontentement du comptoir hanséatique, tenu par les villes vendes, le roi Christian destitue son bailli en geste d'apaisement, puis le rétablit deux ans plus tard, en 1455. Les Allemands du comptoir se soulèvent contre cette décision, commettant l'acte le plus violent de l'histoire de la Hanse. Pourchassant le bailli, les Allemands forcent les portes et incendient le couvent où il s'était réfugié : l'évêque, le bailli et une soixantaine de ses partisans périssent. Les responsables du massacre restent impunis.
Les marchands hanséatiques viennent chercher à Bergen des poissons, plus particulièrement de la morue séchée qui constitue les neuf dixièmes des exportations de Bergen. Les pêcheurs norvégiens exercent leur activité sur la côte occidentale, plus particulièrement autour des îles Lofoten. Après les avoir séchées, les pêcheurs les vendaient de bord à bord aux Hanséates. Se met alors en place une véritable navette qui fait la richesse des marchands vendes : entre 14 et 30 navires, toute l'année, amènent des villes vendes à Bergen de la farine et de la bière, chargent de la morue séchée qu'ils débarquent à Boston en Angleterre et reviennent vers Lubeck avec du tissu.
L'immunité des Hanséates persiste jusqu'au XVIe siècle. En 1560, les privilèges hanséatiques sont supprimés en Norvège et les Allemands obligés de prendre la citoyenneté norvégienne, sous peine d'expulsion (ce système a peut-être commencé vers 1536). À Bergen, des organisations de métiers sont nationalisées et substituées à celles des Allemands de 1558 à 1764 pour la dernière. Le pouvoir de la Hanse à Bergen est brisé par Kristofer Walckendorf en 1599, même si comme il a été déjà dit le comptoir fonctionne encore deux siècles, jusqu'à la levée du monopole. Le monopole des Hanséates est brisé par les navires hollandais, mais surtout danois et norvégiens.
L'intrusion hanséate à Bergen a empêché un développement économique et surtout commercial autonome de la Norvège. Certains secteurs ont toutefois profité du commerce hanséatique international. Les produits d'échanges disponibles à Bergen ont pu amoindrir les famines et les troubles qui ont suivi la peste noire. Selon l'historien norvégien Alexander Bugge, l'action politique menée par la Hanse au sein de l'union de Kalmar a eu bien moins d'effets que l'effacement du commerce indigène. De même, l'Islande a été ruinée par l'interruption du commerce avec Bergen, ainsi que par le peu de scrupules des marchands Allemands et il est probable que l'abandon des colonies du Groenland soit dû en partie aux mêmes raisons.
Mais la Hanse n'a pas apporté que ses navires et sa farine : elle a contribué à pousser la Norvège dans la Réforme. Le luthéranisme qui est prêché par le moine Antonius en 1525 touche les Allemands de Bergen dès ce moment. À peine onze ans plus tard, la ville est passée à la Réforme.

Panorama de Bryggen.

### L'époque moderne et contemporaine

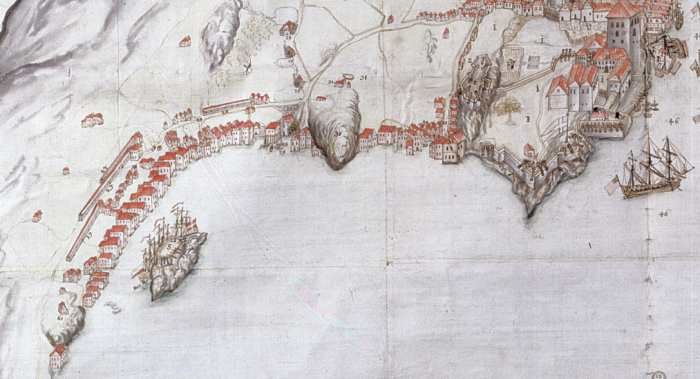
Sandviken et ses corderies en 1740.

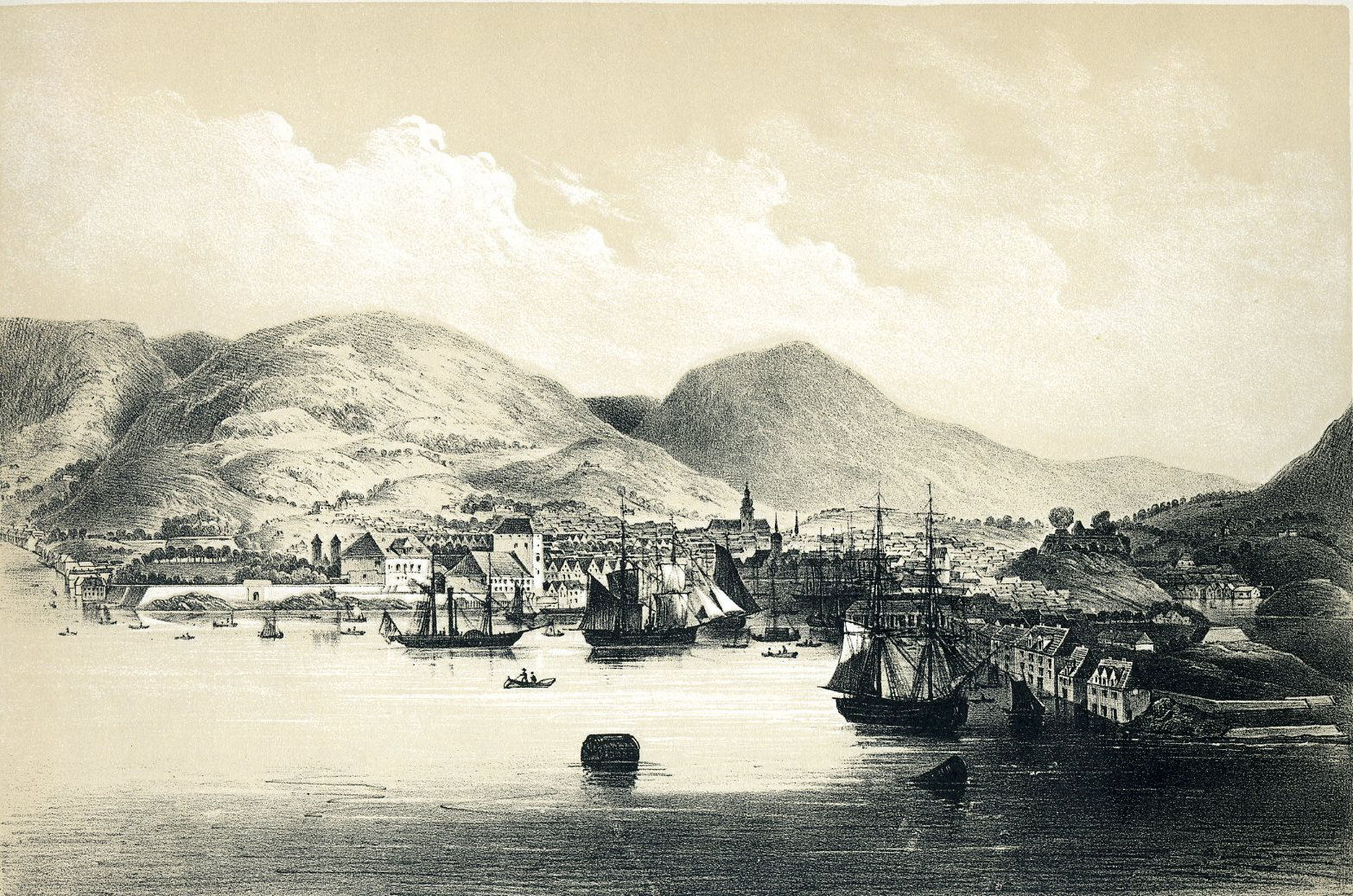
Vågen et Nordnes en 1848.

En 1578, de grosses souris jaunes s'abattent sur la ville.
En 1593 Johanne Jensdatter Flamske fut accusée d'infliger des maladies aux gens, de lire des livres interdits et d'avoir des pouvoirs surnaturels. Voilà un des témoignages qui la conduisit au bûcher de Nordnes le 16 avril 1594 :

« Mais la nuit précédente vinrent beaucoup de chats de la fenêtre de Johanne, faisant tellement de bruits étranges que des gens furent effrayés. Ensuite, Jacob Engils, un maçon qui était sur place, demanda « Dieu nous protège, d'où viennent tous ces chats maléfiques ? » Johanne répondit « Cher petit Jacob, frappe juste doucement sur le mur et ils s'en iront. » Après qu'il eut fait cela, ils disparurent immédiatement, mais bientôt, cette même nuit du nouvel an, vint une grosse tempête qui causa beaucoup de dégâts. »

Jusqu'au début du XXe siècle la ville était spécialisée dans la fabrique de cordes, effectuée dans des bâtiments très longs, pour la plupart situés à Sandviken ou encore à Sydnes et à Nygård.
Durant l'époque moderne et contemporaine, les vieilles familles et les élites de Bergen continuèrent à se construire d'immenses empires d'échange et de richesses, dont les meilleures preuves sont les bâtisses luxueuses parsemées en ville.
La ville fut dotée du téléphone en 1882, du tramway en 1897 et de l'électricité en 1900.

### Batailles et conflits

#### La rébellion avortée
Le 24 février 1181, en pleine nuit, les vigies aperçurent une flotte de langskip (un genre de bateau viking) entrant dans la baie, accompagnée des bruits typiques que font des hommes s'armant et se préparant au combat. Une flotte de fermiers propriétaires du sud de Bergen menée par un certain Jon Kurtiza (ou Kutiza) entreprenaient une action pour surprendre Sverre. Aussitôt les trompettes sonnèrent et aux quatre coins de la ville les soldats du roi se réveillèrent et se rendirent là où les ennemis semblaient débarquer - de partout. Les envahisseurs furent toutefois massacrés, et ceux qui ne réussirent pas à s'enfuir en bateau tentèrent vainement de s'éloigner en nageant. La plupart des fuyards s'allièrent à Magnus ou demandèrent la paix à Sverre quand celui-ci vint peu après dans le Hardanger avec une flotte. Il semblerait que Magnus n'ait pas eu de rôle dans cette bataille, puisqu'il partait du Danemark pour rejoindre Oslo à ce moment-là.

#### La bataille de Nordnes
Nordnes est la petite péninsule qui sépare Vågen du Puddefjord. Jusque vers 1400 seule la partie nord de Vågen était urbanisée; la péninsule était inhabitée, ou presque. Le 31 mai 1181 eut lieu la bataille de Nordnes, conflit naval qui s'est déroulé à quelques encablures du port. Magnus V revenait du Danemark où il était allé chercher du soutien avec ses 32 navires, et tomba nez à nez avec la flotte de Sverre Sigurdsson qui lui descendait de Bergen vers la région d'Oslo. Inférieure en nombre, la flotte de ce dernier se replia dans les eaux de Bergen où elle remporta tout de même une demi-victoire, ses opposants ayant fui croyant leur chef Magnus mort. Sverre se replia donc sur Nidaros (Trondheim) sans avoir réellement affaibli son adversaire.

#### L'assaut des Vitalienbrüder
On les connaît aussi sous le nom de Victual Brothers, de Vitalian Brotherhood, ou encore de frères des victuailles. Ces pirates servaient les ducs de Mecklembourg contre le Danemark et ses alliés, dont la Hanse de Lübeck. Ils mirent à sac Bergen en 1393. En 1398, certaines villes de la Hanse aidées par les Chevaliers Teutoniques boutèrent les Vitalienbrüder de leur fief, sur l'île de Gotland. Cela en était fini de l'ordre pirate qui cependant se divisa, et une nouvelle organisation autoproclamée les Likedeelers fut créée et terrorisa la Baltique jusqu'en 1440. Bergen fut mise à sac et incendiée en avril 1429 par Bartolomeus Voet à la tête de sept navires et de 400 hommes.

#### La bataille de Vågen

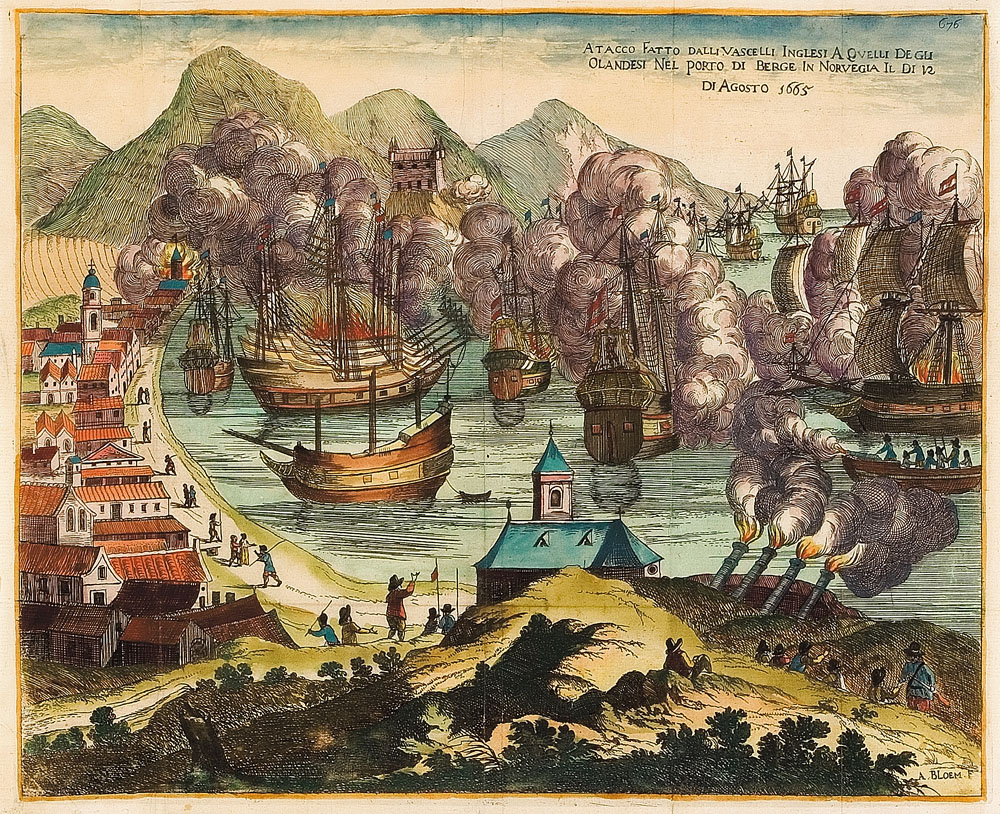
Bataille de Vågen en 1665.

La bataille de Vågen fut une bataille navale opposant une flotte marchande hollandaise et une flotte de guerre anglaise. Elle se déroula en août 1665 et fut un événement de la seconde guerre anglo-hollandaise. Le roi du Danemark et de Norvège prit parti pour les Anglais mais les ordres étant arrivés quatre jours trop tard, les officiers norvégiens prirent celui des Hollandais. La flotte anglaise, bien que possédant une puissance de feu importante, fuit devant celle des forteresses bergenoises, la fumée qui l'aveuglait et la précision des canonniers hollandais. La plupart de ses navires ressortirent très endommagés de la bataille et se replièrent près de l'île de Herdla, derrière Askøy, à l'endroit même où quatre siècles plus tard la Luftwaffe installa une de ses plus grandes bases en Norvège. La flotte hollandaise consolida sa position et ferma le port en attendant des renforts pour pouvoir quitter la région sans risquer une seconde opération anglaise.

#### La Seconde Guerre mondiale

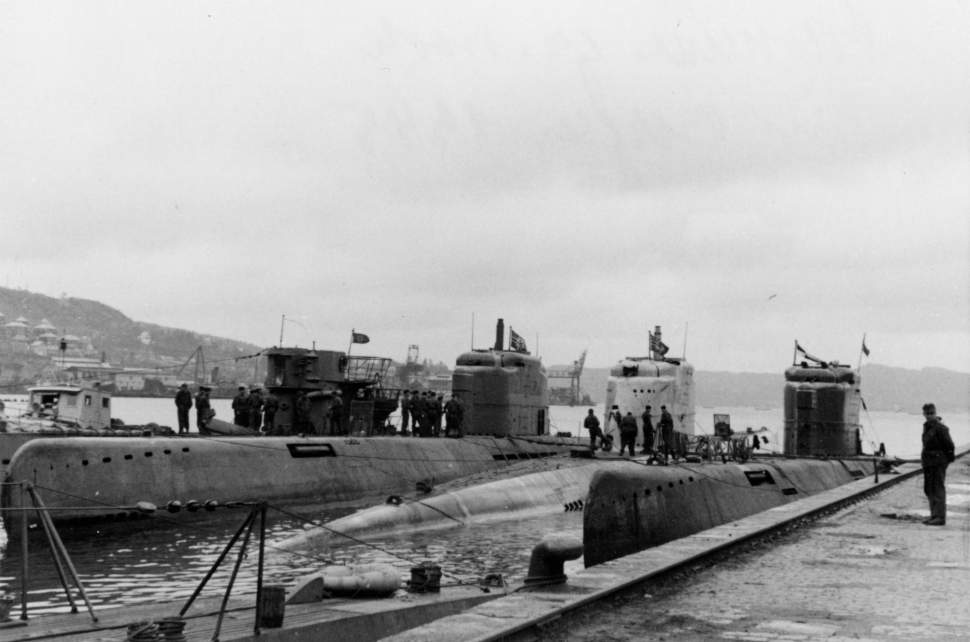
Trois U-Boot type XXI en mai 1945 à Bergen.

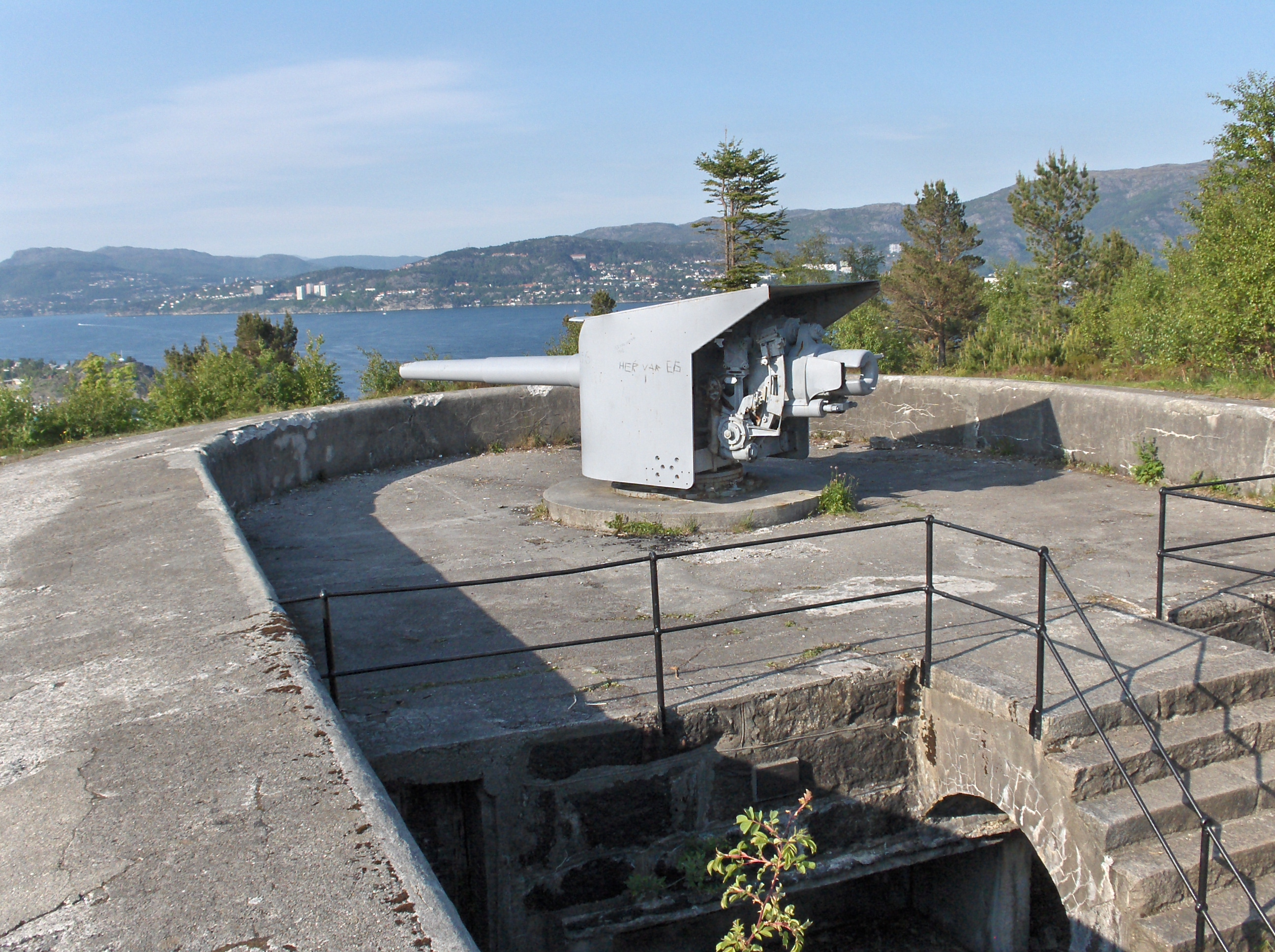
Kvarven en 2006. En arrière-plan, Hellen.

Les Allemands avaient nommé leur opération d'invasion de la Norvège Weserübung. Les forces engagées étaient divisées en plusieurs groupes. Le groupe I fut chargé de Narvik, le groupe II de Trondheim, le groupe III devait prendre Bergen. Opération risquée, la ville étant à un coup d'aile des bases écossaises de la RAF et assez éloignée de celles de la Luftwaffe. Bergen fut prise dans la matinée du 9 mai 1940 après des escarmouches entre la Kriegsmarine et les forts de la ville. L'armée norvégienne, désorganisée et non mobilisée, n'a pu se défendre que du côté de Voss (en particulier la 4e DI) et dans les s au sud de Bergen. Pendant plusieurs jours, aucune disposition sérieuse n'a été mise en place pour la sécurité des soldats Allemands, ce qui aurait pu être un atout pour une résistance mieux organisée. De plus, le commandant en chef de la Home Fleet, Sir Charles Forbes, voulait attaquer Bergen par surprise mais l'amirauté en décida autrement malgré une supériorité aéronavale franco-anglaise écrasante. Le 11, quand l'amirauté se décida d'écouter Forbes, une quelconque opération fut rendue impossible par les forces aériennes de la Luftwaffe déployées dans la zone. Cinq jours après la prise de la ville, les chenaux alentour étaient minés.
La croix gammée flotta sur les forts bergenois jusqu'à la libération.
Le principal intérêt de Bergen était sa position stratégique et son rôle dans la guerre sous-marine. À la fin de la guerre plus de 190 sous-marins étaient passés par les abris de Bergen.
Bergen connut son lot de tragédies, sous les bombes avec la destruction d'un pensionnat ou avec l'explosion d'un navire cargo hollandais en 1944.

### Les incendies, façonneurs historiques de la ville

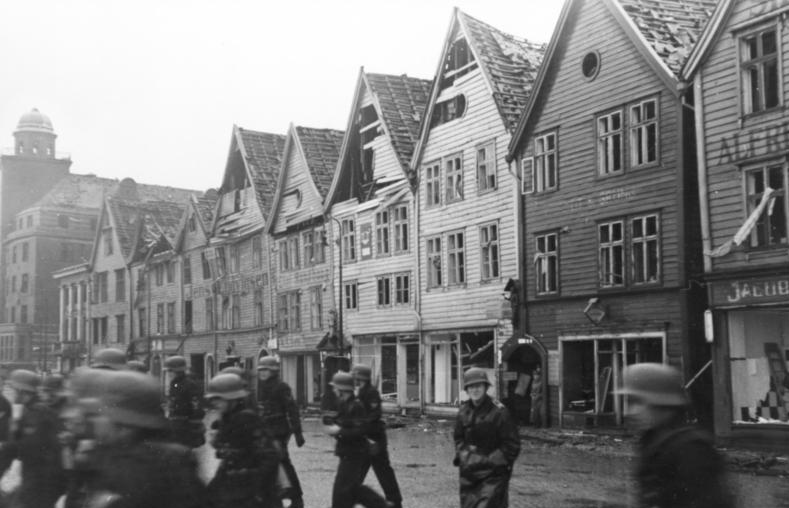
Bryggen, après l'explosion a Vågen, 20 avril 1944.

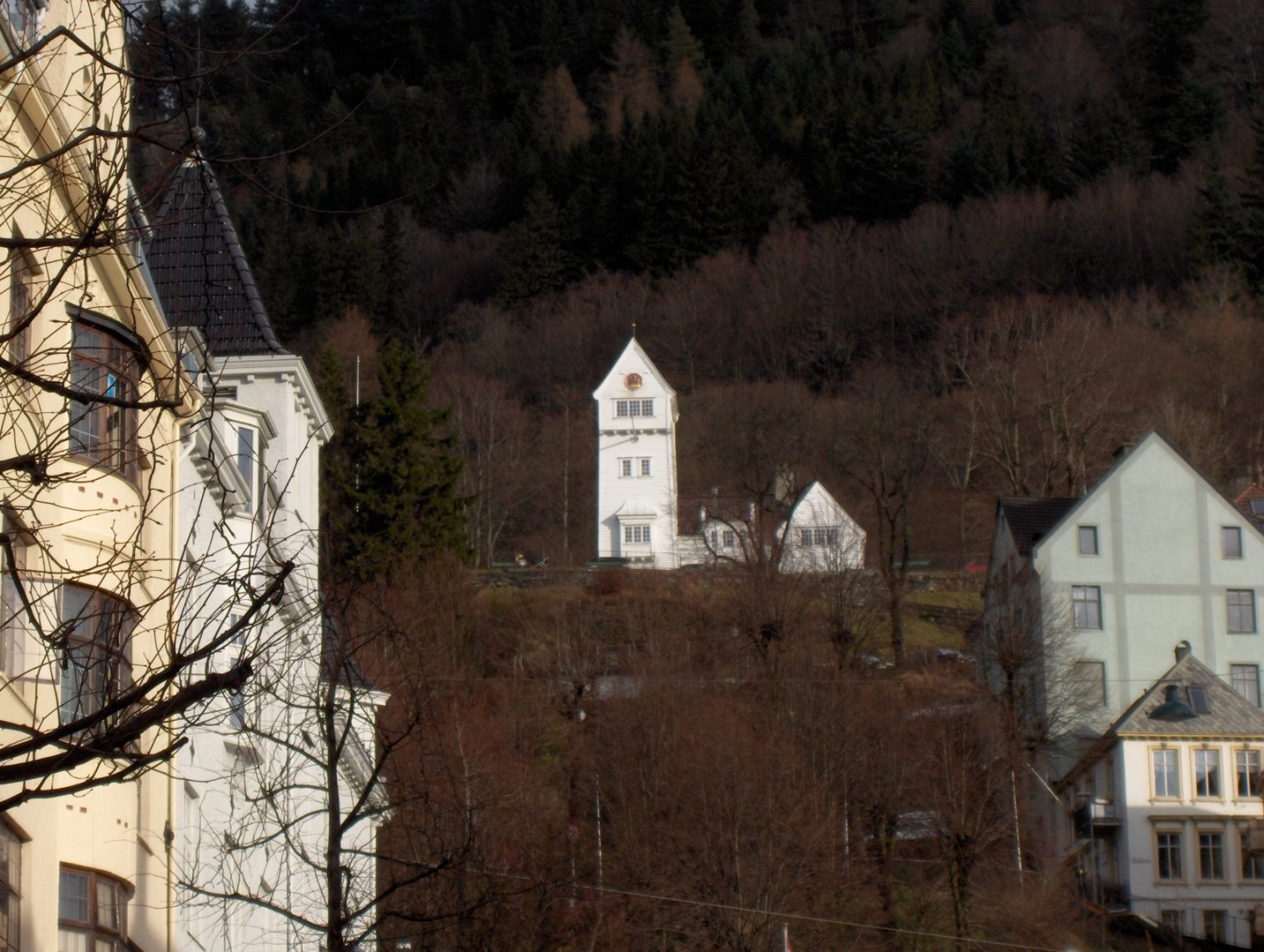
Skansen, caserne construite en 1903, aujourd'hui désaffectée.

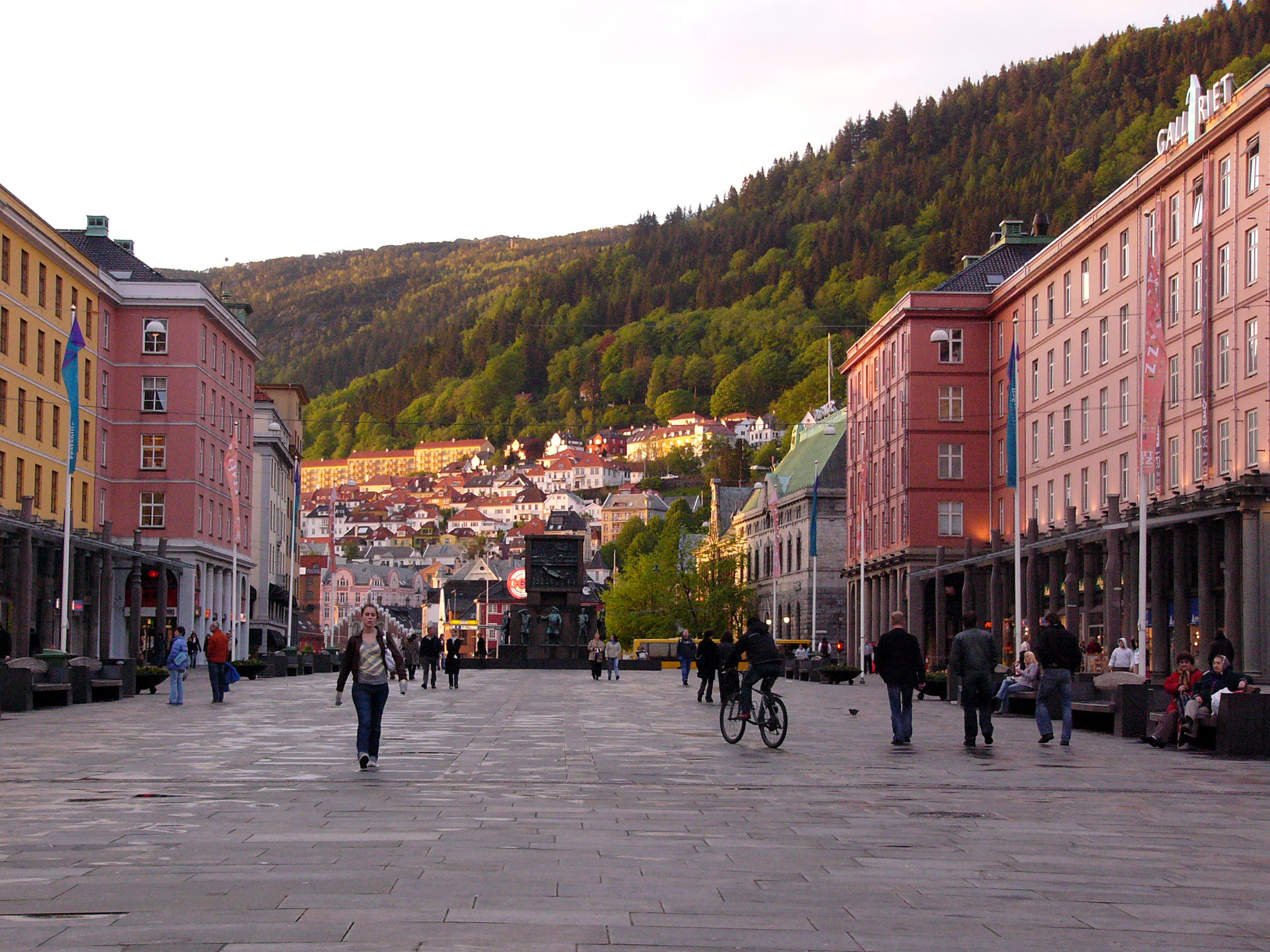
Torgallmenningen.

Bergen, étant construite majoritairement en bois, a souvent été ravagée par les flammes. Les derniers incendies datent de 1944 et 1955. En 1756, 1 600 maisons avaient brûlé, et en 1702, 80 % de la ville et la quasi-totalité des archives avaient été détruites.
En 1916 ce fut le tour de Torgallmenningen, dont les magnifiques demeures ont été remplacées par des bâtiments de style Art nouveau, fonctionnaliste et même néoclassique. Il y eut 3 000 sans abris et 400 maisons détruites. Le feu a été causé par une simple lampe dans une baraque de stockage.
Lors du même incendie, craignant pour leur vie, les autorités libérèrent tous les détenus de la prison. Le lendemain, seulement un ou deux n'y retournèrent pas.
Pendant l'incendie de 1955, le quartier de Bryggen, l'un des derniers quartiers de la ville construits en bois, a été partiellement détruit (les six allées les plus à l'ouest), puis rénové dans les années 1980 après qu'eurent lieu des fouilles archéologiques sur les espaces brûlés. Le rapport d'incendie indique que les pompiers sont partis de leur caserne une minute après l'alerte et arrivés sur place deux minutes plus tard. Ils ont utilisé 10 000 tonnes d'eau, depuis 34 lances sur terre et 35 sur mer. Le rapport est très précis : le navire de lutte anti-incendie n° III est arrivé sur place 30 minutes après les premiers pompiers, s'est placé à 183 mètres du lieu de l'incendie et a utilisé 12 lances et 4 032 tonnes d'eau. Une lance fut accidentellement brisée lors des opérations.
Les pompiers de Bergen sont une part très importante de l'histoire de la ville, tout comme les casernes. À la base ils formaient un corps de volontaires exonérés d'impôts et le service a été réorganisé en 1863 en un service municipal et régulier. Sur les hauteurs de la ville, il y avait des tours de garde pour guetter la moindre fumée suspecte. De cette époque il reste le Corps de Garde (en français dans le texte) à Nordnes et Skansen sur Fløyen. Une chose qui amuse les Bergenois est que souvent les touristes prennent la caserne de Skansen pour une église. La caserne principale actuelle est vieille de plus d'un siècle, et, ironiquement, a vu tous les pâtés de maisons l'entourant partir en fumée en 1916. Elle est actuellement transformée en musée, une nouvelle caserne plus grande et plus moderne ayant été mise en service en 2006 sur les rives du Store Lungegårdsvann.
De nos jours si un feu se déclarait dans un vieux quartier, il serait impossible pour les pompiers de l'atteindre rapidement et ce à cause de l'étroitesse des rues et de leur inclinaison. Ce serait une catastrophe pour la ville car les vieilles maisons prendraient feu les unes après les autres comme des allumettes. Les propriétaires de maisons en bois (trehus) sont incités à avoir une échelle de secours à l'étage. Les sprinklers, tuyaux et détecteurs de fumées sont aussi très répandus. Entre les rues (gate) et les places (torg, dans le sens de marché), on trouve des places et des larges rues avec le suffixe -allmenning, comme Torgallmenningen ou Murallmenningen, qui sont censées être des espaces brise-feu. Signifiant littéralement rue de tous les hommes, il était interdit de construire dessus ou de les encombrer.
L'utilisation du mot Allmenning remonte au moins à 1302. Un Allmening devait être large d'au moins huit alen, un alen mesurant 55,3 cm. Par la suite les régulations évoluèrent plusieurs fois.

## Géographie

### Localisation

Localisation de la commune de Bergen dans le comté de Hordaland

Bergen se situe dans le sud-ouest de la Norvège, dans le comté de Hordaland dont elle est le chef-lieu. La ville est située à l'extrémité d'une péninsule formée par de nombreux fjords s'avançant dans les terres. Un archipel et trois îles plus massives situés à l'ouest la protège de la mer du Nord.

Vue de Bergen depuis la montagne Fløyen. Septembre 2019.

### Relief

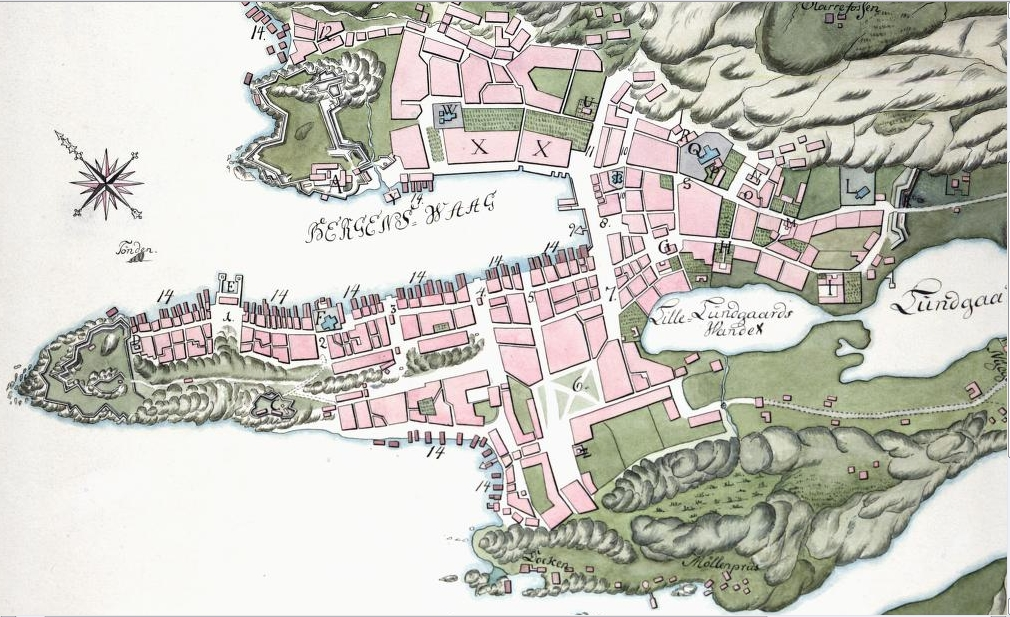
Bergen en 1768

La kommune de Bergen s'étale dans plusieurs vallées, en bord de mer. La plus grande de ces vallées est la Vallée de Bergen (Bergensdalen). Le sceau de la ville représente un château, probablement l'une des nombreuses forteresses de la ville, sur sept sommets.
Son centre-ville, Bergenhus, est situé sur les bords d'un fjord, le Puddefjord. Par le passé celui-ci a été modifié par la main de l'homme et son fond a été transformé en petite baie. De même, l'immense fontaine de la place centrale était à la base reliée à cette baie par l'est jusque dans les années 1920. La baie de Vågen a, quant à elle, été calibrée et asséchée au fil des siècles pour obtenir un port dégagé et rectiligne. Le centre-ville lui-même est construit sur une zone vallonnée. De nombreux lacs parsèment le territoire de la commune. Le plus grand est Kalandsvatnet (3,30 km2).
La limite de pousse des conifères (barskoggrense) se situe à environ à 400 m.

### De syv fjell

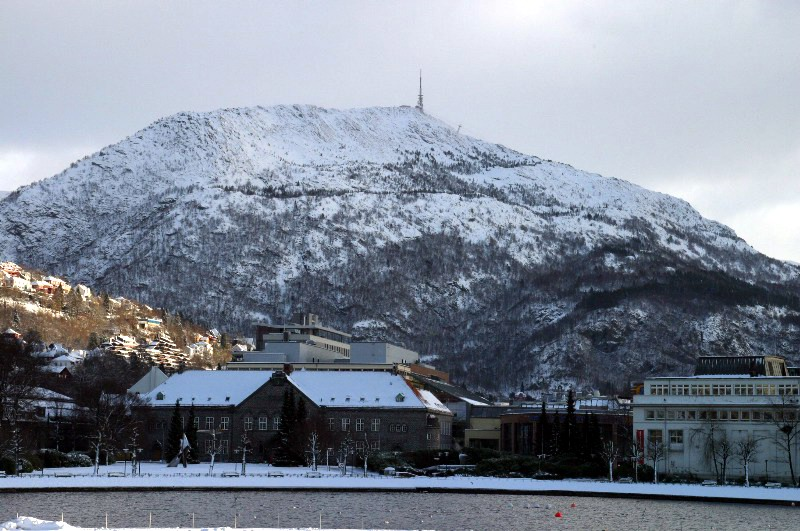
Ulriken vu du centre-ville

Proche de l'Atlantique Nord, la ville historique s'étend entre sept montagnes boisées, connues sous l'appellation De syv fjell. On devrait cette métonymie à Ludvig Holberg, même si elle est parfois attribuée à d'autres personnalités locales.. Plusieurs d'entre elles composant le même massif, Byfjellene, et d'autres ne sont pas visibles de la ville, ce qui entraîne donc des discussions sans fin sur le fait que telle ou telle montagne fait partie des "sept". Mais on sait que le chiffre sept a très souvent été utilisé pour sa symbolique. On évoque le plus souvent les sommets suivants :
- Ulriken, la plus haute des montagnes de la ville, à l'est ;
- Fløyen, la plus célèbre, pour son funiculaire, au nord ;
- Løvstakken, au sud ;
- Damsgårdsfjellet, au sud ;
- Lyderhorn, au sud-ouest ;
- Sandviksfjellet, au nord-ouest ;
- Rundemanen, au nord.

Les sept montagnes de Bergen sont présentes, entre autres, sur le sceau de la ville, sur l'emblème du journal Bergens Tidende et sont aussi sculptées et symbolisées par sept points sur plusieurs bâtiments de la ville.

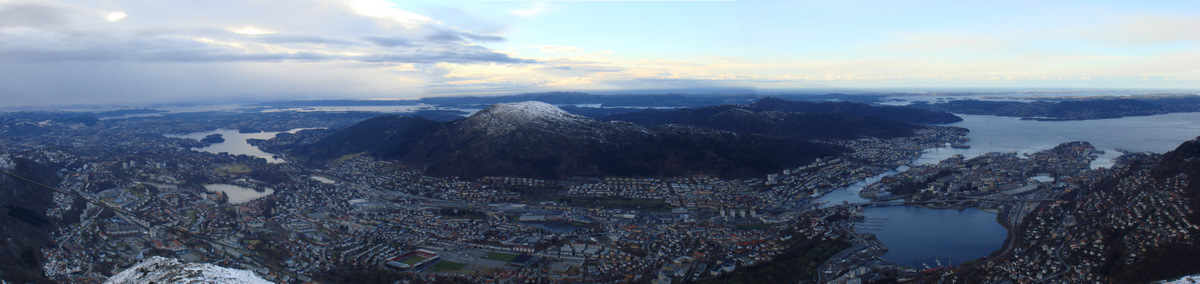
Bergensdalen au premier plan, Løvstakken au centre, Store Lungegardsvannet, Bergenhus et Fløyen à droite.

### Climat

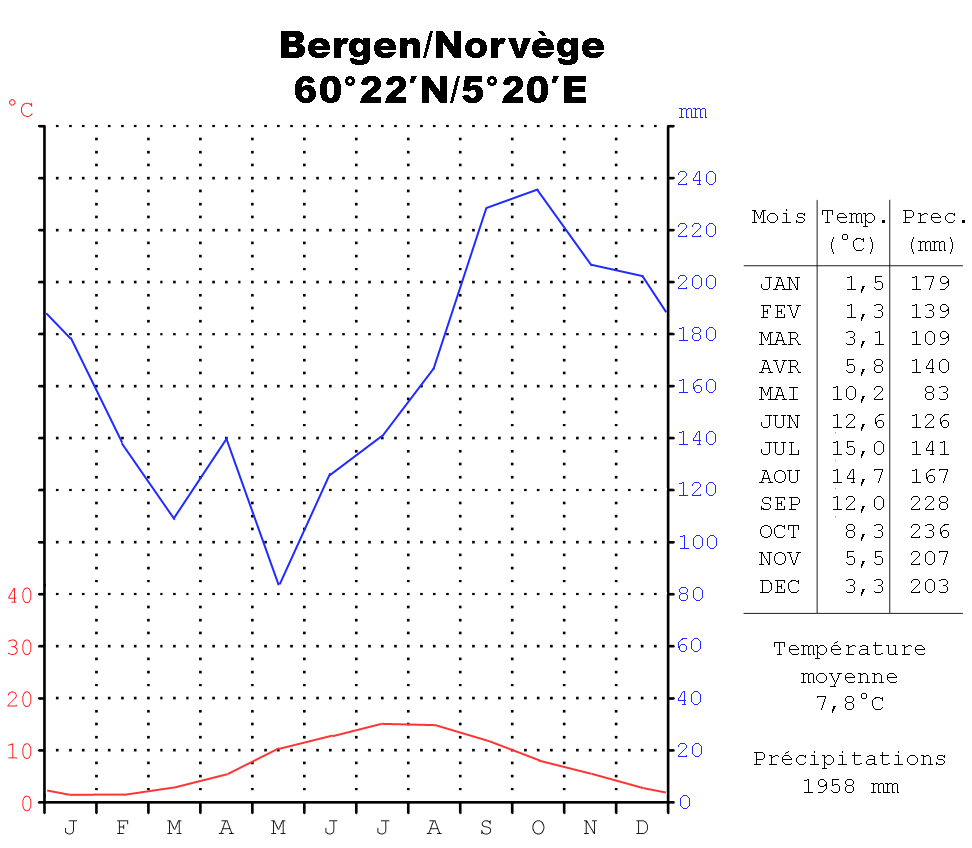
Diagramme climatique de Bergen

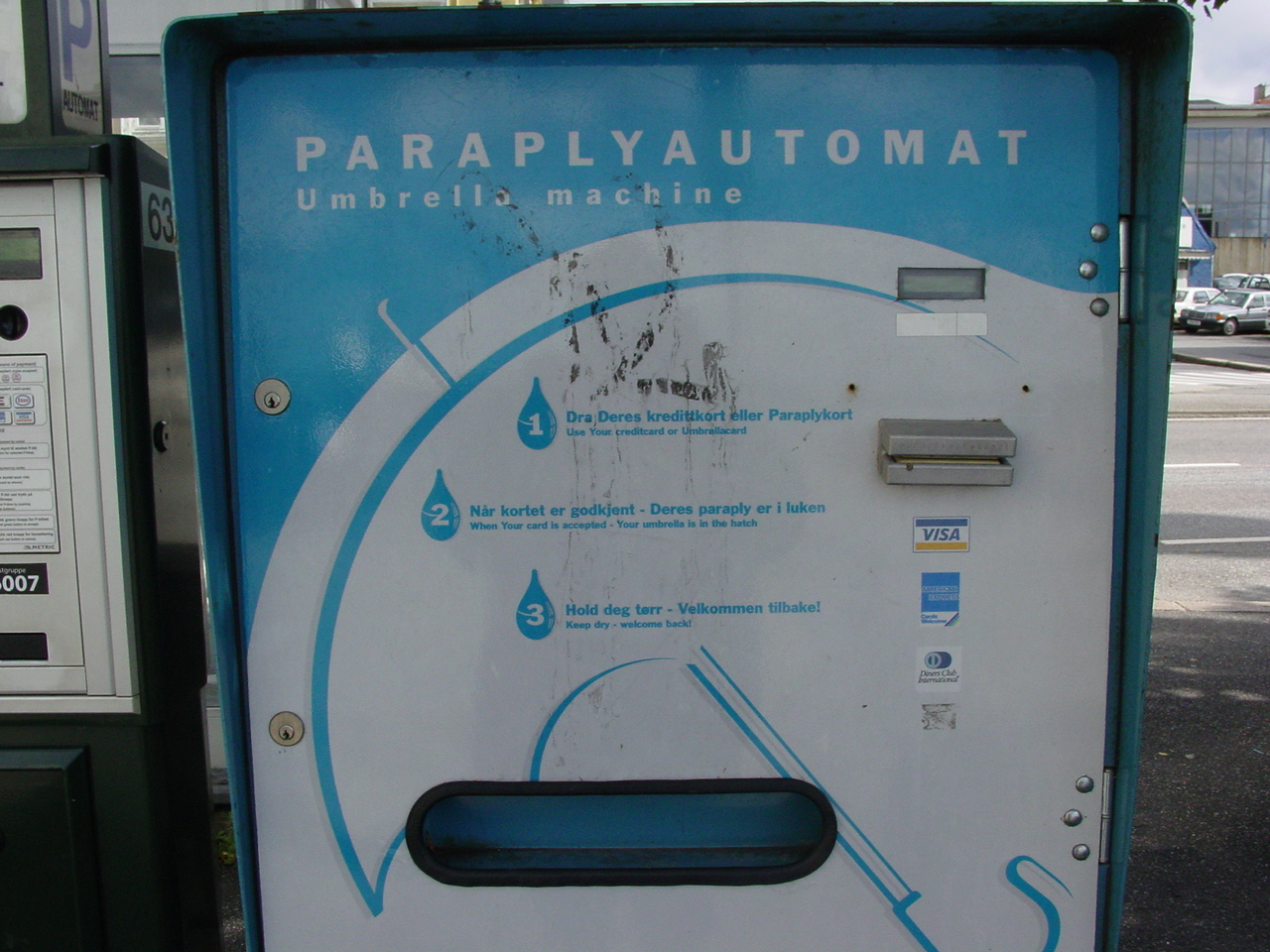
Distributeur de parapluies

La ville bénéficie d'un climat océanique tempéré. Les amplitudes thermiques sont faibles, les hivers ne sont pas trop froids et les étés sont doux.
Bergen est surnommée la ville de la pluie ou la Seattle européenne, bien qu'avec 150 jours de précipitations supérieures à 0,25 mm, Seattle se rapproche plus des conditions de fréquence pluviométrique mensuelle de la Galice en Espagne... De plus, les précipitations annuelles moyennes ne s'élèvent qu'à 950 mm à Seattle, alors qu'à Bergen, ce ne sont pas moins de 2 250 mm qui s'y abattent. Les plus fortes pluies enregistrées à Bergen en une seule journée ont cumulé 192,2 mm. Plus récemment, entre le 29 octobre 2006 et le 21 janvier 2007, Bergen a connu 85 jours consécutifs de pluie. Avec ses 240 jours de précipitations supérieures à 0,1 mm, peu de villes de basse altitude et de plus de 100.000 habitants parviennent à une fréquence aussi élevée...
Jusqu'à récemment il y avait dans certaines rues des distributeurs de parapluies, totalement inutiles, étant donné qu'en raison du vent, ceux-ci se brisent et remplissent les poubelles de la ville.
Une blague est bien connue des Bergenois : un touriste demande à un enfant si la pluie s'arrête quelquefois de tomber à Bergen ; « Je ne sais pas, je n'ai que huit ans » répondit celui-ci. Un dicton local dit aussi que « tous les Norvégiens naissent des skis aux pieds sauf les habitants de Bergen, qui naissent un parapluie à la main. », mais que cependant seuls les touristes utilisent des parapluies… les locaux ont transigé depuis longtemps et sortent en veste de pluie et bottes en caoutchouc.
S'il pleut autant à Bergen, c'est parce que la ville est entourée de montagnes : les nuages venus de l'océan se brisent et se vident sur la ville.
Grâce au Gulf Stream, courant marin chaud qui naît sur les rives du continent américain, la ville est toutefois une des plus chaudes de Norvège. Bien que situées sur une latitude proche, Oslo et Bergen ont des températures moyennes différentes : à Bergen et sur la période 1991-2005, elles étaient de 2,8 °C en janvier, 15,1 °C en juillet et 8,2 °C sur l'année. Pour Oslo, les températures étaient respectivement de −2,3 °C, 17,3 °C et 6,6 °C. Les plus gros extrêmes de température enregistrées sont 33,4 °C et - 16,3 °C, respectivement en 2019 et 1987.
C'est aussi une des villes de Norvège où il neige le moins, on compte trois jours de forte neige (plus de 25 cm) par an. Stavanger n'en compte aucun, tandis que Lillehammer en compte 110.

## Urbanisme

### La ville

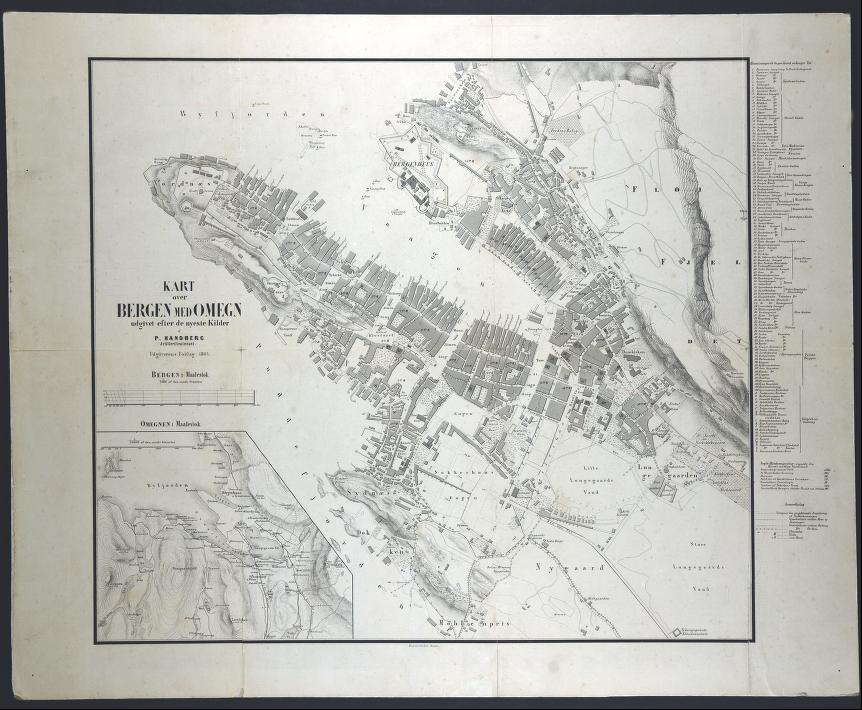
Bergen en 1864

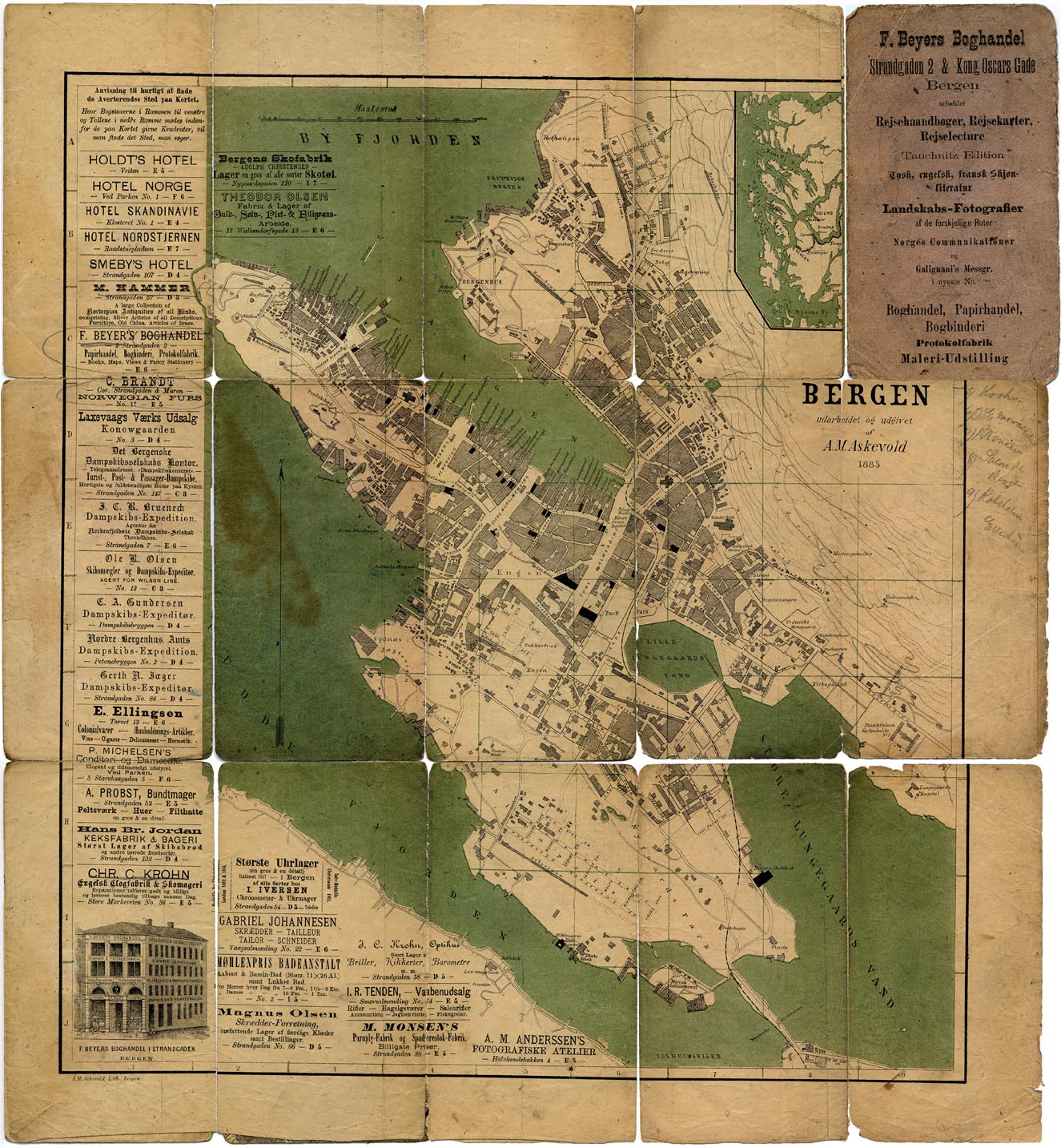
Bergen en 1885

Voici une brève description des différentes zones du centre-ville. Un Bergenois cite son quartier quand il dit où il habite, tout comme un Parisien cite souvent une station de métro. Ces quartiers sont définis sur des critères historiques et sur l'évolution progressive du bâti, appelés strøk (pluriel strøk):
La plupart des noms de rue actuels ont été choisis par une commission communale en 1857.
- Vågen est le port. C'est le berceau de la ville.
- Le Puddefjord est le fjord situé au sud du centre-ville.
- Le Store Lungegårdsvannet est le lac relié au Puddefjord.
- Le Lille Lungegårdsvannet est le lac situé en centre-ville, relié au Store Lungegårdsvann jusque dans les années 1920.
- Skuteviken et Bergenhus sont au nord de Vågen, c'est l'ancienne forteresse royale.
- Sandviken et Ytre Sandviken sont situés au nord des précédents.
- Ladegården, entre Stuteviken et Sandviken, est situé sur le flanc de Sandviksfjellet.
- Bryggen est à l'est de Bergenhus, c'est le vieux port et le vieux quartier marchand. C'est la première zone de la ville à avoir été construite, excepté Alrekstad.
- Fjellet, Skansen, Eidemarken, Stølen et Kalfaret sont les zones pavillonnaires situées sur le flanc du Fløyen et le long du Store Lungegårdsvann.
- Vågsbunnen est le fond du port où se trouve le marché aux poissons, Torget.
- Sentrum est composé de Torgallmenningen et de ses rues alentour. C'est l'endroit le plus animé de la ville et c'est là que l'on fait son shopping. La zone reconstruite après un incendie en 1916 dans le style fonctionnaliste et art nouveau. C'est aussi le centre administratif avec la mairie, et les anciennes institutions: Tinghuset, prison, maison de correction, ancienne mairie…
- Marken est au sud-est de Sentrum, longe Lille Lungegårdsvannet jusqu'à la gare.
- Strandsiden se trouve sur la rive sud de Vågen, à l'est de Torgallmenningen et présente en certains endroits la même architecture pour la même raison.
- Nordnes est la pointe de la péninsule qui se trouve entre Vågen et le Puddefjord. On y trouve un fort, Fredriksberg, l'aquarium, et un parc. On y brûlait les sorcières.
- Verftet et Nøstet sont au sud-est de la péninsule et forment la zone industrielle. On trouve une ancienne conserverie et des vieilles maisons à Verftet. Nøstet a été bombardé pendant la dernière guerre, ce qui explique le mélange d'architectures.
- Sydnes, au sud de Nøstet, est une zone portuaire et en partie universitaire.
- Engen, la prairie, entre Sentrum et Sydnes, est un ancien espace vide qui servait aux parades militaires et aux entraînements, on y trouve le théâtre depuis un siècle.
- Nygård est au sud-est un quartier résidentiel et universitaire. On trouve des façades néoclassiques, construites vers 1900. C'est aussi la city locale pour sa partie occidentale.
- Mølhenpris, parfois appelé Vestre Sydnes, est situé au sud de Nygård et en est séparé par une colline rocheuse Nygårdhøyden. C'est un quartier populaire avec des rues à plan carré, qui tranchent avec l'urbanisme labyrinthique la ville.
- Byparken est le parc situé entre de Lille Lungegårdsvannet et Torgallmenningen.
- Nygårdsparken est un parc de style anglais sur la colline de Nygård.
- Nordnesparken est un parc situé à la pointe de Nordnes.
- Carte[PDF]
- Évolution du bati
- Quartiers du centre-ville

En 1798, Jacques de Latocnaye souligne le contraste existant entre la diversité de couleur des maisons de Bergen, et le paysage accidenté et sauvage qui isole la ville du reste du pays : « La région de Bergen est indéniablement la plus stérile et la plus montagneuse de ce royaume. » Il a aussi été très impressionné par le confort et les aménagements de la ville.
La ville s'est développée autour de Vågen et sur la péninsule de Nordnes avant de s'étaler à l'est, au nord puis au sud. L'architecture vernaculaire et typique de Bergen se retrouve particulièrement à Verftet, dans la partie ouest de Sydnes, à Fjellet, Skuteviken, et Marken. Ces quartiers sont éloignés les uns des autres et ont été épargnés par les incendies ces deux derniers siècles.

### Les maisons
Voilà ce que dit Yves Joseph de Kerguelen de Trémarec de la ville en 1767 : 

« La ville est très grande. Les rues ne sont pas droites, et sont irrégulièrement pavées avec de petites et grandes pierres, mais sont gardées très propres. Les maisons, bien qu'elles soient construites en bois, ont une apparence très plaisante due à la diversité des couleurs avec lesquelles elles sont peintes. La ville de Bergen doit contenir 3 000 maisons et 20 000 habitants. »

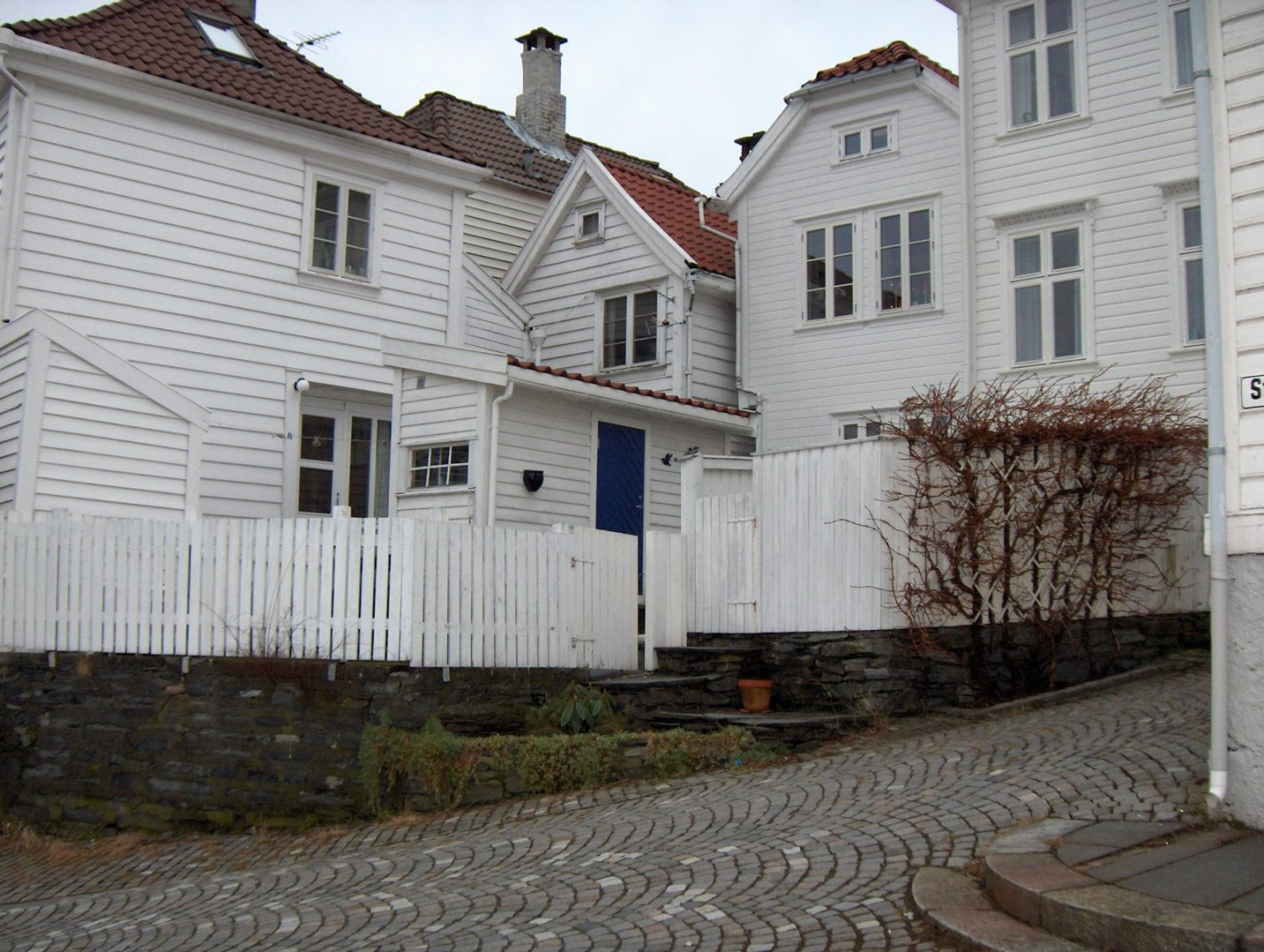
Strangeplassen
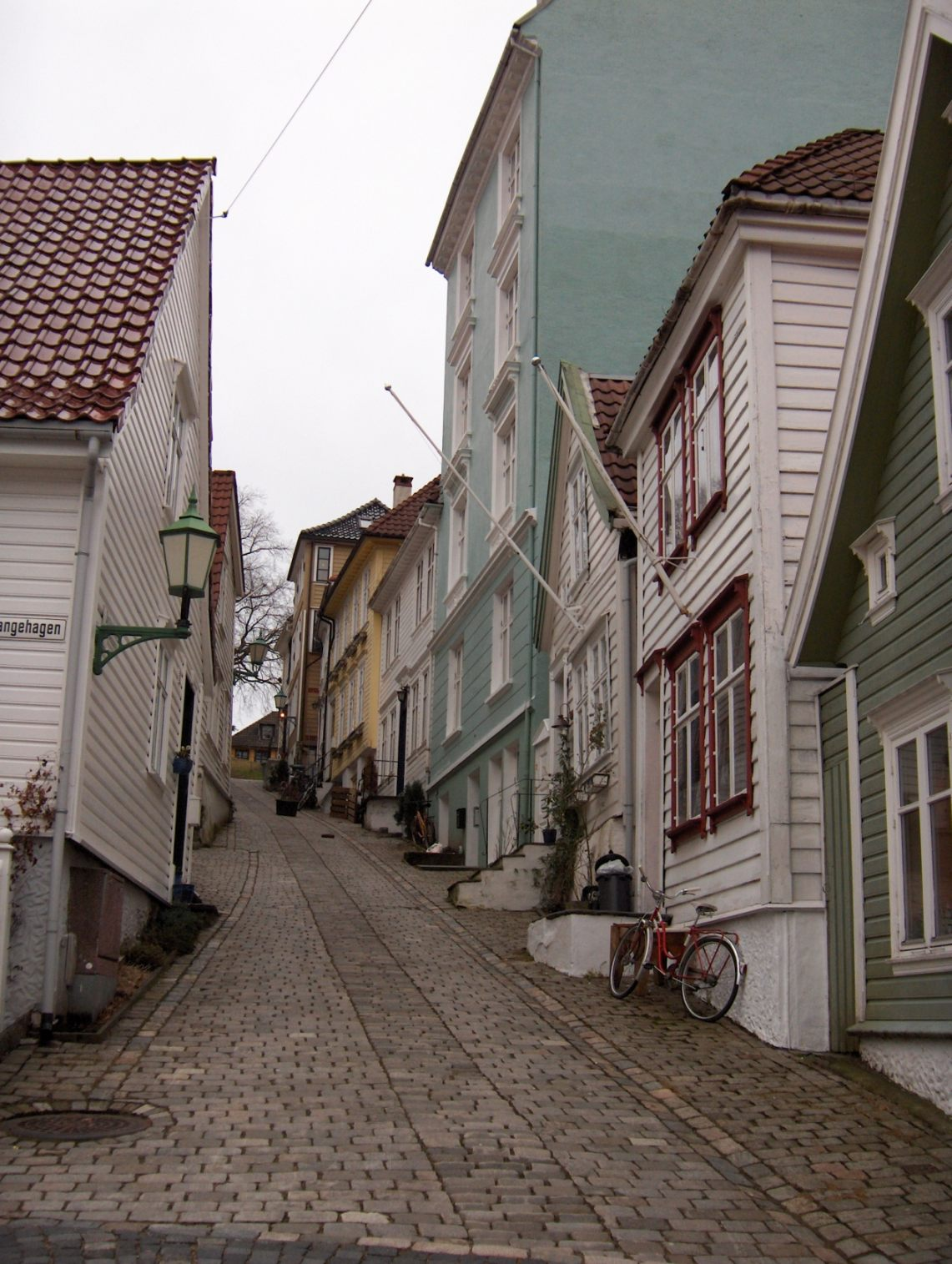
Strangehagen
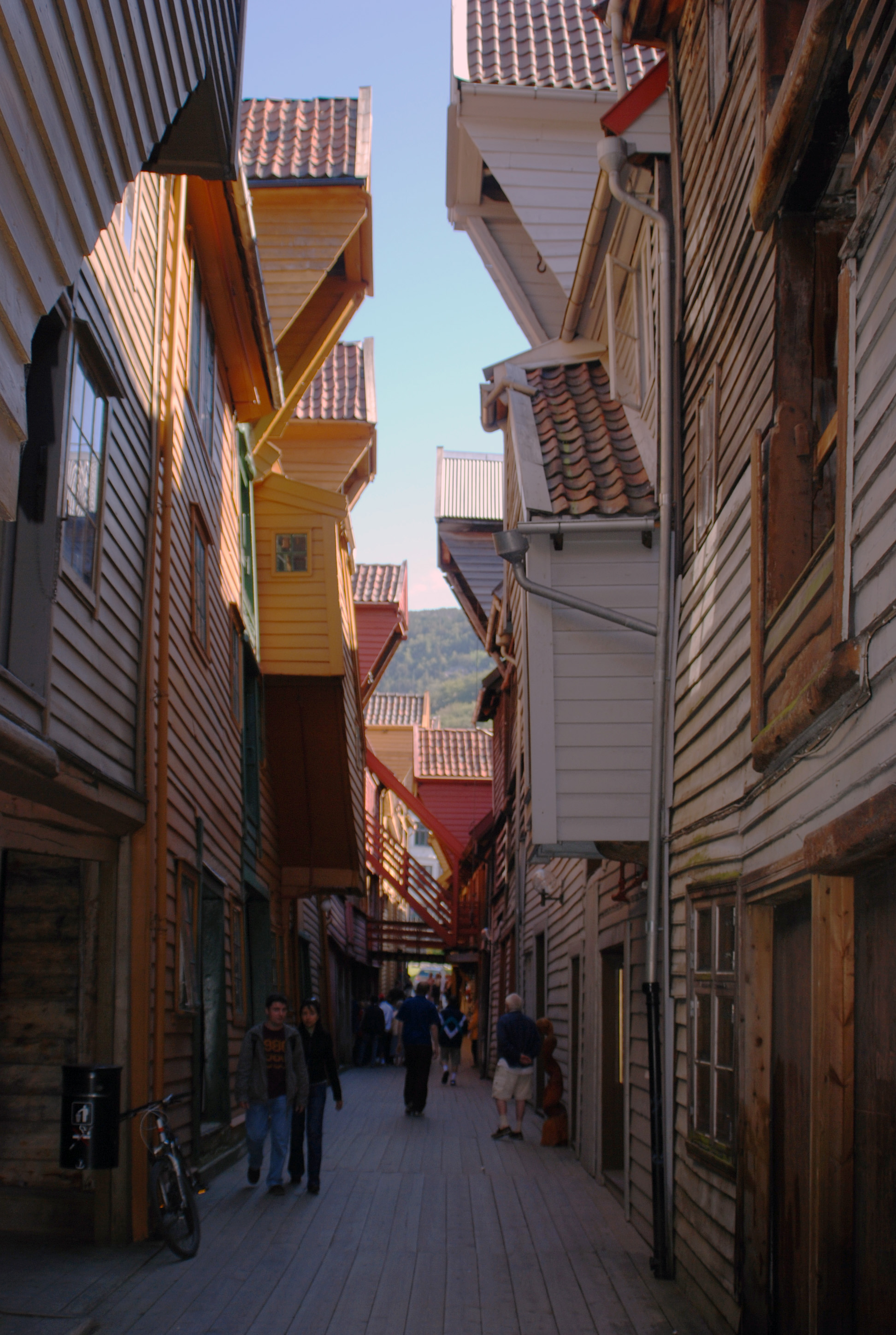
Bryggen
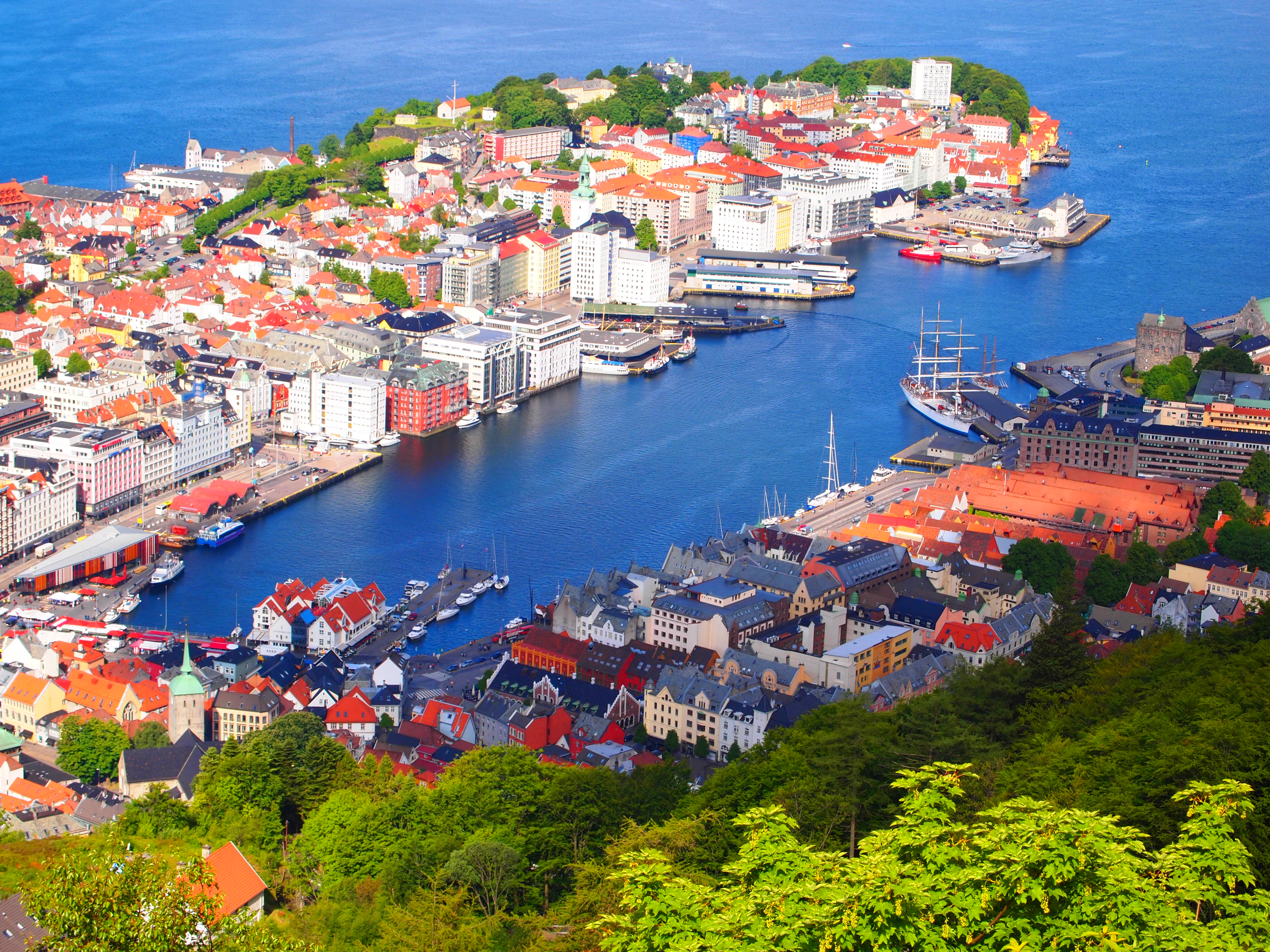
Vue du centre ville.
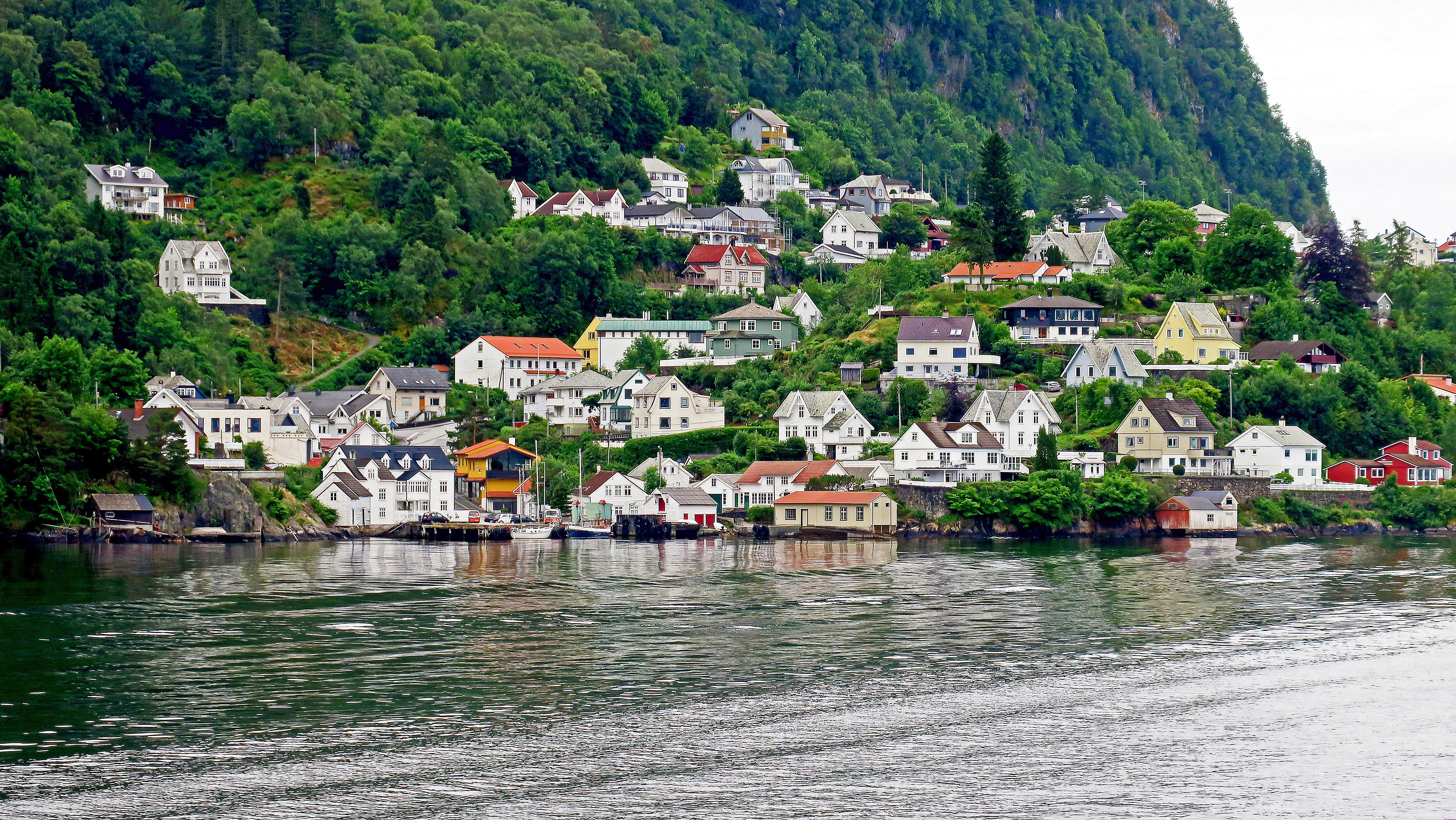
Maisons à Salhus fergekai (no), lieu-dit à Bergen. Juillet 2020.

En 1824, les Norvégiens Lyder Sagen (1777-1850) et Herman Foss (1790-1853) donnent dans leur Bergens beskrivelse (Description de Bergen) les caractéristiques architecturales suivantes : 

« Bergen dans sa totalité ne contient pas d'élément d'austérité ancienne. L'amitié et la gratitude sont les sentiments dominants. On voit à la fois qu'il n'y a ni façades splendides, ni processions attendues ici. De plus, ici rien n'est grand, rien n'est imposant, excepté la nature monumentale elle-même dont la cité est entourée. L'idée d'une industrie civique calme et se sentant bien chez elle vient à vous lors de promenades dans les rues de la ville. L'œil de l'architecte sera offensé par les rues étroites et non droites, les nombreux angles et coins inattendus, les petites maisons de bois sans symétrie, les pignons pointus et difformes, mais les gens associeront cette apparence inattractive avec vivre dans ces petites maisons jolies et accueillantes éparpillés de manière abandonnée. Toutes ces serrures d'étain polies et des marches blanchies à la chaux vous laissent supposer un ménage bon et propre, et celui qui est ennuyé par le vide derrière les élégantes mais lisses marches de marbre, se sentira bien en marchant sur ce grès vulgaire mais fiable. Bergen est lumineuse et animée. Lumineuse car elle possède beaucoup de squares et de jardins, et parce que les maisons à part quelques exceptions, ont seulement un ou deux étages, donc les rues, malgré leur étroitesse ne deviennent jamais sinistres. Et enfin parce que les maisons sont peintes de couleurs lumineuses, principalement en blanc. La ville est animée parce qu'elle est lumineuse, et parce qu'il y a beaucoup de gens et beaucoup d'échanges. »

Les maisons étaient traditionnellement petites, construites de bois dans des rues étroites et pavées aux trottoirs dallés. Le toit a généralement des angles pointus et descend bas. Ce type de construction est dû à plusieurs choses :
- Environnement escarpé et pentu entre collines ;
- Abondance de bois comme matériel de construction ;
- Pluie abondante. La caserne de Skansen, dans des proportions différentes, suit aussi ce modèle.

Pour cette architecture vernaculaire il n'existe pas de dessins ou de plans originaux. En fait il n'y a apparemment jamais eu de plans de construction, qui sont apparus seulement à partir de 1899 quand la loi les a rendus obligatoires. L'Union des architectes de Bergen et la branche locale de la Préservation des monuments norvégiens anciens ont mesuré et dessiné plusieurs de ces maisons. En 1980 eu lieu une grande inspection initiée par le département culturel de la ville et par le photographe Øivind Hartvig Berger.
L'histoire urbaine de Bergen a été marquée par des destructions dues aux guerres et aux incendies. Certains quartiers sont composés de maisons anciennes comme d'immeubles datant des années 1950, en particulier à Nøstet et à Nordnes, ce qui donne une touche hétéroclite au tout, et un côté moderne à la ville, car ils ont été plutôt bien intégrés à l'environnement. L'enchevêtrement d'immeubles aux façades de verre, de maisons traditionnelles et d'espaces verts donnent un cachet unique à la cité. Quelques erreurs architecturales mises de côté, l'administration de la commune fait tout son possible pour que la ville conserve son cachet historique : ici peu de fast foods clinquants, peu de passages piétons peints par terre, peu de plots, de poubelles ou de bancs qui sautent aux yeux. La traditionnelle marque au grand M utilise le cuivre et non le plastique jaune, les pavés de différentes couleurs forment les passages cloutés, les bancs sont en granit ou en bois.
Les plans de rues n'ayant que très peu changé entre le Moyen Âge et les années 1850, un habitant de la ville en 1200 aurait facilement pu se retrouver dans le centre 600 ans plus tard.

## Économie et transports

### Un port

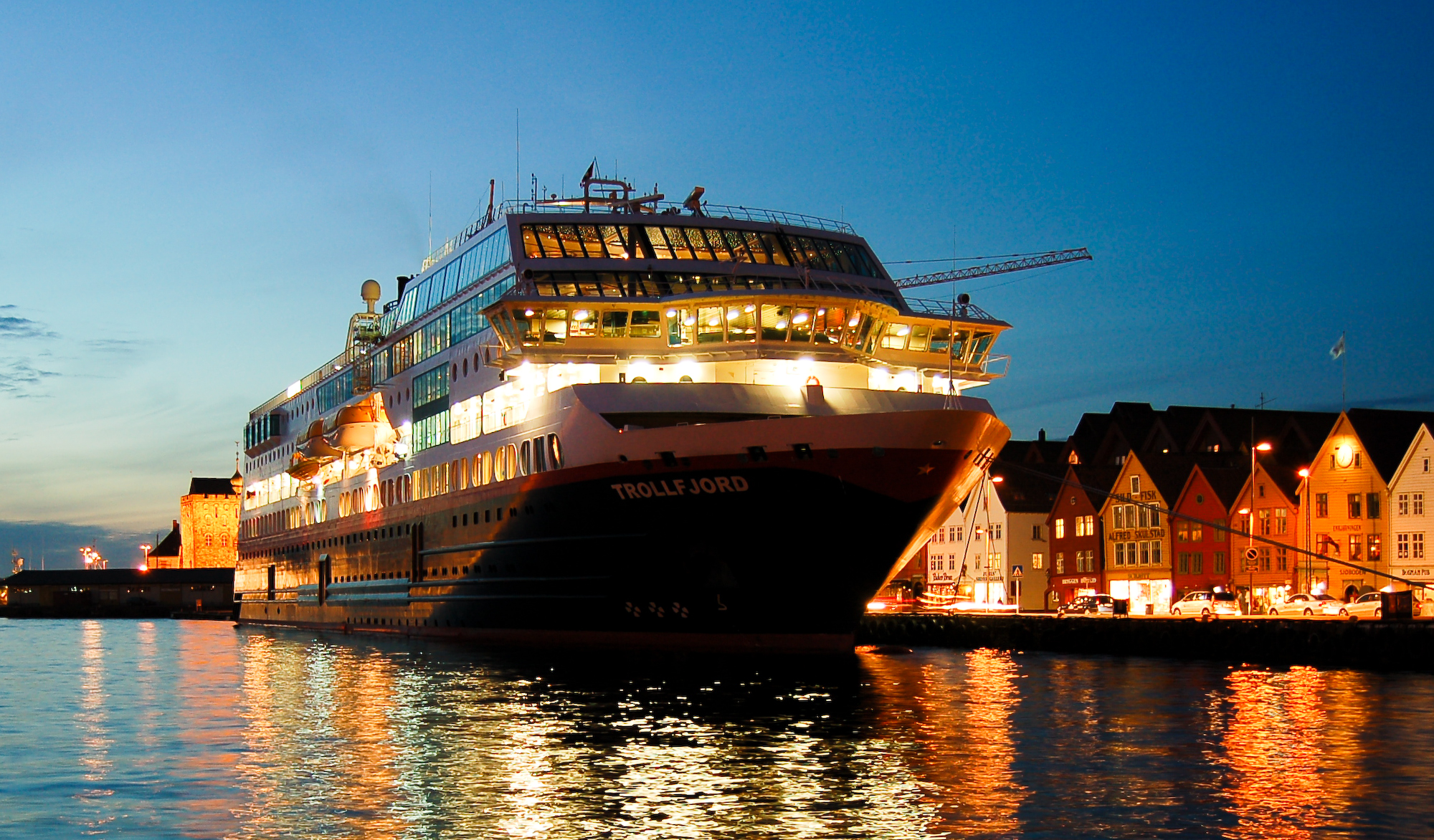
Le MS Trollfjord au port de Bergen.

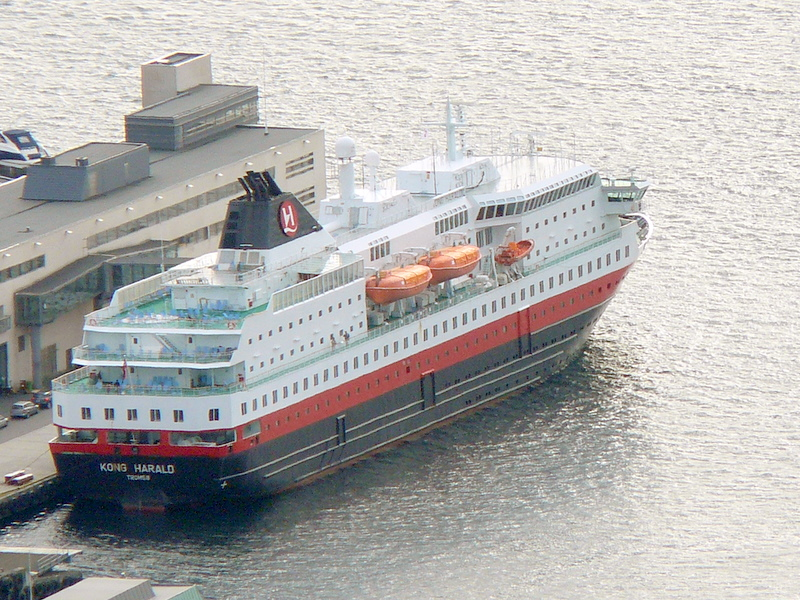
MS Kong Harald au terminal Hurtigruten de Bergen, point de départ des croisières.

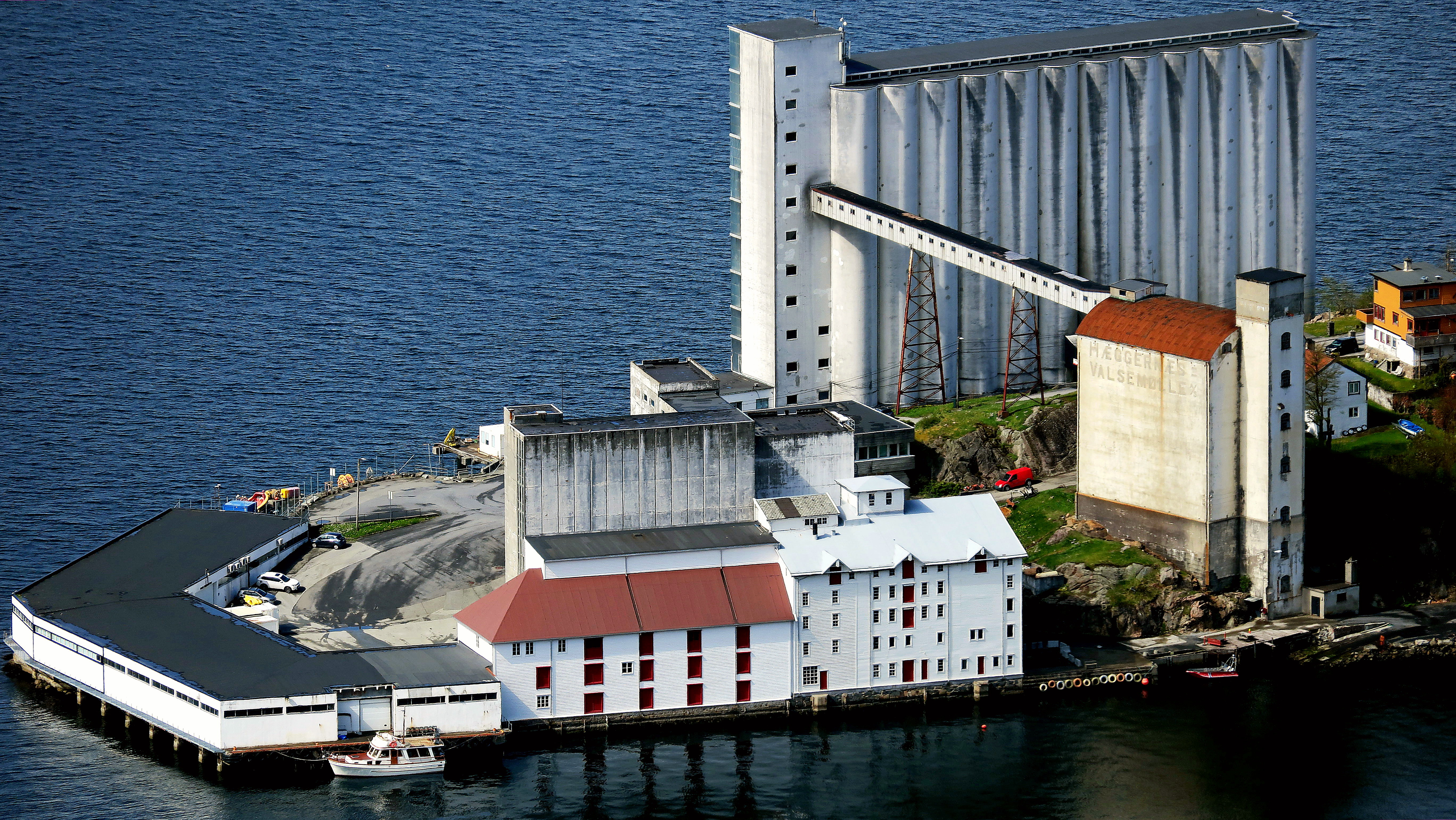
Hegreneset dans le port de Bergen. Mai 2020.

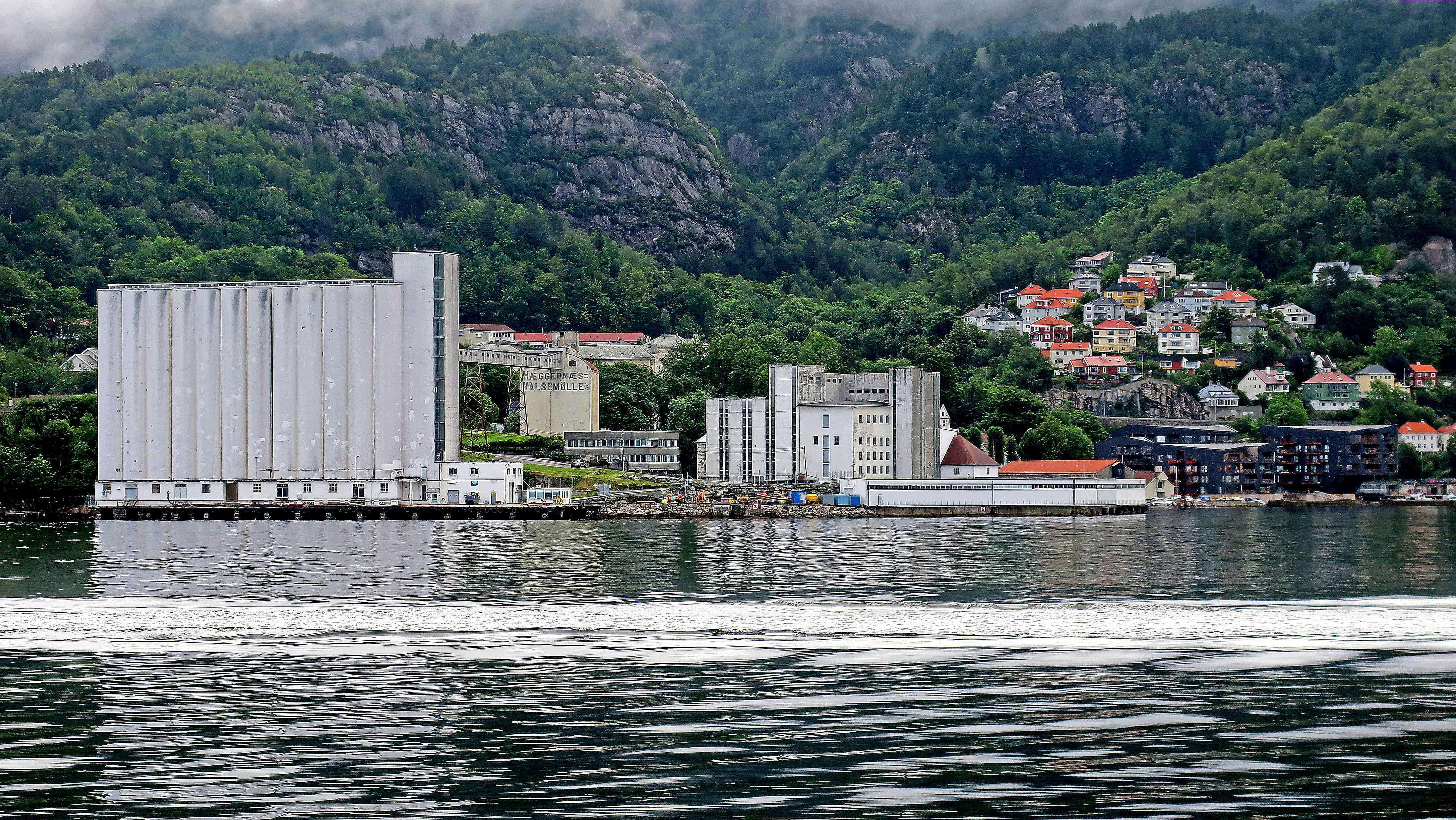
Autre vue d'Hegreneset dans le port de Bergen. Juillet 2020.

On a retrouvé des constructions portuaires datant de la fondation de la ville. Aux XIIIe et XIVe siècles, la forteresse de Bergenhus a été développée et comprenait une halle, Håkonshallen (la halle d'Håkon), Rosenkrantztårnet (la tour Rosenkrantz), ainsi que d'autres bâtiments et des églises. À la base entourée d'eau, cette forteresse comprenait sous le château un abri à bateaux (naust) de 54,9 mètres sur 36,6, probablement construit vers 1247. D'autres abris à bateaux ont été retrouvés à l'emplacement de l'aéroport de Flesland, de 40 mètres sur 16.
Jusqu'en 1367 ou 1369, Bergen était le port d'où appareillait le Grænlands knørr, l'ultime liaison annuelle entre les comptoirs groenlandais et la Norvège. À l'aube des temps modernes s'est développé Bradbaken, un chantier naval qui ancre définitivement la ville comme port important, dont on a retrouvé des vestiges et des bâtons gravés après l'incendie de 1955. Au XVe siècle, les liens outre-mers baissent relativement avec l'abandon des colonies groenlandaises et l'autonomie islandaise. La Suède gagne alors en puissance. En 1794, malgré le développement du port de Tromsø, les pêcheurs du Nordland continuent de vendre leurs prises à Bergen.
Léopold Von Buch pensait qu'ils perpétuaient inconsciemment l'oppressant monopole des marchands allemands que leurs ancêtres avaient connu mais il semblait oublier que ce voyage était une expédition annuelle très importante.
La manière dont on chargeait les bateaux au Moyen Âge s'est perpétuée jusqu'au XXe siècle à l'aide d'un balancier servi par trois hommes.

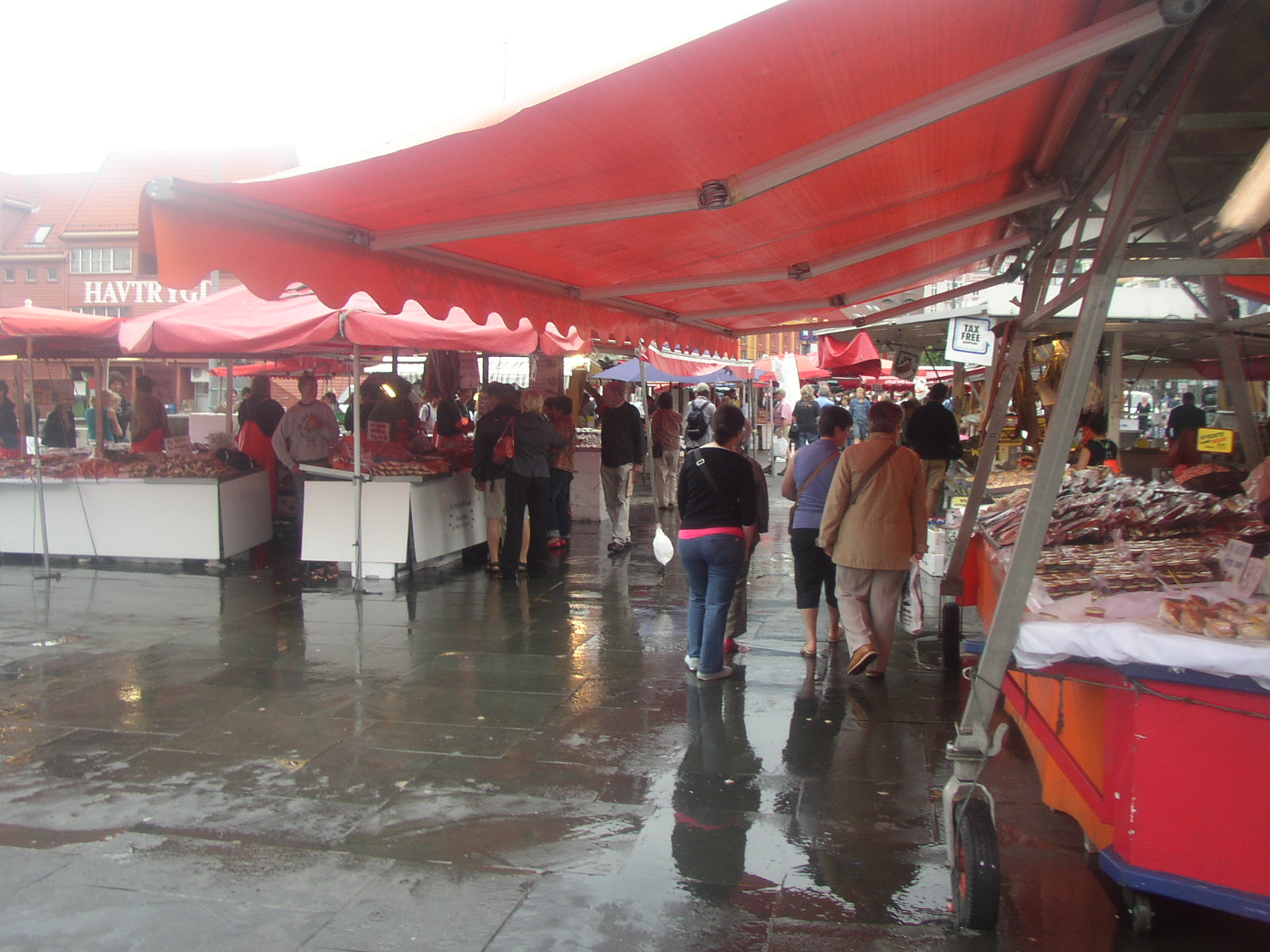
Vieux de près de dix siècles, le célèbre marché aux poissons.

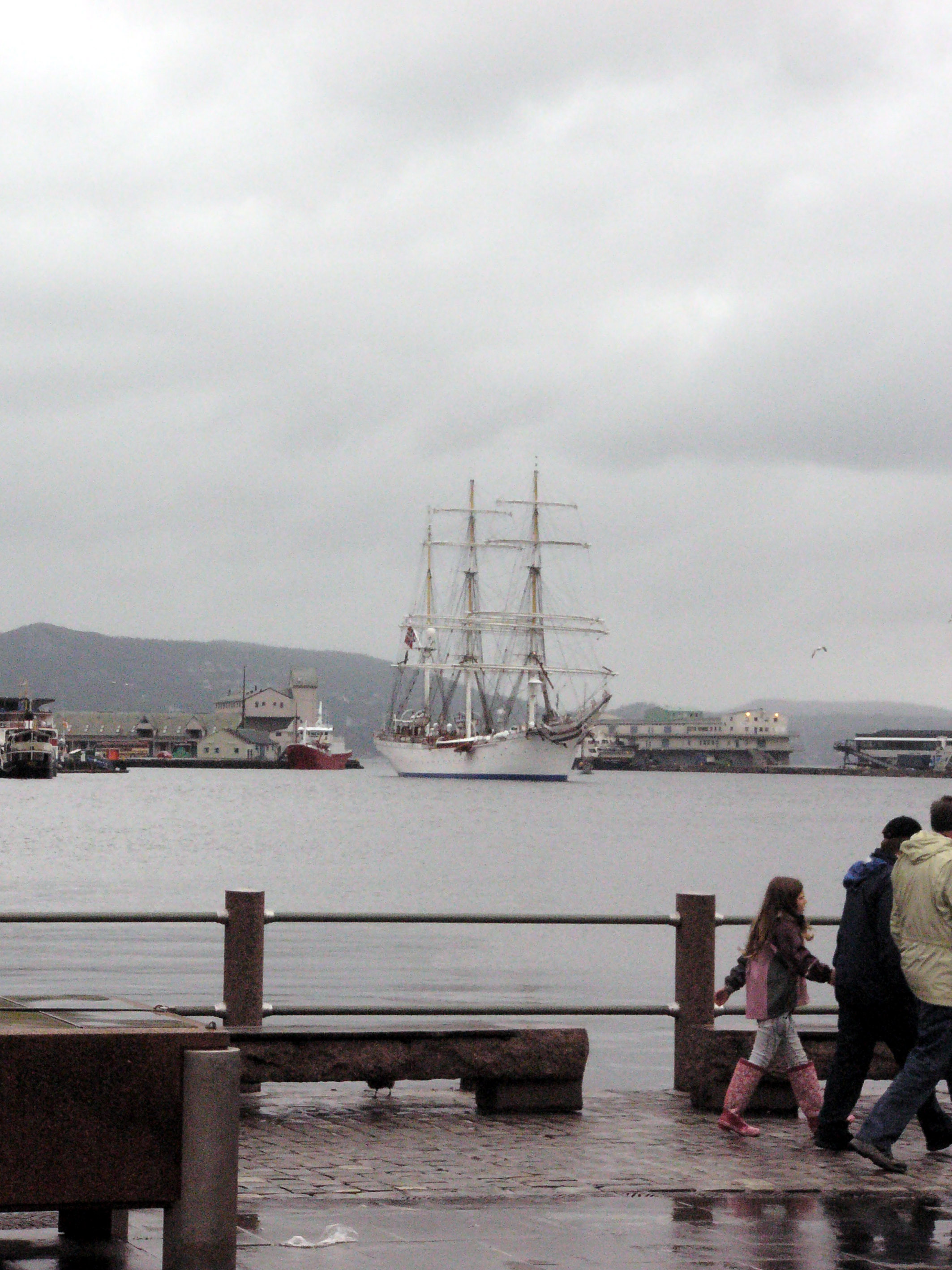
Le trois-mâts Statsraad Lehmkuhl à Bergen.

Le premier quai pour bateaux de croisière est construit en 1917.
Le port de Bergen est de nos jours le deuxième de Norvège et est notamment le lieu de départ de l'Express Côtier (Hurtigruten), véritable institution norvégienne. Une flotte de onze navires assure le ravitaillement de 34 ports, et des croisières, le long de la côte entre Bergen et Kirkenes à la frontière russe. Le port peut accueillir par ailleurs des gros paquebots et ferries. 150 000 passagers débarquent à Bergen tous les ans.
Jusqu'aux années 1980, la principale activité de la ville était l'exploitation des ressources halieutiques. Le pétrole prit la suite, même si la pêche reste l'héritage indéniable de Bergen.
Le marché au poisson est un point central de la ville où l'on peut trouver différents sandwichs de poisson, de crabe et de baleine.
Ce marché existe depuis le XIe siècle environ, et constitue l'un des points forts de la tradition de la ville. Pour les habitants, ce marché est très célèbre. Il est cependant excessivement cher et la plupart des clients sont des touristes. L'hiver, seule la partie couverte du marché est en activité.
En 1993, pendant une tempête, une plate-forme pétrolière s'est écrasée contre le pont enjambant le Puddefjord.
Bergen est le port d'attache du navire-école Statsraad Lehmkuhl, l'un des plus grands trois-mâts du monde, long de 98 m. Construit en Allemagne, il fut acheté par la Norvège et conservé puis entretenu par un magnat de Bergen.
Le centre médiéval de Bergen est remarquablement préservé, en particulier près du port de Bryggen, un site inscrit au patrimoine mondial de l'UNESCO.

### Industrie et commerce
- Principal héliport pour les liaisons avec les plates-formes pétrolières de la mer du Nord.
- Industries liées directement ou indirectement au pétrole, au forage et au gaz.
- Aquaculture.
- Agro-alimentaire
- Port de pêche.
- Port à conteneurs. Troisième d'Europe (100 millions t/an et plus de 50 % des cargos passant en Norvège).
- Point de départ de nombreux supplies vers les plates-formes pétrolières.
- Siège de TV2.
- Activités bancaires et financières.
- Activité militaire importante, principalement navale (Sverresborg et Håkonsvern).
- Tourisme : lieu de séjour ou d'escale.
- Grands centres commerciaux régionaux.

### Transports

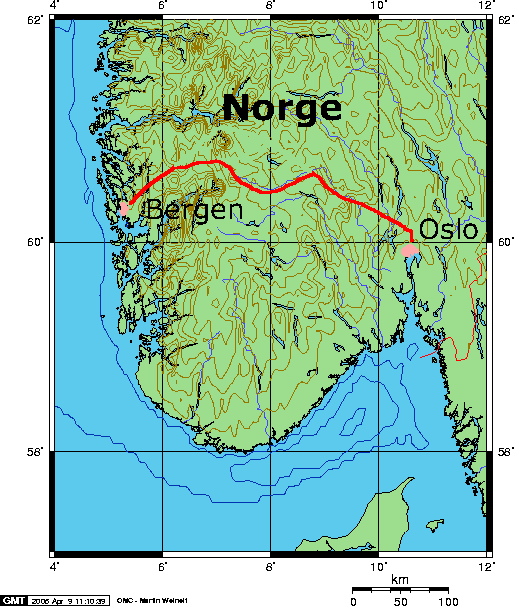
Bergensbanen.

L'aéroport international de Flesland lie la ville au reste de l'Europe par les airs. Depuis quelques années, plusieurs compagnies low cost proposent des vols à des prix très abordables.
Sur les rails de la ligne de Bergen, le train, relie depuis 1909 Bergen à Oslo via Voss et 18 autres gares. Le point le plus haut de cette formidable ligne, qui traverse le Hardangervidda, culmine à 1 237 m, près du village de Finse. La gare actuelle quant à elle a été construite en 1913. Auparavant, elle se situait à l'emplacement actuel du musée d'art. Avant de relier Bergen, la ligne Bergen-Voss fonctionnait simplement sous le nom de Vossbanen.
La ville est accessible en ferry depuis, entre autres, Newcastle, Hanstholm, Hirtshals, Stavanger, Lerwick (Shetland), Tórshavn (îles Féroé) et Seyðisfjörður (Islande). Bergen est également le port de départ du Hurtigruten qui relie de nombreuses villes du littoral norvégien jusqu'à Kirkenes.
En 1799 quand Windham et Latocnaye font le trajet de Molde jusqu'à Bergen, ils mettent 18 jours alors qu'il n'y a que « 40 miles à vol de corbeau. »
La première voiture est apparue en ville en 1908, déchargée par bateau sur le quai de Tollboden, à Nordnes. Le pont sur le Puddefjord et les tunnels d'Eidsvåg, d'Ulriken et de Løvstakken, construits respectivement en 1956, 1956, 1964 et 1968 ont permis à la banlieue de s'étendre. Jusqu'ici seules les zones d'Årstad et de Landås s'étaient développées, depuis les années 1920.
De nos jours l'autoroute E39 longe la côte, et la route européenne E16 file à l'est sur Voss jusqu'à Oslo. Des bus font plusieurs liaisons quotidiennes avec toutes les villes moyennes du sud et du centre du pays.
Deux anneaux à péage ceinturent le centre-ville (ses revenus financent le développement des transports en commun) et certains tunnels des environs sont payants. En revanche les ponts à péage d'Askøy et de Nordhordland ne sont plus payants depuis fin 2006, et le pont Sotra n'est plus payant depuis 1983. Danmarkplass, au sud de la ville est le plus gros carrefour du pays 50 000 véhicules y passent quotidiennement.
La municipalité a la charge de 605 kilomètres de route, 262 kilomètres de trottoir, 19 kilomètres de route pavée, 100 kilomètres de piste cyclable, ainsi que de 9 000 marches, 9 000 panneaux routiers, 2 400 dos-d'âne, 211 ponts et 21 quais.
Localement, la compagnie Tide (ex-Gaia Trafikk) assure la quasi-totalité des transports en bus de la ville. Elle est responsable du trolleybus avec une flotte impressionnante de 1 040 bus et huit trolleys en 2006. Bergen était la seule ville scandinave dotée de trolleybus des années 1930 jusqu'en 2003. Le tramway, qui avait été inauguré en 1897, a fermé en 1965. Une première ligne de métro léger, le métro léger de Bergen (Bybanen i Bergen), allant du centre-ville à Nesttun, a été inauguré le 22 juin 2010. À terme, plusieurs lignes sont prévues. Un petit bateau électrique, Beffen, fait par ailleurs la navette entre les deux rives de Vågen depuis les années 1890. C'est un des symboles de la ville. Un autre petit bac part de Torget pour rallier l'aquarium de Nordnes.
De plus, un funiculaire, Fløibanen, relie le centre-ville au sommet du Fløyen et un téléphérique le relie à celui d'Ulriken.
Le 15 avril 2023 est mis en service le plus long tunnel piétonnier et cycliste au monde, qui passe sous la montagne Løvstakken, pour relier deux des quartiers de la ville.

## Une administration à part
La ville est conduite de 2019 à 2023 par une coalition minoritaire de centre-gauche menée par les travaillistes (Ap), avec les écologistes (Mdg), les libéraux (V) et les chrétiens-démocrates (Krf). La coalition est dépendante du support des socialistes (SV) et des communistes (R) ou des agrariens (Sp).
Après la large victoire des conservateurs (H) lors des élections de 2023, la ville bascule à droite. Elle est désormais conduite par une coalition menée par les conservateurs (H) et impliquant le parti du progrès (Frp), le parti du centre (Sp) mais aussi la Bergenslist (no), le parti industriel et commercial (Inp (en)) et le parti des retraités (Pp).
Depuis 2000 la commune est sous un régime parlementaire spécifique composé de deux entités aux pouvoirs différents (byråd et bystyre), comme à Oslo. Les autres communes du pays sont dirigées par un conseil municipal standard.

### Le Conseil de la Ville
Le Conseil de la Ville, bystyre en norvégien, est l'autorité suprême de la ville. Il est constitué de 67 représentants élus pour quatre ans par la population et présidé par le maire. Le conseil prend les décisions majeures concernant la cité : budget, développement et services proposés aux citoyens.
Marit Warncke (no)(H) est maire de la ville depuis 2023. Elle a succédé à Marte Mjøs Pedersen (Ap) élue maire en 2015 et réélue en 2019. Elle a été précédée par Trude Drevland (H) (2011-2015), Gunnar Bakke (Frp) (2007-2011) et Herman Friele (H) (2003-2007). Le maire de Bergen a un rôle principalement symbolique : il préside aux débats, assiste aux inaugurations et détient le sceau et les armes de la ville.

#### Élection municipale de 2019
| Parti                                                                    | Proportion | Proportion | Voix   | Voix   | Conseillers de la Ville | Conseillers de la Ville | Membres du Byråd                                                                 |
| ------------------------------------------------------------------------ | ---------- | ---------- | ------ | ------ | ----------------------- | ----------------------- | -------------------------------------------------------------------------------- |
| Parti                                                                    | %          | ±          | total  | ±      | total                   | ±                       | Membres du Byråd                                                                 |
| Høyre (conservateurs)                                                    | 20,0       | -2,1       | 30093  | +1160  | 14                      | -1                      |                                                                                  |
| Parti travailliste                                                       | 19,8       | -18,1      | 29727  | -19783 | 13                      | -13                     | Roger Vallhammer (Lubna Jaffrey) Ruth Grung (Linn Kristin Engø) Endre Tvinnereim |
| Action populaire contre les péages (devenu le parti du peuple (en))      | 16,7       | +16,7      | 25053  | +25053 | 11                      | +11                     |                                                                                  |
| Parti de l'environnement - Les Verts                                     | 9,9        | +3,9       | 14925  | +7050  | 7                       | +3                      | Thor Haakon Bakke Katrine Nødtvedt                                               |
| Parti socialiste de gauche                                               | 8,6        | +1,6       | 12944  | +3805  | 6                       | +1                      |                                                                                  |
| Parti du centre (agrarien)                                               | 5,3        | +3,3       | 7987   | +5373  | 4                       | +3                      | 0                                                                                |
| Rødt (communistes)                                                       | 4,9        | +2,5       | 7329   | +4284  | 3                       | +1                      | 0                                                                                |
| Parti du progrès (national-conservateur)                                 | 4,7        | -4,1       | 6998   | -4430  | 3                       | -3                      |                                                                                  |
| Venstre (socio-libéraux)                                                 | 3,8        | -1,7       | 5775   | -1413  | 3                       | -1                      | Erlend Horn                                                                      |
| Parti populaire chrétien (chrétien-démocrate)                            | 3,1        | -3,0       | 4621   | -3263  | 2                       | -2                      | Beate Husa                                                                       |
| Parti des retraités                                                      | 1,5        | +0,7       | 2239   | +1257  | 1                       | +1                      | 0                                                                                |
| Le parti chrétien (chrétien-conservateur), devenu les conservateurs (en) | 0,7        | +0,3       | 1113   | +588   | 0                       | 0                       | 0                                                                                |
| Démocrates de Norvège (nationaliste)                                     | 0,6        | +0,1       | 852    | +279   | 0                       | 0                       | 0                                                                                |
| Parti capitaliste (en)(libertarien)                                      | 0,2        | +0,2       | 312    | +312   | 0                       | 0                       | 0                                                                                |
| Parti pirate                                                             | 0,1        | +0,1       | 215    | +215   | 0                       | 0                       | 0                                                                                |
| Parti communiste                                                         | 0,05       | +0,05      | 91     | +91    | 0                       | 0                       | 0                                                                                |
| Total                                                                    | 68,1 %     | 68,1 %     | 151680 | 151680 | 67                      | 67                      | 7                                                                                |

Linn Kristin Engø a démissionné de ses fonctions de commissionnaire à l'éducation le 27 janvier 2020 à la suite du scandale Vigilo où une importante faille de sécurité a été révélée dans une application favorisant la communication entre les écoles et les familles, permettant ainsi au byråd d'éviter une motion de censure par le Conseil de la Ville. Endre Tvinnereim la remplace.

#### Élection municipale de 2023
| Parti                                                                          | Proportion | Proportion | Voix   | Voix   | Conseillers de la Ville | Conseillers de la Ville | Membres du Byråd                                                                        |
| ------------------------------------------------------------------------------ | ---------- | ---------- | ------ | ------ | ----------------------- | ----------------------- | --------------------------------------------------------------------------------------- |
| Parti                                                                          | %          | ±          | total  | ±      | total                   | ±                       | Membres du Byråd                                                                        |
| Høyre (conservateurs)                                                          | 26,5       | +6,4       | 38798  | +8750  | 18                      | +4                      | Christine B. Meyer (en) Eivind Nævdal-Bolstad (en) Christine Kahrs Charlotte Spurkeland |
| Parti travailliste                                                             | 18,5       | -1,3       | 27061  | -2666  | 13                      | 0                       | 0                                                                                       |
| Parti du progrès (national-conservateur)                                       | 10,5       | +5,8       | 15394  | +8396  | 7                       | +4                      | Marte Monstad (no) Daniel C.E. Hägglund (no)                                            |
| Parti socialiste de gauche                                                     | 10         | +1,4       | 14715  | +1771  | 7                       | +1                      | 0                                                                                       |
| Parti de l'environnement - Les Verts                                           | 5,2        | -4,7       | 7657   | -7268  | 4                       | -3                      | 0                                                                                       |
| Bergenslisten (no)                                                             | 5          | +5         | 7382   | +7382  | 4                       | +4                      | 0                                                                                       |
| Venstre (socio-libéraux)                                                       | 5          | +1,2       | 7364   | +1589  | 3                       | 0                       | 0                                                                                       |
| Parti de l'industrie et du commerce (en)                                       | 4,1        | +4,1       | 5945   | +5945  | 3                       | +3                      | 0                                                                                       |
| Rødt (communistes)                                                             | 4          | -0,9       | 5854   | -1475  | 3                       | 0                       | 0                                                                                       |
| Parti populaire chrétien (chrétien-démocrate)                                  | 3,4        | +0,3       | 4963   | 342    | 2                       | 0                       | 0                                                                                       |
| Parti du centre (agrarien)                                                     | 2,3        | -3         | 2239   | -4551  | 2                       | -2                      | Reidar Digranes                                                                         |
| Parti des retraités                                                            | 1,7        | +0,2       | 2535   | +296   | 1                       | 0                       | 0                                                                                       |
| Parti du peuple (en) (anciennement action populaire contre les péages)         | 0,7        | -15,9      | 1080   | -23973 | 0                       | -11                     | 0                                                                                       |
| Les conservateurs (en) (chrétien-conservateur), anciennement le parti chrétien | 0,7        | ≈          | 1059   | -54    | 0                       | 0                       | 0                                                                                       |
| Parti des générations (no)                                                     | 0,6        | +0,6       | 870    | +870   | 0                       | 0                       | 0                                                                                       |
| La liste de la démocratie                                                      | 0,6        | +0,6       | 846    | +846   | 0                       | 0                       | 0                                                                                       |
| Parti centriste (en)(centrisme, écologisme)                                    | 0,5        | +0,5       | 762    | +762   | 0                       | 0                       | 0                                                                                       |
| Démocrates de Norvège (nationaliste)                                           | 0,3        | -0,2       | 508    | -344   | 0                       | 0                       | 0                                                                                       |
| Parti capitaliste (en)(libertarien)                                            | 0,2        | -0,1       | 222    | -90    | 0                       | 0                       | 0                                                                                       |
| Parti communiste                                                               | 0,1        | +0,05      | 183    | +92    | 0                       | 0                       | 0                                                                                       |
| Total                                                                          | 64,1 %     | 64,1 %     | 148116 | 148116 | 67                      | 67                      | 7                                                                                       |

Un des sujets principaux de la campagne lors de ces élections est le projet de prolongement du métro léger de Bergen à Åsane, ville au nord-est de Bergen. Les travaillistes (Ap) ont ainsi adopté un projet prévoyant un passage par le quartier historique et touristique de Bryggen en juin 2023. Cependant, le passage par Bryggen est critiqué notamment par les conservateurs (H) préférant un tunnel passant en dessous de Bryggen,. Les plus farouches opposants à ce passage par Bryggen se sont rassemblés derrière la Bergenslist (no) dont la communication était considérée comme aggressive. La Bergenslist réussie à récolter 5% des suffrages exprimés et quatre conseillers à l'issue des élections de 2023 et rentre dans la coalition menée par les conservateurs (H).

### Gouvernement municipal
Le gouvernement municipal (byråd) gère les services et administrations de la cité, fait des propositions au Conseil de la Ville et est responsable de l'application des décisions prises par celui-ci. Il est élu par le Conseil de la Ville, qui peut le démettre, et est formé de commissionnaires dont le rôle est comparable à celui de ministres. Le chef commissionnaire fonctionne comme un premier ministre pour Bergen et a davantage de pouvoir que le maire.
Christine B. Meyer (en) (H) est cheffe commissionnaire depuis 2023. Elle a succédé à Roger Vallhammer (Ap) (2019-2023) Harald Schjelderup (2015-2019) (Ap), Ragnhild Stolt-Nielsen (2013-2015) (H) et Monica Mæland (2003-2013) (H).
L'administration est divisée en départements (etat) dirigés par des directeurs.

### Divisions administratives

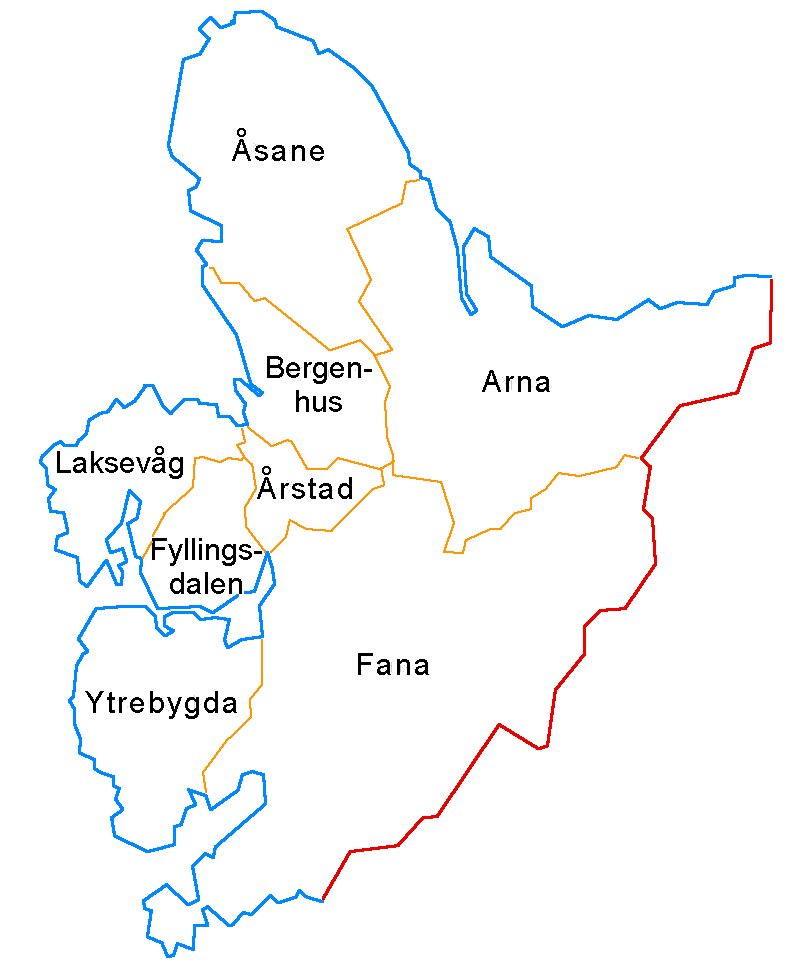
bydeler de Bergen en 2009.

Bergen s'est étendue plusieurs fois en incorporant des zones urbaines avoisinantes.
- 1876 : les paroisses appartenant à l'église Korskirken (Sandviken, Møhlenpris, Nygård, Lungegården et Kalfaret) sont rattachées à Bergen
- 1916 : Årstad est rattaché à Bergen.
- 1921 : Gyldenpris est rattaché à Bergen au lieu de l'être à Laksevåg.
- 1955 : Fyllingsdalen est transféré de Fana à Bergen
- 1972 : les municipalités suivantes sont fusionnées en une seule municipalité appelée Bergen : Arna, Bergen, Fana, Laksevåg, Loddefjord (auparavant partie de Laksevåg).
- 1972 : Bergen cesse d'être un fylke à part entière.
- 2000: Loddefjord est de nouveau rattaché à Laksevåg.
- 2004: les huit bydeler de Bergen perdent leurs centres administratifs et deviennent des unités de l'administration de la kommune.
- 2008: les huit bydeler retrouvent leurs centres administratifs et une relative autonomie.

### Quelques chiffres
Pour l'année 2003, sauf précisions.
- Taux de chômage : 3,5 %.

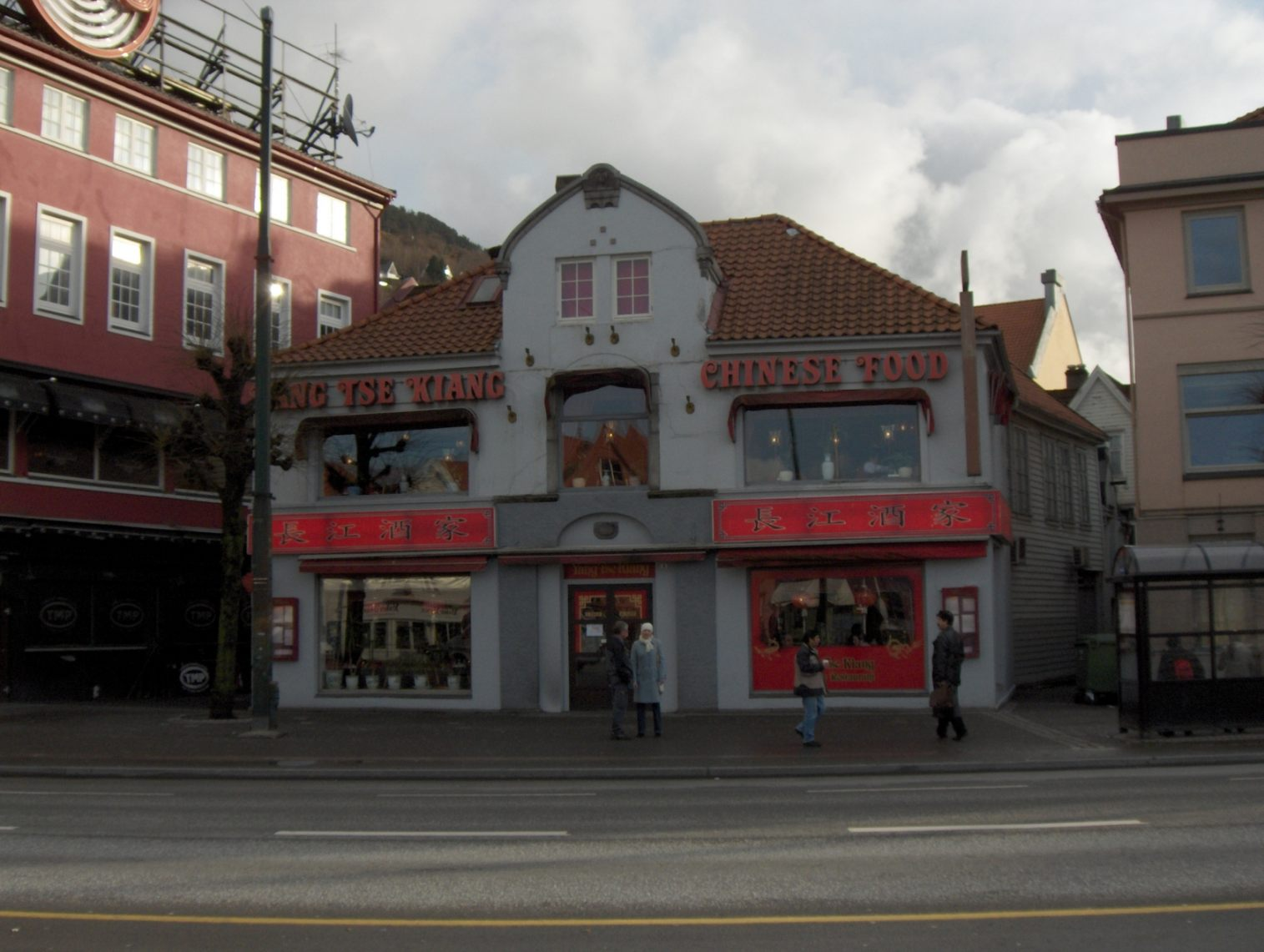
Mélange des cultures sur un quai millénaire.

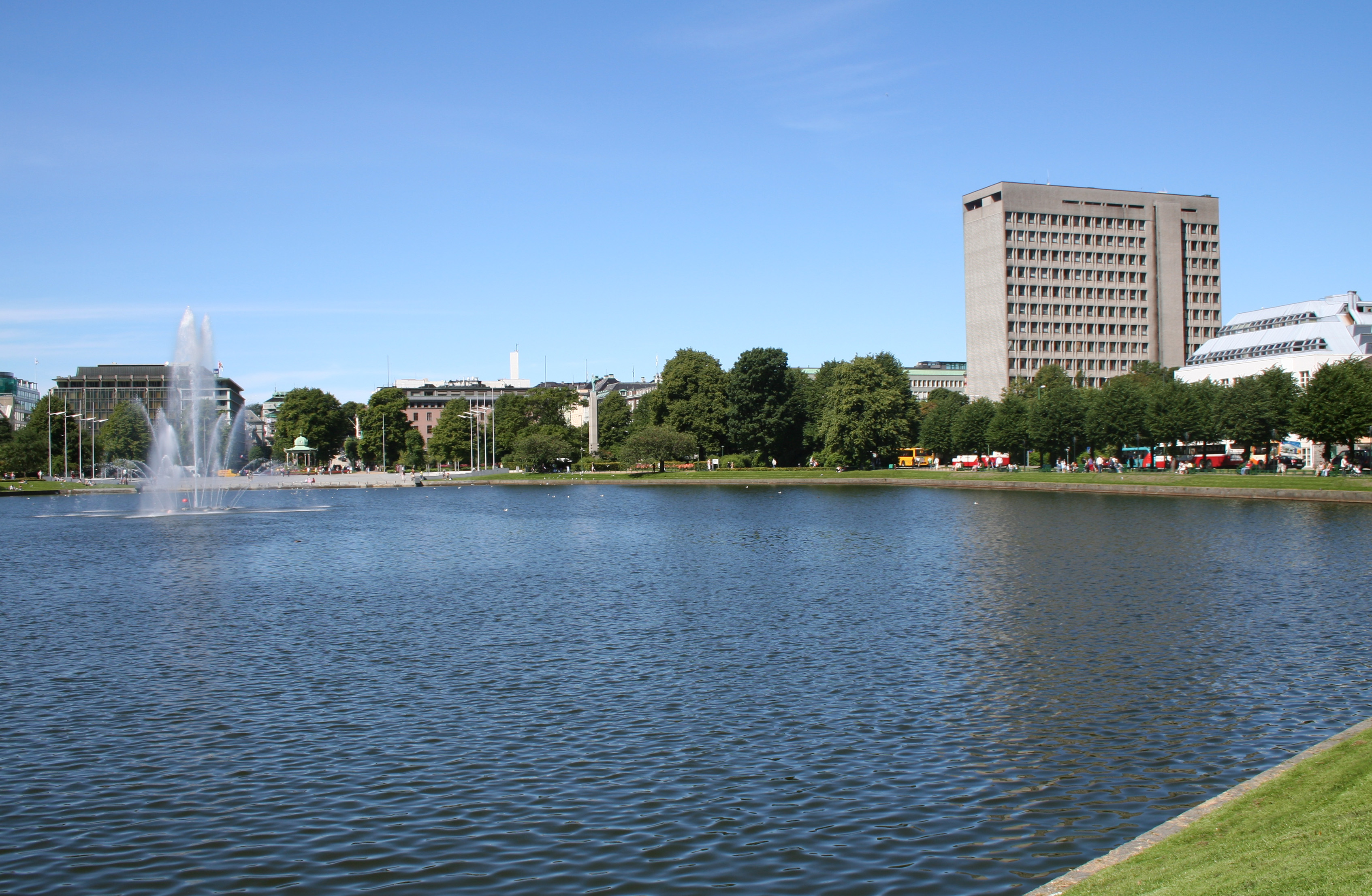
Lille Lungegårdsvannet et à droite, la mairie.

- 72 % d'actifs dans la tranche d'âge 16-74 ans dont 93 % de salariés et 4 % d'indépendants.
- Environ 30 % d'emplois concernent la santé, le social ou l'éducation.
- 115 000 emplois dans la ville.
- 20 000 PME.
- Taux de personnes étrangères : 4 %. En 2003, il y avait à Bergen 17 344 étrangers dont :
  - Chili : 1 208
  - Irak : 1 194
  - Viêt Nam : 1 149
  - Sri Lanka : 950
  - Royaume-Uni : 871
  - Bosnie : 753
  - Suède : 700
  - Danemark : 680
  - Allemagne : 619
  - Iran : 548
- En 2001, 922 appartements furent construits.
- Taux de participation aux élections nationales de 2001 : 77,52 %.
- Taux de participation aux élections locales de 2003 : 57,39 %.
- Revenus de la ville en prévision pour 2006 : dix milliards de couronnes, dont 47 % apportés par l'impôt sur le revenu.

## Éducation

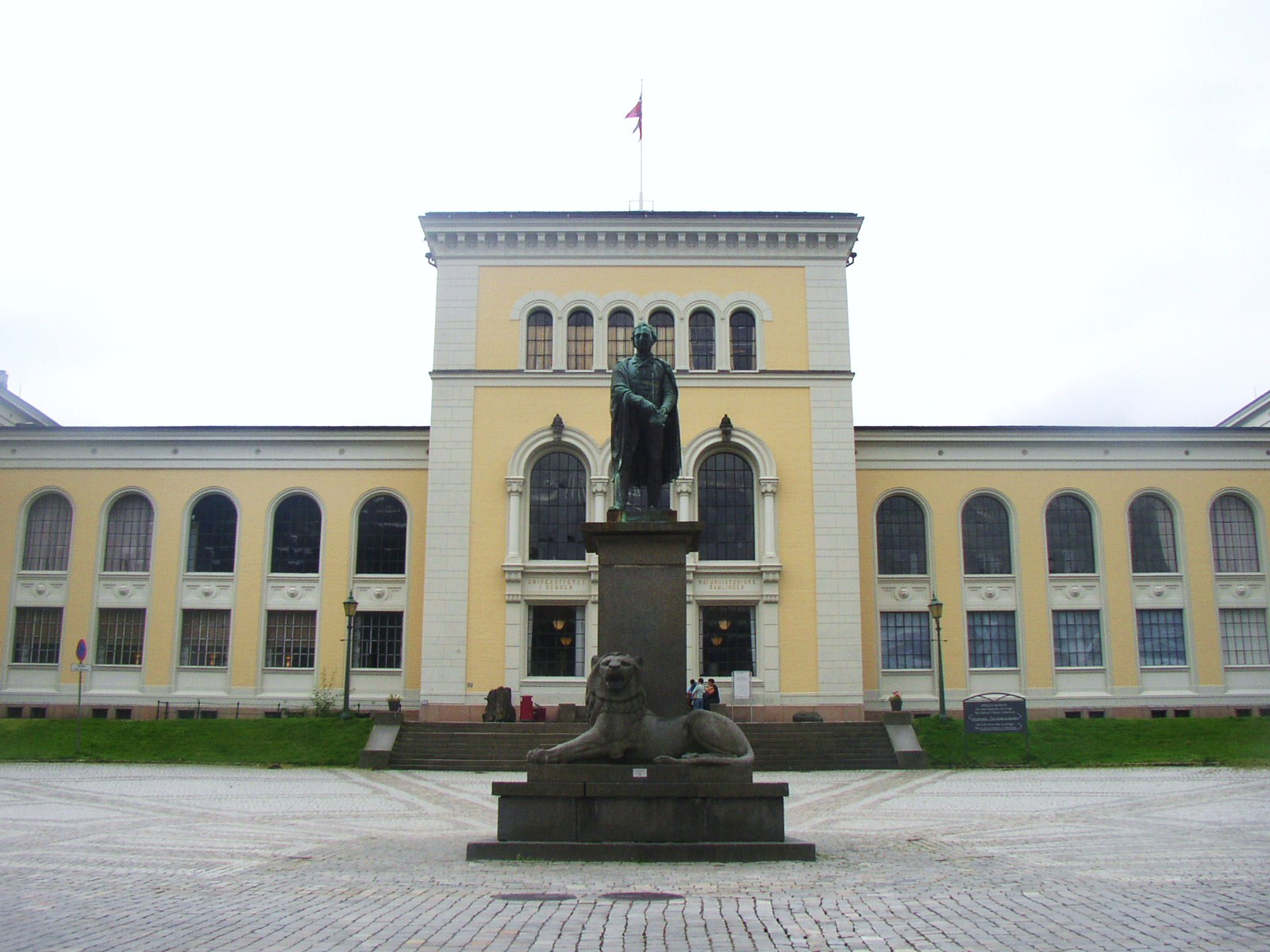
Museum d'histoire naturelle & université de Bergen.

La ville compte 63 écoles élémentaires, seize collèges, seize établissements combinant élémentaire et secondaire dont six établissements privés, deux écoles primaires privées et un collège privé.
Bergen est une importante ville universitaire avec près de 30 000 étudiants. Elle accueille, entre autres, la réputée Norwegian School of Economics (Norges Handelshøyskole), des facultés de droit, médecine, sciences sociales, histoire, musique, une école nationale supérieure d'art et une école d'architecture. Mais elle est principalement connue pour ses facultés d'économie, d'anthropologie, de biologie marine et d'études pétrolières.
Le CHU d'Haukeland est quant à lui un des plus modernes du pays, et sa zone de recherche biologique est une des plus pointues et des plus avancées en Europe.
Ouverte sur l'étranger, l'université accueille plus de 1 500 étudiants étrangers dans un cadre de bâtiments modernes aussi bien que dans d'anciennes bâtisses de bois.
En 2004, le milliardaire norvégien Trond Mohn a fait don de trois cents millions de couronnes à l'université pour les fonds de recherche. Cela représente environ 37,5 millions d'euros. Plus de soixante millions de couronnes ont été à nouveau données par le mécène en mars 2007.
Par ailleurs, la ville accueille le navire école Statsraad Lehmkuhl.

## Art et culture

### Titres honorifiques
- Le quartier de Bryggen est inscrit au patrimoine mondial de l'UNESCO depuis 1980. Ses maisons sont les vestiges de la Ligue hanséatique.
- Ville européenne de la Culture en l'an 2000.
- Ville secrète d'Europe avec treize autres nommées par Time Magazine en 2004.

### Musées et sites

#### Au centre-ville

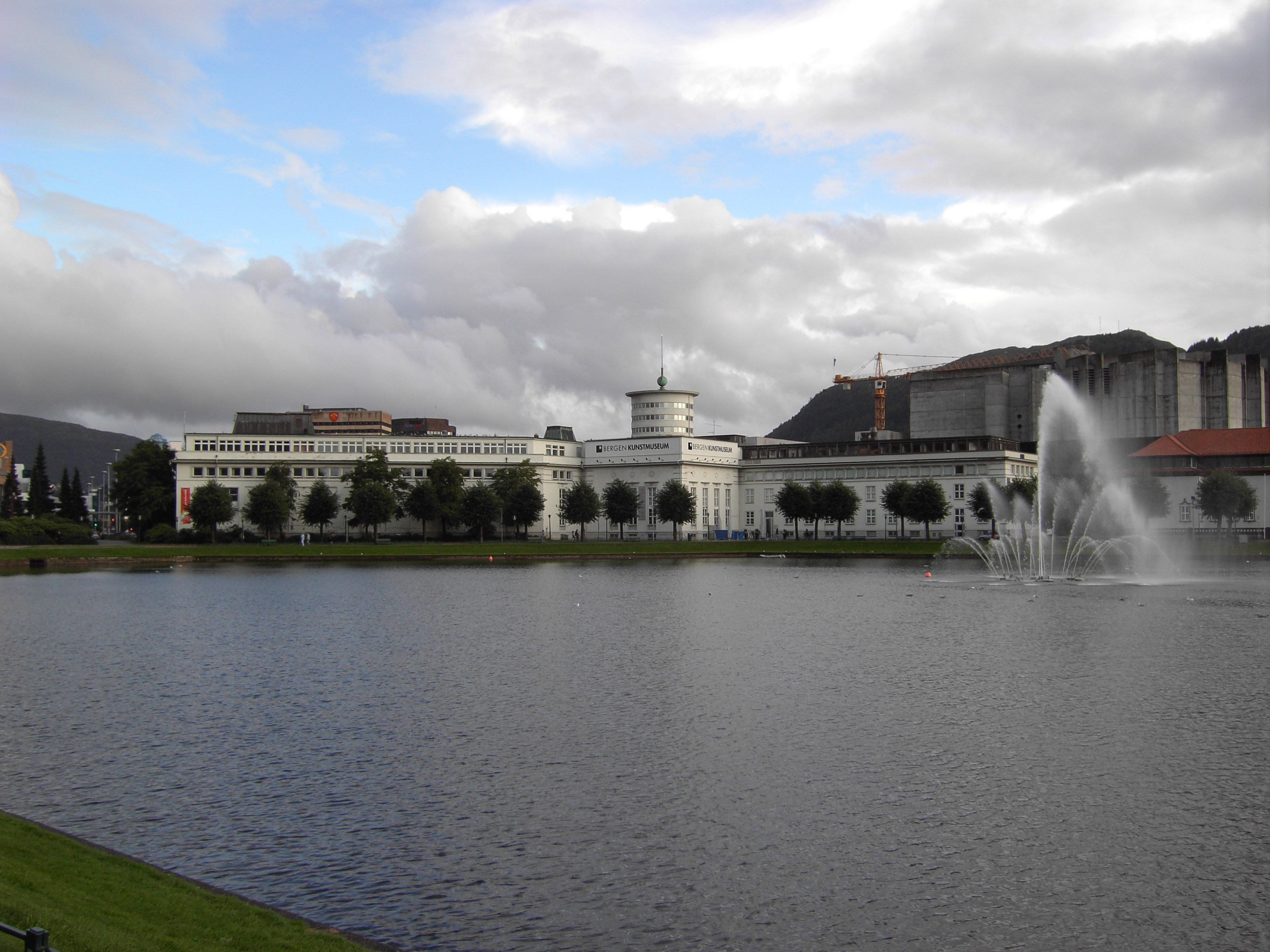
Kunstmuseum.

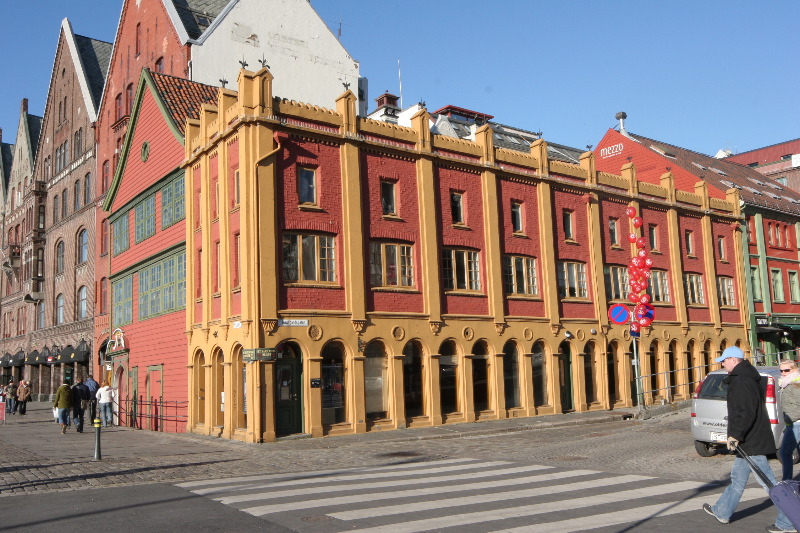
Musée de la Hanse.

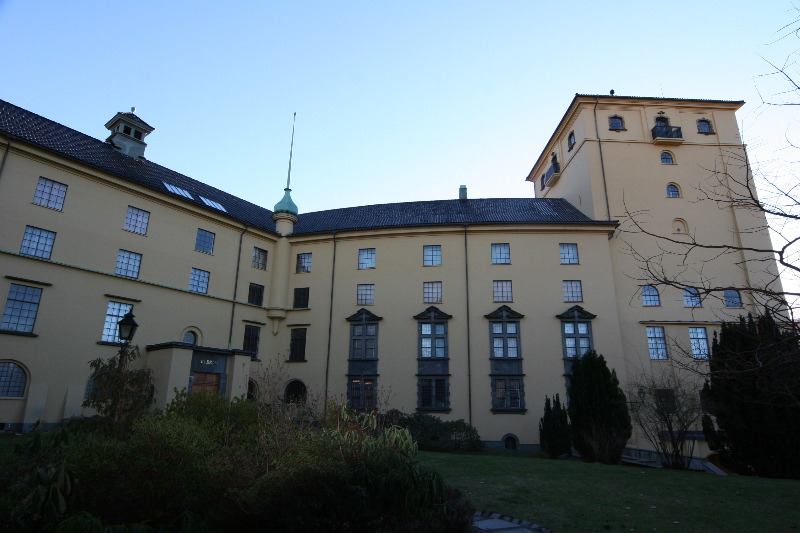
De Kulturhistoriske Samlinger.

Musée des Arts décoratifs de Norvège de l'Ouest: Vestlandske Kunstindustrimuseum.

- Musée de la Marine (Bergens Sjøfartsmuseum).
- Musée de la pêche (Norges Fiskerimuseum).
- Musée de la Hanse (Hanseatisk Museum).
- Musée de Bryggen (Bryggens Museum).
- Musée du vieux Bergen (Gamle Bergen).
- Musée de la lèpre (Lepramuseet).
- Musée des buekorps (Buekorpsmuseet).
- Musée Theta de la Résistance (Thetamuseet).
- Musée de l'université de Bergen (Musée de Bergen ou Bergen Museum) :
  - le muséum d'histoire naturelle (Naturhistmuseum) ;
  - le musée d'Histoire et de la Culture de Bergen (De Kulturhistoriske Samlinger).
- Musée des Arts décoratifs de Norvège de l'Ouest (Vestlandske Kunstindustrimuseum).
- L'association des beaux-arts et ses expositions (Bergens Kunstforening).
- Musée des beaux-arts de Bergen (Musée d'art de Bergen ou Kunstmuseum) :
  - la collection Stenersen ;
  - la collection Rasmus Meyers Samlinger.
  - Lysverket.
- Forteresse de Bergenhus (Håkonshallen) et Rozenkrantztarnet, l'ancien donjon.
- L'aquarium (Akvariet).
- Le théâtre (Den Nationale Scene)
- Les concerts de musique classique à la Griegakademiet.
- Les églises de la ville, en particulier :
  - Johanneskirken (saint-Jean) ;
  - Mariakirken (sainte-Marie) ;
  - Nykirken (l'église nouvelle) ;
  - Korskirken (l'église de la croix) ;
  - Cathédrale de Bergen (Domkirken), la cathédrale avec un boulet de la bataille de Vågen dans ses murs.
- Fløyen et son téléphérique.
- La piste cyclable du Store Lungegårdsvann.
- Les parcs : Byparken, Nygårdsparken et Nordnesparken.
- Madam Felle (*1831 - † 1908) monument à Sandviken en honneur d'une femme norvégienne de souche allemande, qui réussit mi XIXe siècle contre la volonté du conseil municipal de gérer comme femme un buffet de bière. Un restaurant bien connu du même nom se trouve aujourd'hui à une autre place de Bergen. Le monument de la sculptrice Kari Rolfsen a été érigé en 1990, soutenu par un mécène anonyme. Madam Felle, en civil Online Fell, fut connue après sa mort par une chanson populaire et le morceau musical Kjenner dokker madam Felle? de Lothar Lindtner et Rolf Berntzen sur un long disque en 1977.

#### Aux alentours
- La stavkirke de Fantoft.

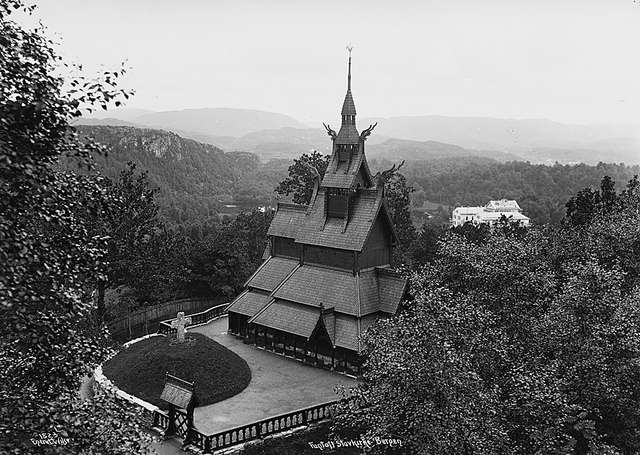
Stavkirke de Fantoft

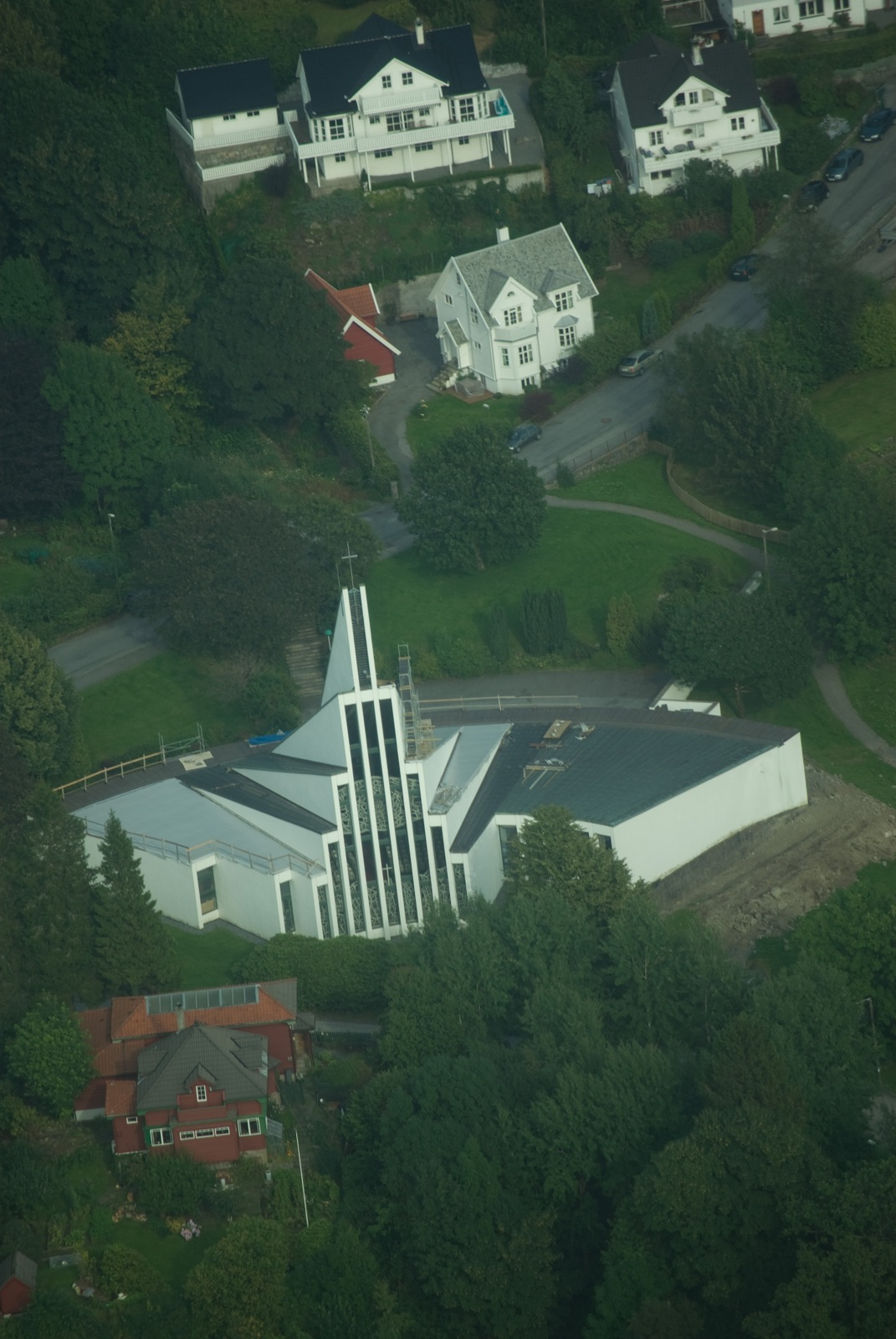
Église de Landås.

- Gamlehaugen, la résidence royale en été, et son parc ouvert au public.
- Troldhaugen, la maison de Grieg.
- La maison d'Ole Bull et Lysøen (l'île de la lumière).
- Les ruines cisterciennes de l'Abbaye de Lyse (Lysekloster, le monastère de la lumière).
- Les constructions défensives de Bergen.
- Ulriken et son téléphérique. Ski de fond l'hiver.
- La pêche dans les nombreux lacs, et la pêche sportive (sorties organisées).
- Excursions organisées dans les fjords, dont Norway in a nutshell.
- Promenades ou ski à Voss.
- Le manoir de Damsgård et son style rococo.

### Personnalités locales

#### Musique

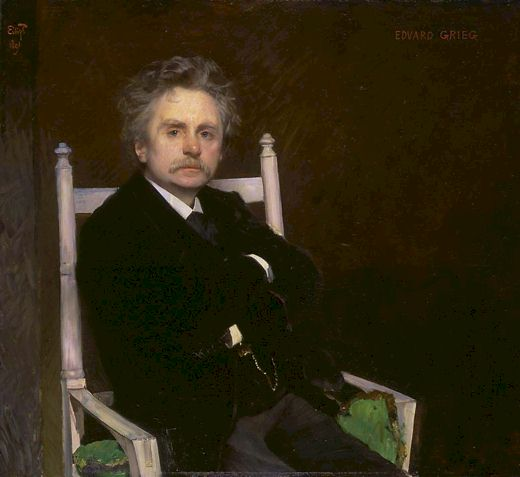
Edvard Grieg par Eilif Peterssen.

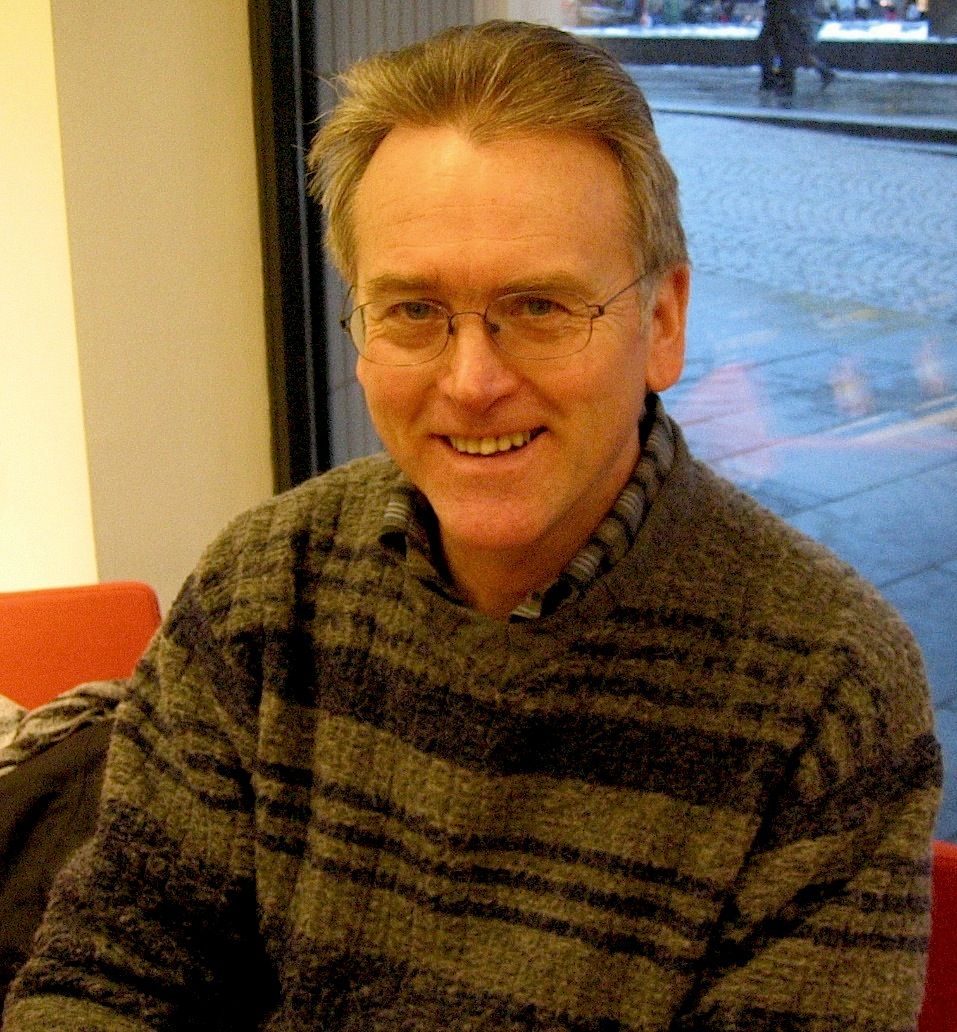
Gunnar Staalesen.

De nombreux groupes célèbres de black metal sont originaires de Bergen :
- Burzum ;
- Gorgoroth ;
- Immortal ;
- Taake ;
- The Kovenant ;
- Enslaved ;
- Aeternus ;
- Bak de syv fjell.

Dans une veine plus rock, pop ou electro :
- Kygo ;
- Bömbers ;
- Aurora Aksnes ;
- Popium ;
- Malice In Wonderland ;
- Röyksopp ;
- Kings of Convenience ;
- Greenland Whalefishers ;
- Casiokids ;
- Gabrielle Leithaug ;
- Nathalie Nordness ;
- Kakkmaddafakka ;
- Jarle Bernhoft ;
- Frida Amundsen.

Sur une scène plus classique et internationale :
- Edvard Grieg, compositeur classique.
- Ole Bull, violoniste.
- Harald Sæverud, compositeur.
- Sissel Kyrkjebø
- Kurt Nilsen
- Sondre Lerche
- Nathalie Nordness

#### Littérature
- Dorothe Engelbretsdotter, poétesse.
- Amalie Skram, romancière féministe.
- Henrik Ibsen, dramaturge.
- Gunnar Staalesen, romancier.
- Ludvig Holberg, dramaturge, essayiste.
- Chris Tvedt, auteur de roman policier.
- Karine Haaland, autrice de bande dessinée.

#### Arts
- Tone Aanderaa, artiste peintre.
- Marcus Grønvold (1845-1929), peintre portraitiste et paysagiste.

#### Divers
- Christian Michelsen, armateur et homme politique.
- Gerhard Armauer Hansen, médecin.
- Leif Larsen, officier de marine.
- Roald « Kniksen » Jensen, footballeur.
- Wilhelm Bjerknes, géophysicien.
- Sverre Petterssen, météorologiste.
- Kari Aalvik Grimsbø, handballeuse.
- Marianne Aasen (1967-), femme politique norvégienne, y est née.
- Magnus Midtbø, grimpeur, y est né et y a grandi.
- Guro Fjellanger, femme politique norvégienne, y est née.
- Siren Mønstre Ennaceur, première dame de Tunisie.

### Sport
L'équipe de football de Bergen est le SK Brann. Elle joue en première division norvégienne et figure parmi les équipes les plus efficaces du pays, même si elle ne possède que deux titres de champion national : 1963 et 2007. Avant chaque match les supporters entonnent les deux premières strophes de l'hymne de Bergen, Udsigter fra Ulriken, qui a été, ironiquement, composé par Johan Nordahl Brun, originaire de Trondheim, ville de l'adversaire de toujours : Rosenborg BK. Les autres hymnes du club sont entre autres Byen e' Bergen, composé par Ove Thue en 1976 avec le fameux refrain Byen e' Bergen og laget e' Brann, stedet e' stadion' så syng alle mann! Heia Brann, Brann, Brann, Brann, heia Brann! ainsi que Heia Brann.
La ville compte d'autres clubs de football parmi lesquels on peut citer Løv-Ham Fotball qui évolue en seconde division ou encore Fyllingen Fotball qui fut finaliste de la coupe en 1960.
La ville compte par ailleurs 685 clubs de sports et 500 installations sportives, ainsi que 1 120 parcs ou espaces verts, 27 jardins d'enfants, 104 terrains de jeu, 54 terrains de football et 62 chemins de montagne.
La ville est également connue pour ses nombreux trails dans des décors somptueux aux alentours de la ville où un français, Clément Cuvillier s'est notamment illustré.
La ville a accueilli les championnats du monde de cyclisme sur route en 2017.

### Événements

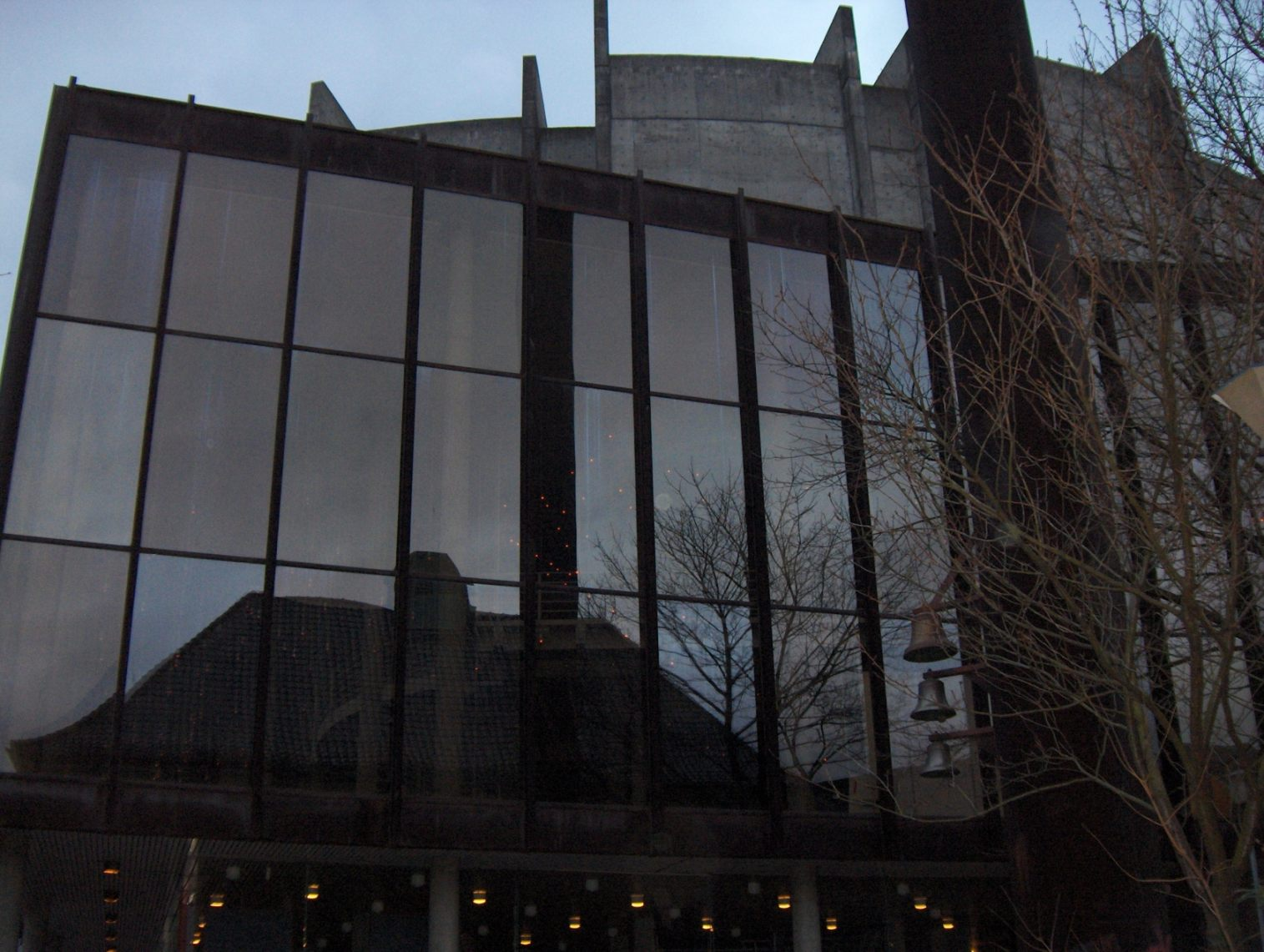
Grieghallen.

La ville compte de nombreuses salles de concert, en plus de celles citées plus haut on peut noter Grieghallen, la Grieghalle construite en 1978, Où joue l'Opéra national de Bergen, Kvarteret, Teatergarasjen, The Garage et Hulen (ancien abri anti-atomique) ainsi qu'une grande salle type arena en dehors de la ville, Vestlandhallen, la Vestlandhalle. Certains festivals et des concerts comme celui des Rolling Stones en septembre 2006 ont lieu sur des scènes en plein air.
Chaque année a lieu le festival Hole in the sky, principalement axé metal extrême, dans deux salles de la ville : The Garage et USF. Des fans du monde entier se retrouvent à Bergen pour ce festival, le dernier week-end du mois d'août. Le Bergenfest est au printemps un festival éclectique très prisé des Norvégiens. Toutes sortes de groupes s'y produisent, du rap au black metal. La ville accueille aussi un important festival de jazz.
Un concours annuel fait s'affronter les fanfares de la ville et autres brass bands.
Tous les ans a lieu le Bergen gathering, rassemblement de jeunes de toute l'Europe se livrant à des compétitions de katas artistiques et autres figures improvisées, dans les gymnases et sur les pelouses de la ville.
Annuellement début décembre a lieu la fête de la lumière (lysfest), et le Lyderhorn est connu pour être un lieu de réunion les nuits de solstice d'été.
Le Concours Eurovision de la chanson fut organisé à Bergen en 1986. La Belgique remporta la compétition pour la seule et unique fois avec la chanson J'aime la vie de Sandra Kim.
En 1991, Bergen a accueilli le 76e congrès mondial d’espéranto, qui avait pour thème « Les pays nordiques, un modèle ? ».

## Population et vie locale

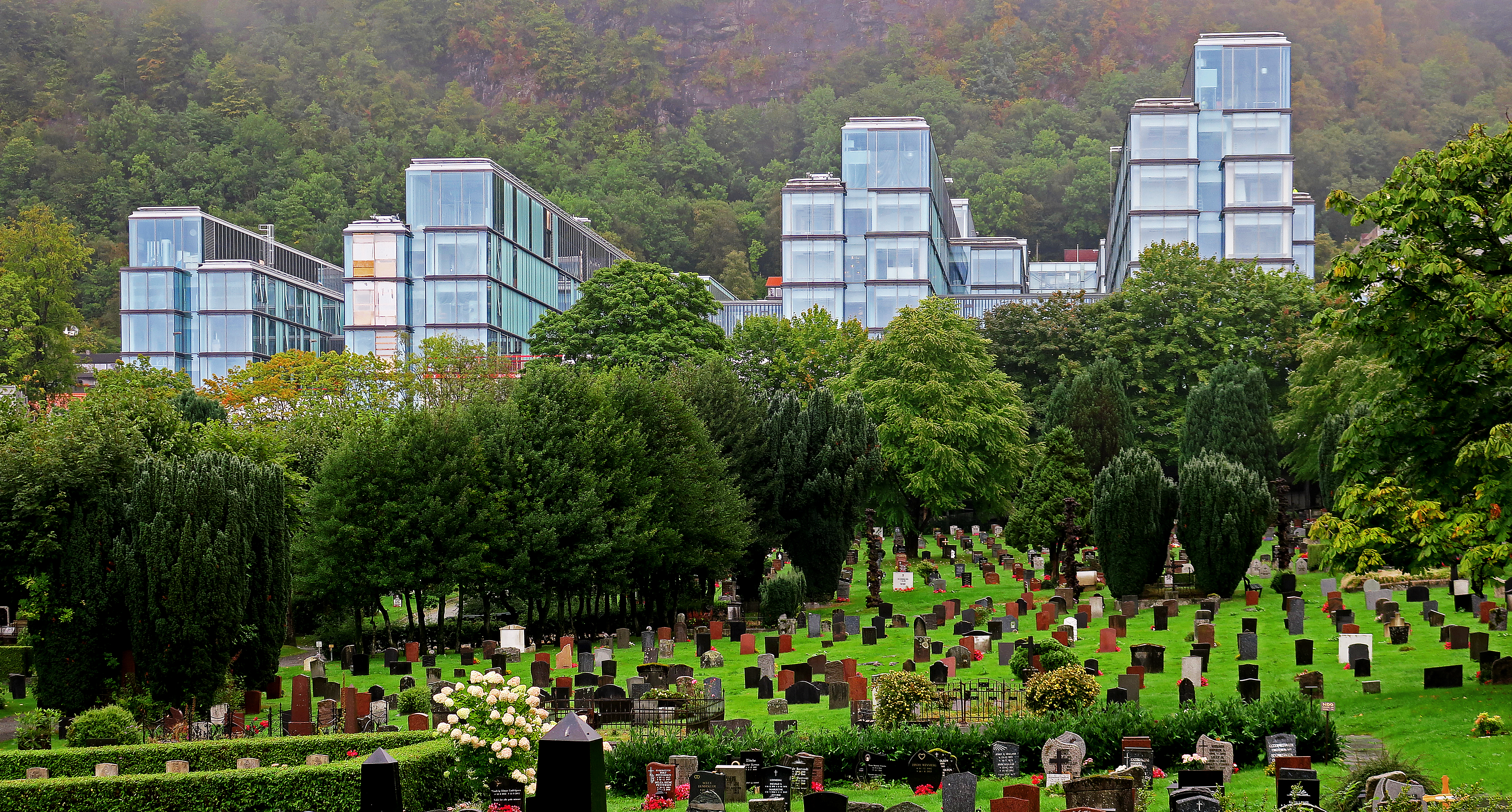
Le Haukeland universitetssykehus à Bergen. Septembre 2021.

| 1300  | 1600   | 1767   | 1875   | 1890   | 1920    |
| ----- | ------ | ------ | ------ | ------ | ------- |
| 7 000 | 15 000 | 20 000 | 34 000 | 54 000 | 130 500 |

| 1995    | 2000    | 2006    | 2008    | 2014    | 2016    |
| ------- | ------- | ------- | ------- | ------- | ------- |
| 220 000 | 230 993 | 244 620 | 250 000 | 272 520 | 278 121 |

| 2022    | - | - | - | - | - |
| ------- | - | - | - | - | - |
| 289 330 | - | - | - | - | - |

| Population des bydeler de Bergen au 1er janvier 2006 |         |
| Arna                                                 | 12 010  |
| Bergenhus                                            | 33 963  |
| Fana                                                 | 35 318  |
| Fyllingsdalen                                        | 28 232  |
| Laksevåg                                             | 36 143  |
| Ytrebygda                                            | 23 703  |
| Årstad                                               | 34 513  |
| Åsane                                                | 42 276  |
| Total                                                | 242 158 |

### Les buekorps

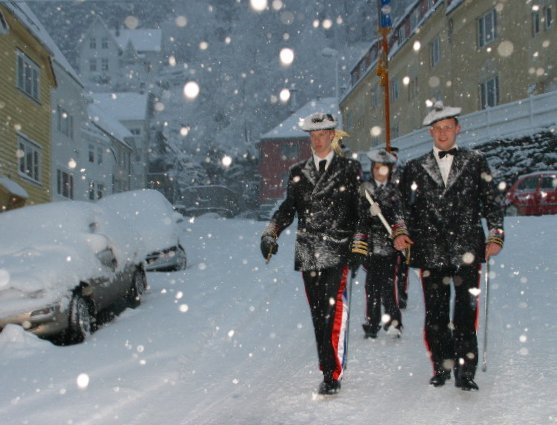
Bataillon de Mathismarken.

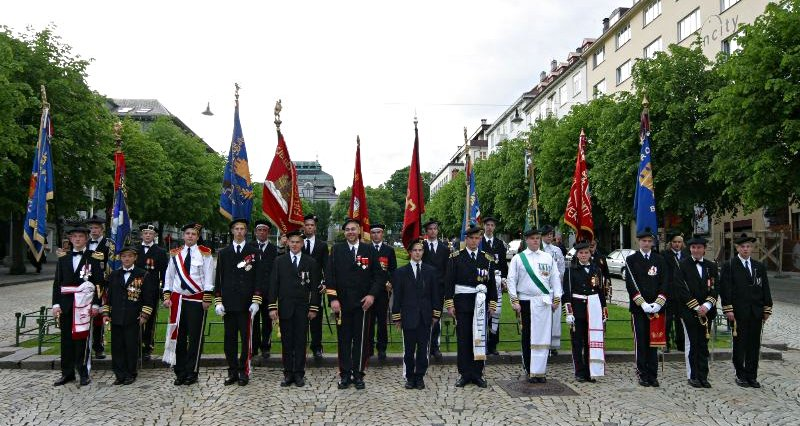
Photo de famille.

Les buekorps (corps d'archers) sont une institution très importante à Bergen, qui n'existe nulle part ailleurs bien qu'ayant quelque ressemblance avec les scouts. Au XIXe siècle, les jeunes de la ville voulurent imiter leurs aînés membres de la Garde Civique, une organisation paramilitaire locale qui fut dissoute en 1881. Dès 1850, s'organisèrent donc des bataillons (bataljoner) dans chaque quartier, regroupant les enfants et les adolescents, qui créèrent leurs propres uniformes, chants et parades. Lors des défilés, les membres des buekorps sont soit armés de fusils ou d'arbalètes en bois, soit équipés de tambours et autres instruments. Tout est organisé par les enfants eux-mêmes. Seuls les anciens et les mères des membres participent à la gestion et à l'organisation, quand cela leur est demandé.
Les garçons débutent en tant que soldats vers sept ans, deviennent officiers ou joueurs de tambour à douze ou quatorze ans, et commandants en chef à dix-sept ou vingt ans. Bien que les racines de cette institution soient militaires, les bataillons sont très actifs auprès des associations caritatives et se livrent à des activités physiques.
Les buekorps ont chacun leur jour commémoratif, et tous les quatre ans a lieu le Buekorpsenes dag, jour de compétitions entre les différents bataillons. Le premier bataillon féminin fut créé en 1991, engendrant une petite controverse car la tradition voulait que seuls les garçons puissent intégrer les bataillons.
Leurs activités se déroulent principalement de février à juin, et en particulier lors de la fête nationale le 17 mai. Les tambourinades s'entendent donc dans toute la ville et sont perçues comme le signe du printemps, pour la joie des habitants et le malheur des étudiants révisant pour les examens.
Il y a de nos jours quinze bataillons :
- Dræggens Buekorps (13 mai 1856), Corps d'archers de Dræggen, masculin[50] ;
- Fjeldets Bataljon (22 mai 1857), Bataillon de Fjeldet, masculin[51] ;
- Laksevågs Bueskyttere (8 mai 1894), Archers de Laksevåg, masculin[52] ;
- Lungegaardens Buekorps (7 octobre 1994), Corps d'archers de Lungegaarden, féminin[53] ;

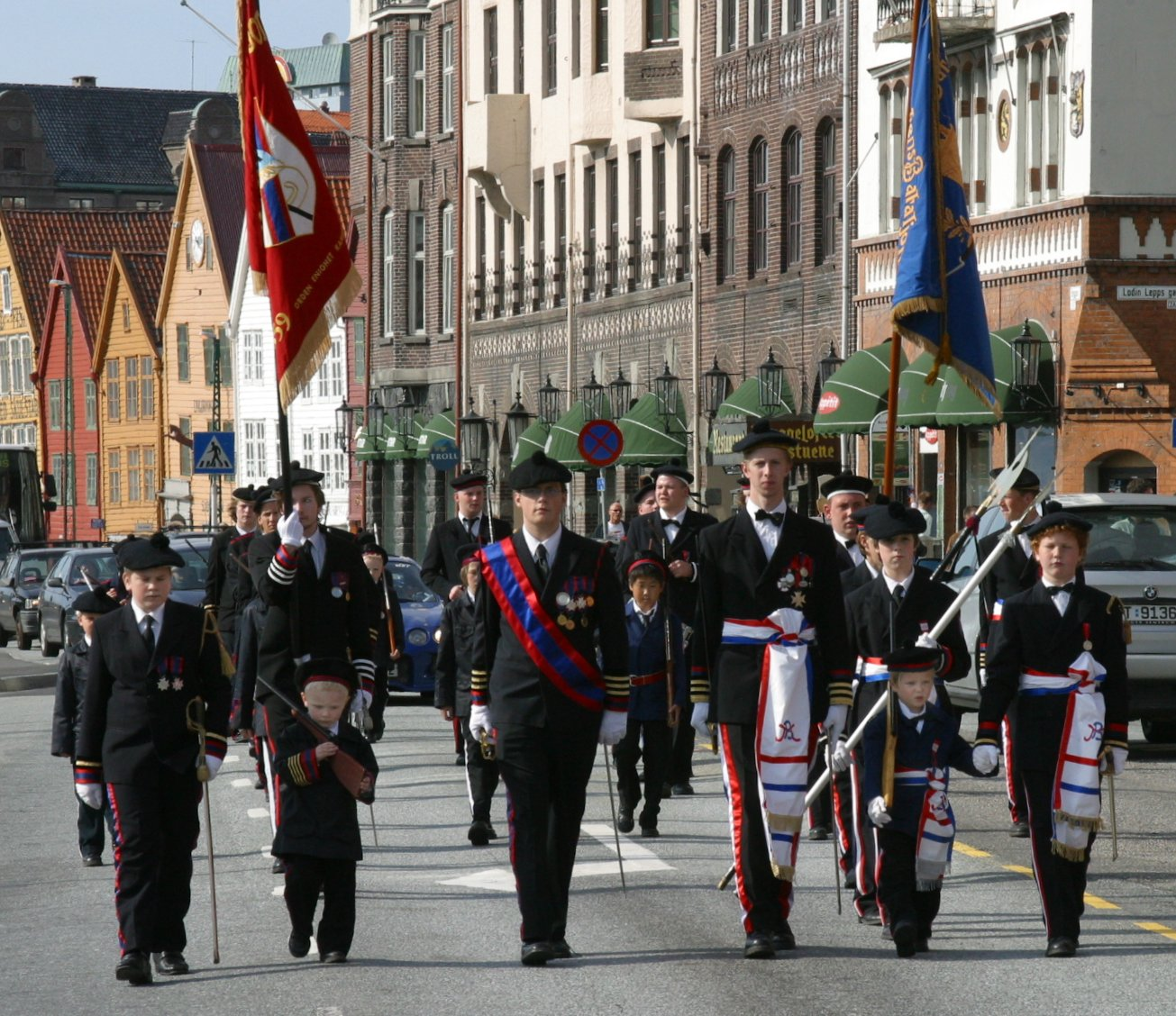
Bataillons de Marken et de Mathismarken à Bryggen.

- Løvstakkens Jægerkorps (11 mai 2000), Corps de chasseurs du Løvstakken[54] ;
- Markens Bataljon (4 juin 1859), Bataillon de Marken, masculin[55] ;
- Mathismarkens Bataljon (15 juin 1887), Bataillon de Mathismarken, mixte ;
- Nordnæs Bataillon (3 mai 1858), Bataillon de Nordnæs, masculin[56] ;
- Nygaards Bataljon (14 juin 1857), Bataillon de Nygaard, masculin[57] ;
- Sandvikens Bataljon (17 mai 1857), Bataillon de Sandviken, masculin[58] ;
- Skansens Bataljon (22 mai 1860), Bataillon de Skansen, masculin[59] ;
- Skutevikens Buekorps (8 juillet 1853), Corps d'archers de Skuteviken, masculin[60] ;
- Sydnæs Bataljon (7 juin 1863), Bataillon de Sydnæs, masculin[61] ;
- Vågens Bataljon (1er juin 1991), Bataillon de Vågen, féminin ;
- Wesselengens Bataljon (24 avril 1873), Bataillon de Wesselengen, masculin[62].

### Linguistique
Les Bergenois sont connus pour parler vite. Étrangement cette caractéristique est avancée par les Bergenois pour parler des Osloïtes.
Le dialecte de Bergen (bergensk) est issu en partie du bas-allemand. Il est différent des autres dialectes du Hordaland, alors que ces derniers sont peu différents des autres dialectes du Vestlandet. Aucune forme conventionnelle de bergensk n’existe. C'est le seul dialecte norvégien qui ne compte que deux genres, le genre féminin ayant été supprimé au XVIe siècle. Le dialecte de Bergen a aussi la particularité de pouvoir définir les noms propres, qui sont indéfinis partout ailleurs dans le pays. Le « r » est prononcé à la française selon les Bergenois (consonne roulée uvulaire voisée), comme dans la majeure partie du Vestlandet. Il est en général roulé à Oslo et dans l'est du pays. Cependant, avec le transfert des pouvoirs à Oslo, le départ de la Hanse et le développement du bokmål (riksmål), le bergensk a perdu beaucoup de ses influences passées et tend à se rapprocher du dialecte de l'Est. De même, les pluriels sont de moins en moins utilisés.
De plus, le fait que Bergen soit une grande ville a affaibli son identité linguistique, et de toute façon les gens des autres régions du pays comprennent parfaitement le bergensk.
Administrativement, la ville est neutre, c'est-à-dire qu'elle n'a ni choisi le bokmål, ni le nynorsk comme première langue officielle. Le bokmål est une langue très proche du danois, alors que le nynorsk est une langue créée au XIXe siècle pour tenter de fusionner les principaux dialectes norvégiens et en faire une véritable langue nationale. Les communes norvégiennes peuvent choisir quelle langue leur administration utilisera principalement.

### Bergenois et Bergenoises
Bergen a été la plus grande ville de Scandinavie jusqu'au milieu du XIXe siècle. Les habitants de Bergen sont les Bergenois (Bergensere). À la manière du conflit gentillet opposant les Français et les Belges, les gens d'Oslo se moquent du côté campagnard des Bergenois. On les décrits arrogants, conduisant vite et mal, etc.
Edward Daniel Clarke nota en 1798 que les Bergenois avaient peu en commun avec les habitants de Christiania ou de Trondheim. Un citoyen important de la capitale norvégienne a dit un jour : 

« Bergen est moins connu pour les gens d'ici que Paris ou Londres : en fait, on considère difficilement Bergen comme formant une partie de notre pays, ou habité par des Norvégiens. »

Il faut dire que jusqu'au XIXe siècle les Bergenois étaient en majorité Allemands, Hollandais ou Écossais.
Latocnaye renchérit : 

« Le district de Bergen est indéniablement le plus stérile et le plus montagneux dans ce royaume, et ses habitants, appelés Horders, sont sûrement la race la plus pauvre et la moins civilisée du pays tout entier. En vérité, ces bouffeurs de poisson n'ont aucun trait qui distinguent les vrais Norvégiens. »

Il explique aussi comment les habitants de Voss et des vallées avoisinantes, fertiles, ne voulaient pas avoir affaire avec les Bergenois, et que ceux de File Fjell, à l'est de Bergen, sont « gentils et de bon cœur là où les autres sont querelleurs et avares. » Il souligne par ailleurs la forte présence d'étrangers à Bergen et contraste l'image pittoresque de la ville avec l'environnement sauvage et accidenté.
De nos jours, comme pour son dialecte, le fait que Bergen soit une grande ville et que ses activités brassent des gens de tout le pays et de toute l'Europe réduit l'influence de son identité. Toutefois beaucoup de Bergenois se revendiquent comme tels avant d'être Norvégiens.
Cependant il y a une coutume pour laquelle les Bergenois sont comme tous les Norvégiens : l'ivresse généralisée du samedi soir, très impressionnante quand on la découvre. En effet, les Norvégiens sont connus pour boire très peu voire pas du tout en semaine mais pour se « lâcher » le samedi soir, ce qui donne des scènes assez cocasses dans les rues. Cependant, les Norvégiens choisissent entre boire et conduire et savent que l'abus d'alcool est dangereux pour la santé.

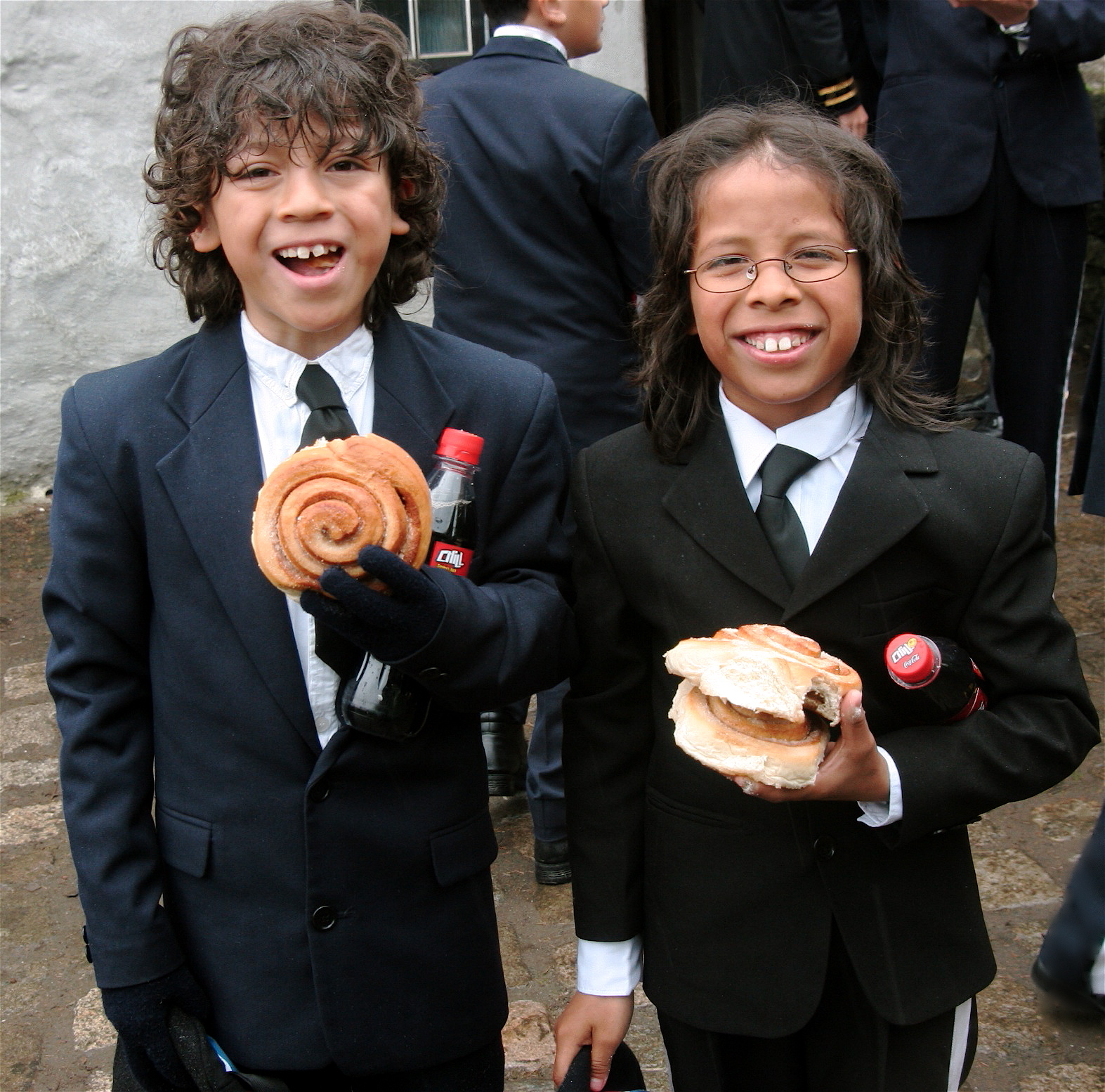
Membres des buekorps mangeant des skillingboller.

De manière générale, les Bergenois vivent à l'extérieur, sortent beaucoup, et font beaucoup de sport. Même en plein hiver, les sentiers de montagne ne sont jamais désertés. Les falaises de Helleneset près de Sandviken et de la batterie d'Hellen sont prisées des jeunes Bergenois pour les possibilités de plongeons qu'elles offrent. 100 000 Bergenois sont inscrits dans au moins un club de sport. L'adage norvégien å gå på tur (aller faire un tour) prend tout son sens à Bergen et « va jouer dehors ! » est probablement une des phrases les plus prononcées par les mamans bergenoises à leurs bambins. Bergenshallen (la halle de Bergen) est une des plus grandes patinoires du pays, et peut accueillir 4 000 personnes lors des grandes rencontres de hockey sur glace.
Les Bergenois sont férus de journaux. Le Bergens Tidende, quotidien local, tirait 88 867 exemplaires en 2004.
La grande majorité des habitants sont protestants luthériens ou membres d'autres églises réformées, et depuis quelque temps une communauté musulmane se développe. Il n'y a pas de communauté juive connue à Bergen.
Les spécialités culinaires de la ville sont entre autres le skillingsbolle (le roulé à la cannelle appelé kanelbolle dans le reste de la Norvège) et le langebrød, pain local. La Bergenssuppe est une des nombreuses soupes de poissons que l'on peut trouver en Norvège.
Quant à la boisson, la bière la plus célèbre de Norvège est bergenoise : la Hansa. L'inscription Bergens Stolthet, "la fierté de Bergen", orne toutes les bouteilles. En 2007, une bière d'or a été lancée (Gulløl) par la marque pour fêter le retour de la coupe à Bergen, 44 ans après la dernière victoire en championnat national de l'équipe locale, Brann.
Comme toutes les villes portuaires importantes, une forte prostitution s'est développée à Bergen. Elle était cependant contrôlée, comme dans le reste de la Norvège, et la clientèle était étonnamment plus composée de natifs que d'étrangers de passage, comme nous le rapporte un chroniqueur en 1563, à propos du décès d'une prostituée : « Katilbrog la vieille prostituée qui avait par le passé servi moines, prêtres, chanoines, courtisans, entre autres. » La prostitution sera bien tolérée jusqu'aux persécutions luthériennes.
Yves Joseph de Kerguelen de Trémarec, en 1767, écrivait que les femmes étaient « généreuses, mais peu intelligentes. Travailleuses et non adeptes de luxure. Leurs hommes en revanche étaient plus dévots de Bacchus ou de Cérès que de Vénus. Ils aiment les spiritueux ». Selon lui les jeunes filles négligées furent ainsi encouragées « à se venger sans cérémonie, avec l'aide d'étrangers plus galants et plus aimables. »
Latocnaye pensait « qu'en vérité il devait être difficile d'être une femme à Bergen. En Turquie les femmes ne sont pas libres, mais elles sont néanmoins traitées avec appréciation. Il est dit que les femmes de Norvège sont des esclaves domestiques, et leurs maris de domestiques tyrans. » Et Edward Daniel Clarke de rajouter la même année « l'asservissement de la femme norvégienne est volontaire, elle se plaît dans son travail, parce que c'est le travail de l'amour, et si c'est de l'asservissement domestique, c'est bien compensé avec le bonheur domestique. » Ou encore :
« Les choses les plus dégoûtantes que j'aie jamais vues », c'est ainsi qu'il qualifie les Bergenoises, dont il n'apprécia pas par ailleurs le fait qu'elles ne couvraient pas leur tête contrairement aux femmes de Christiania.

## Jumelages
Jumelages :
| Ville | Ville               | Pays | Pays        | Période     |
| ----- | ------------------- | ---- | ----------- | ----------- |
|       | Aarhus              |      | Danemark    |             |
|       | Callao              |      | Pérou       |             |
|       | Göteborg            |      | Suède       | depuis 1946 |
|       | Lübeck              |      | Allemagne   |             |
|       | Mombasa             |      | Kenya       |             |
|       | Newcastle upon Tyne |      | Royaume-Uni | depuis 1968 |
|       | Rostock             |      | Allemagne   | depuis 1965 |
|       | Seattle             |      | États-Unis  |             |
|       | Turku               |      | Finlande    | depuis 1946 |

Chaque année, la ville de Bergen envoie un sapin à la ville de Newcastle, en remerciements pour les soldats britanniques ayant été envoyés en Norvège durant la Seconde Guerre mondiale.
La ville de Seattle a offert un totem à Bergen pour son jubilé en 1970. Celui-ci se situe à Nordnesparken.
Collaborations :
- Asmara (Érythrée)
- Québec (Canada)
- Baucau (Timor-Leste), Timor oriental
- Île de Mozambique (Mozambique)
- Lübeck (Allemagne)